# США на летних Олимпийских играх 2016
Соединённые Штаты Америки на летних Олимпийских играх 2016 года были представлены как минимум в двадцати семи видах спорта. Гандбол стал единственным видом спорта, в котором сборной США не удалось завоевать олимпийские лицензии.

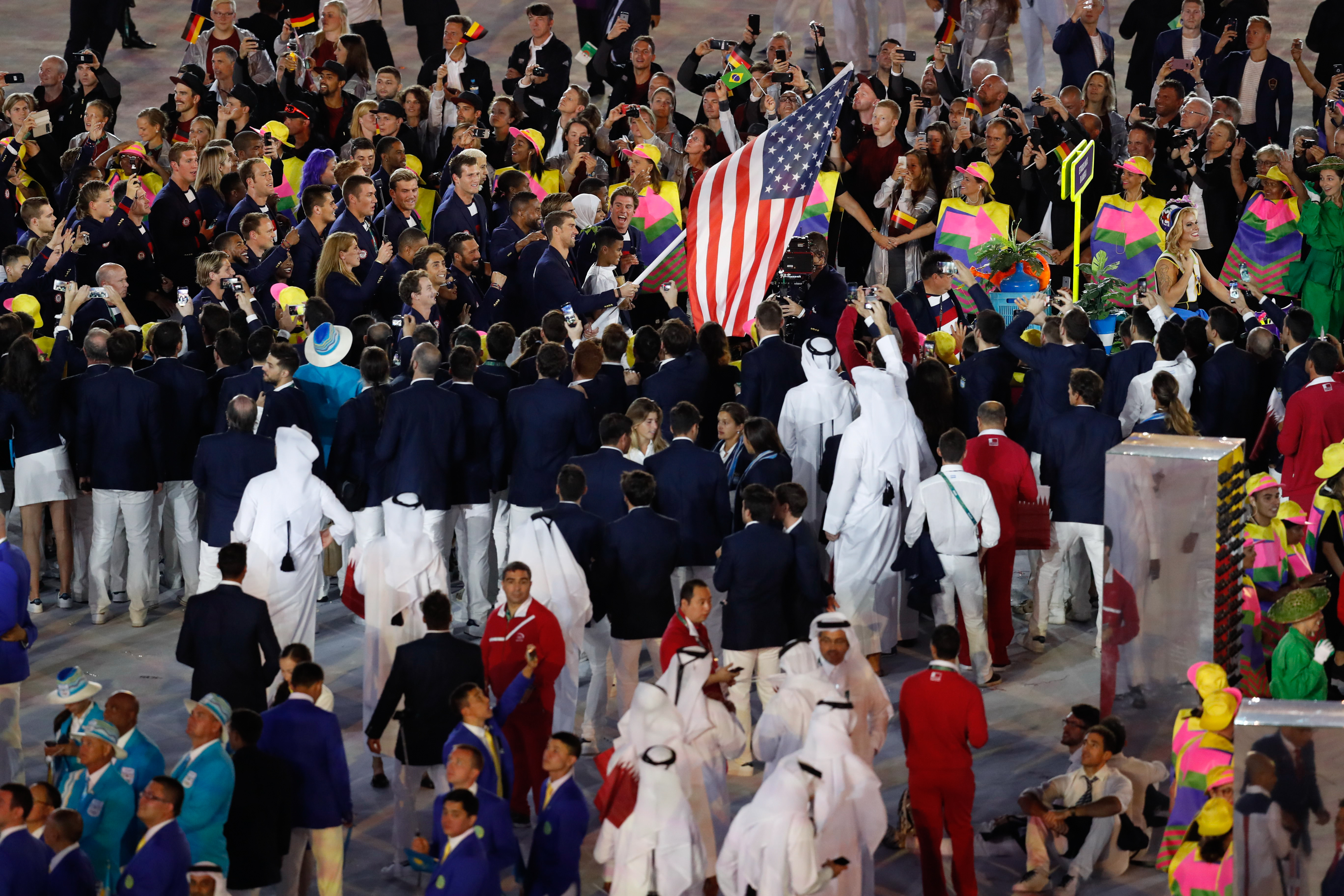
Спортсмены США во время парада наций на церемонии открытия Олимпийских игр

## Медали
| Золото  | |                                                               |            |
| №       | Спортсмены | Вид спорта (дисциплина)                                       | Дата       |
| 1       | Вирджиния Трэшер | Стрельба (пневматическая винтовка, 10 метров, женщины)        | 6 августа  |
| 2       | Кэлеб Дрессел Блэйк Пирони Джимми Фейген Майкл Фелпс Райан Хелд Натан Эдриан Энтони Эрвин | Плавание (4×100 метров вольным стилем, мужчины)               | 7 августа  |
| 3       | Кэти Ледеки | Плавание (400 метров вольным стилем, женщины)                 | 7 августа  |
| 4       | Райан Мёрфи | Плавание (100 метров на спине, мужчины)                       | 8 августа  |
| 5       | Лилли Кинг | Плавание (100 метров брассом, женщины)                        | 8 августа  |
| 6       | Майкл Фелпс | Плавание (200 метров баттерфляем, мужчины)                    | 9 августа  |
| 7       | Конор Дуайер Таунли Хаас Райан Лохте Майкл Фелпс Кларк Смит Джек Конгер Гуннар Бенц | Плавание (4×200 метров вольным стилем, мужчины)               | 9 августа  |
| 8       | Кэти Ледеки | Плавание (200 метров вольным стилем, женщины)                 | 9 августа  |
| 9       | Симона Байлз Габриэль Дуглас Мэдисон Кошан Александра Райсман Лори Эрнандес | Спортивная гимнастика (командное многоборье, женщины)         | 9 августа  |
| 10      | Кристин Армстронг | Велоспорт (раздельная шоссейная гонка, женщины)               | 10 августа |
| 11      | Майя Дирадо Кэти Ледеки Мелани Маргалис Сиерра Рунге Лиа Смит Мисси Франклин Эллисон Шмитт | Плавание (4×200 метров вольным стилем, женщины)               | 10 августа |
| 12      | Кайла Харрисон | Дзюдо (до 78 кг, женщины)                                     | 11 августа |
| 13      | Райан Мёрфи | Плавание (200 метров на спине, мужчины)                       | 11 августа |
| 14      | Майкл Фелпс | Плавание (200 метров комплексным плаванием, мужчины)          | 11 августа |
| 15      | Симона Мануэль | Плавание (100 метров вольным стилем, женщины)                 | 11 августа |
| 16      | Симона Байлз | Спортивная гимнастика (личное многоборье, женщины)            | 11 августа |
| 17      | Мишель Картер | Лёгкая атлетика (толкание ядра, женщины)                      | 12 августа |
| 18      | Энтони Эрвин | Плавание (50 метров вольным стилем, мужчины)                  | 12 августа |
| 19      | Кэти Ледеки | Плавание (800 метров вольным стилем, женщины)                 | 12 августа |
| 20      | Майя Дирадо | Плавание (200 метров на спине, женщины)                       | 12 августа |
| 21      | Эмили Реган Керри Симмондс Аманда Полк Лорен Шметтерлинг Меган Мусницки Тесса Гоббо Элеанор Логан Аманда Элмор Кейтлин Снайдер                                                                                           | Академическая гребля (восьмёрки, женщины)                     | 13 августа |
| 22      | Джефф Хендерсон | Лёгкая атлетика (прыжки в длину, мужчины)                     | 13 августа |
| 23      | Райан Мёрфи Коди Миллер Майкл Фелпс Натан Эдриан Дэвид Пламмер Кевин Кордес Томас Шилдс Кэлеб Дрессел | Плавание (эстафета 4×100 метров комбинированная, мужчины)     | 13 августа |
| 24      | Кэйтлин Бейкер Лилли Кинг Дана Воллмер Симона Мануэль Оливия Смолига Кэти Мейли Келси Уоррелл Эбби Вейтцейл | Плавание (эстафета 4×100 метров комбинированная, женщины)     | 13 августа |
| 25      | Симона Байлз | Спортивная гимнастика (опорный прыжок, женщины)               | 14 августа |
| 26      | Джек Сок Бетани Маттек-Сандс | Теннис (микст)                                                | 14 августа |
| 27      | Кристиан Тейлор | Лёгкая атлетика (тройной прыжок, мужчины)                     | 16 августа |
| 28      | Симона Байлз | Спортивная гимнастика (вольные упражнения, женщины)           | 16 августа |
| 29      | Брианна Роллинс | Лёгкая атлетика (бег на 100 метров с барьерами, женщины)      | 17 августа |
| 30      | Тианна Бартолетта | Лёгкая атлетика (прыжки в длину, женщины)                     | 17 августа |
| 31      | Хелен Марулис | Борьба (до 53 кг, женщины)                                    | 18 августа |
| 32      | Керрон Клемент | Лёгкая атлетика (бег на 400 метров с барьерами, мужчины)      | 18 августа |
| 33      | Райан Краузер | Лёгкая атлетика (толкание ядра, мужчины)                      | 18 августа |
| 34      | Эштон Итон | Лёгкая атлетика (десятиборье, мужчины)                        | 18 августа |
| 35      | Далайла Мухаммад | Лёгкая атлетика (бег на 400 метров с барьерами, женщины)      | 18 августа |
| 36      | Коннор Филдс | Велоспорт (BMX, мужчины)                                      | 19 августа |
| 37      | Женская сборная по водному поло Кейли Гилкрист Эшли Джонсон Мелисса Сайдемен Кэролин Кларк Кэмерин Крэйг Мэдди Масселмен Кортни Мэтьюсон Кайла Ньюшул Мэгги Стеффенс Ария Фишер Макензи Фишер Рейчел Фэттел Саманта Хилл | Водное поло (женщины)                                         | 19 августа |
| 38      | Тианна Бартолетта Эллисон Феликс Инглиш Гарднер Тори Боуи Моролаке Акиносун | Лёгкая атлетика (эстафета 4×100 метров, женщины)              | 19 августа |
| 39      | Женская сборная по баскетболу Сью Бёрд Бриттни Гринер Елена Делле Донн Тамика Кэтчингс Энджел Маккатри Майя Мур Сеймон Огастус Брианна Стюарт Дайана Таурази Линдсей Уэйлен Сильвия Фаулз Тина Чарльз                    | Баскетбол (женщины)                                           | 20 августа |
| 40      | Мэттью Центровиц | Лёгкая атлетика (бег на 1500 метров, мужчины)                 | 20 августа |
| 41      | Арман Холл Тони Маккей Гил Робертс Лашон Мерритт Кайл Клемонс Дэвид Вербург | Лёгкая атлетика (эстафета 4×400 метров, мужчины)              | 20 августа |
| 42      | Кортни Около Наташа Хастингс Филлис Фрэнсис Эллисон Феликс Тейлор Эллис-Уотсон Франсина Маккорори | Лёгкая атлетика (эстафета 4×400 метров, женщины)              | 20 августа |
| 43      | Гвен Йоргенсен | Триатлон (женщины)                                            | 20 августа |
| 44      | Мужская сборная по баскетболу Харрисон Барнс Джимми Батлер Дрэймонд Грин Демар Дерозан Деандре Джордан Пол Джордж Кевин Дюрант Кайри Ирвинг Демаркус Казинс Кайл Лоури Клей Томпсон Кармело Энтони                       | Баскетбол (мужчины)                                           | 21 августа |
| 45      | Кларесса Шилдс | Бокс (до 75 кг, женщины)                                      | 21 августа |
| 46      | Кайл Снайдер | Борьба (вольная, до 97 кг, мужчины)                           | 21 августа |
| Серебро | |                                                               |            |
| №       | Спортсмены | Вид спорта (дисциплина)                                       | Дата       |
| 1       | Чейз Калиш | Плавание (400 метров комплексным плаванием, мужчины)          | 6 августа  |
| 2       | Майя Дирадо | Плавание (400 метров комплексным плаванием, женщины)          | 6 августа  |
| 3       | Закари Гарретт Джейк Камински Брейди Эллисон | Стрельба из лука (командное первенство, мужчины)              | 6 августа  |
| 4       | Симона Мануэль Эбби Вейтцейл Дана Воллмер Кэти Ледеки Лиа Нил Аманда Уир Эллисон Шмитт | Плавание (4×100 метров вольным стилем, женщины)               | 6 августа  |
| 5       | Александр Массиалас | Фехтование (индивидуальная рапира, мужчины)                   | 7 августа  |
| 6       | Кэйтлин Бейкер | Плавание (100 метров на спине, женщины)                       | 8 августа  |
| 7       | Дэвид Будайя Стил Джонсон | Прыжки в воду (синхронная вышка, 10 метров, мужчины)          | 8 августа  |
| 8       | Трэвис Стивенс | Дзюдо (до 81 кг, мужчины)                                     | 9 августа  |
| 9       | Джош Пренот | Плавание (200 метров брассом, мужчины)                        | 10 августа |
| 10      | Сэм Дорман Майкл Хиксон | Прыжки в воду (синхронный трамплин, 3 метра, мужчины)         | 10 августа |
| 11      | Дэрил Гомер | Фехтование (индивидуальная сабля, мужчины)                    | 10 августа |
| 12      | Александра Райсман | Спортивная гимнастика (личное многоборье, женщины)            | 11 августа |
| 13      | Майкл Фелпс | Плавание (100 метров баттерфляем, мужчины)                    | 12 августа |
| 14      | Дженевра Стоун | Академическая гребля (одиночки, женщины)                      | 13 августа |
| 15      | Дженнифер Валент Хлоя Дайгерт Келли Кэтлин Сара Хаммер | Велоспорт (командная гонка преследования, женщины)            | 13 августа |
| 16      | Тори Боуи | Лёгкая атлетика (бег на 100 метров, женщины)                  | 13 августа |
| 17      | Коннор Йегер | Плавание (1500 метров вольным стилем, мужчины)                | 13 августа |
| 18      | Симона Мануэль | Плавание (50 метров вольным стилем, женщины)                  | 13 августа |
| 19      | Джастин Гэтлин | Лёгкая атлетика (бег на 100 метров, мужчины)                  | 14 августа |
| 20      | Мэдисон Кошан | Спортивная гимнастика (разновысокие брусья, женщины)          | 14 августа |
| 21      | Раджив Рам Винус Уильямс | Теннис (микст)                                                | 14 августа |
| 22      | Эллисон Феликс | Лёгкая атлетика (бег на 400 метров, женщины)                  | 15 августа |
| 23      | Лори Эрнандес | Спортивная гимнастика (бревно, женщины)                       | 15 августа |
| 24      | Сара Хаммер | Велоспорт (омниум, женщины)                                   | 16 августа |
| 25      | Уилл Клэй | Лёгкая атлетика (тройной прыжок, мужчины)                     | 16 августа |
| 26      | Дэнелл Лейва | Спортивная гимнастика (параллельные брусья, мужчины)          | 16 августа |
| 27      | Дэнелл Лейва | Спортивная гимнастика (перекладина, мужчины)                  | 16 августа |
| 28      | Александра Райсман | Спортивная гимнастика (вольные упражнения, женщины)           | 16 августа |
| 29      | Люси Дэвис Кент Фаррингтон Элизабет Мэдден Маклейн Уорд | Конный спорт (командный конкур)                               | 17 августа |
| 30      | Эван Джагер | Лёгкая атлетика (бег на 3000 метров с препятствиями, мужчины) | 17 августа |
| 31      | Ниа Али | Лёгкая атлетика (бег на 100 метров с барьерами, женщины)      | 17 августа |
| 32      | Бриттни Риз | Лёгкая атлетика (прыжки в длину, женщины)                     | 17 августа |
| 33      | Джо Ковач | Лёгкая атлетика (толкание ядра, мужчины)                      | 18 августа |
| 34      | Элис Пост | Велоспорт (BMX, женщины)                                      | 19 августа |
| 35      | Сэнди Моррис | Лёгкая атлетика (прыжки с шестом, женщины)                    | 19 августа |
| 36      | Шакур Стивенсон | Бокс (до 56 кг, мужчины)                                      | 20 августа |
| 37      | Пол Челимо | Лёгкая атлетика (бег на 5000 метров, мужчины)                 | 20 августа |
| Бронза  | |                                                               |            |
| №       | Спортсмены | Вид спорта (дисциплина)                                       | Дата       |
| 1       | Коди Миллер | Плавание (100 метров брассом, мужчины)                        | 7 августа  |
| 2       | Лиа Смит | Плавание (400 метров вольным стилем, женщины)                 | 7 августа  |
| 3       | Дана Воллмер | Плавание (100 метров баттерфляем, женщины)                    | 7 августа  |
| 4       | Кори Кодждел-Анрейн | Стрельба (трап, женщины)                                      | 7 августа  |
| 5       | Конор Дуайер | Плавание (200 метров вольным стилем, мужчины)                 | 8 августа  |
| 6       | Дэвид Пламмер | Плавание (100 метров на спине, мужчины)                       | 8 августа  |
| 7       | Кэти Мейли | Плавание (100 метров брассом, женщины)                        | 8 августа  |
| 8       | Филлип Даттон | Конный спорт (личное троеборье)                               | 9 августа  |
| 9       | Майя Дирадо | Плавание (200 метров комплексным плаванием, женщины)          | 9 августа  |
| 10      | Натан Эдриан | Плавание (100 метров вольным стилем, мужчины)                 | 10 августа |
| 11      | Нико Эрнандес | Бокс (до 49 кг, мужчины)                                      | 12 августа |
| 12      | Эллисон Брок Лаура Грейвс Кейси Перри-Гласс Стеффен Питерс | Конный спорт (командная выездка)                              | 12 августа |
| 13      | Натан Эдриан | Плавание (50 метров вольным стилем, мужчины)                  | 12 августа |
| 14      | Кимберли Роуд | Стрельба (скит, женщины)                                      | 12 августа |
| 15      | Брейди Эллисон | Стрельба из лука (индивидуальное первенство, мужчины)         | 12 августа |
| 16      | Стив Джонсон Джек Сок | Теннис (парный разряд, мужчины)                               | 12 августа |
| 17      | Рейс Имбоден Александр Массиалас Герек Мейнхардт Майлз Чемли-Уотсон | Фехтование (командная рапира, мужчины)                        | 12 августа |
| 18      | Моника Аксамит Дагмара Возняк Мариэль Загунис Ибтихадж Мухаммад | Фехтование (командная сабля, женщины)                         | 13 августа |
| 19      | Мэтт Кухар | Гольф (мужчины)                                               | 14 августа |
| 20      | Лашон Мерритт | Лёгкая атлетика (бег на 400 метров, мужчины)                  | 14 августа |
| 21      | Александер Наддур | Спортивная гимнастика (конь, мужчины)                         | 14 августа |
| 22      | Сара Роблс | Тяжёлая атлетика (свыше 75 кг, женщины)                       | 14 августа |
| 23      | Клейтон Мёрфи | Лёгкая атлетика (бег на 800 метров, мужчины)                  | 15 августа |
| 24      | Сэм Кендрикс | Лёгкая атлетика (прыжки с шестом, мужчины)                    | 15 августа |
| 25      | Эмма Коберн | Лёгкая атлетика (бег на 3000 метров с препятствиями, женщины) | 15 августа |
| 26      | Симона Байлз | Спортивная гимнастика (бревно, женщины)                       | 15 августа |
| 27      | Дженнифер Симпсон | Лёгкая атлетика (бег на 1500 метров, женщины)                 | 16 августа |
| 28      | Калеб Пейн | Парусный спорт (Финн, мужчины)                                | 16 августа |
| 29      | Тори Боуи | Лёгкая атлетика (бег на 200 метров, женщины)                  | 17 августа |
| 30      | Кристи Кэстлин | Лёгкая атлетика (бег на 100 метров с барьерами, женщины)      | 17 августа |
| 31      | Эйприл Росс Керри Уолш Дженнингс | Пляжный волейбол (женщины)                                    | 17 августа |
| 32      | Эшли Спенсер | Лёгкая атлетика (бег на 400 метров с барьерами, женщины)      | 18 августа |
| 33      | Джейден Кокс | Борьба (вольная, до 86 кг, мужчины)                           | 20 августа |
| 34      | Женская сборная по волейболу Рэйчел Адамс Фолук Акинрадево Кайла Бануорт Элайша Гласс Криста Дитцен Джордан Ларсон Карли Ллойд Карста Лоу Келли Мёрфи Келси Робинсон Кортни Томпсон Кимберли Хилл                        | Волейбол (женщины)                                            | 20 августа |
| 35      | Дэвид Будайя | Прыжки в воду (вышка, 10 метров, мужчины)                     | 20 августа |
| 36      | Джеки Гэллоуэй | Тхэквондо (свыше 67 кг, женщины)                              | 20 августа |
| 37      | Мужская сборная по волейболу Мэттью Андерсон Мика Кристенсон Дэвид Ли Уильям Придди Аарон Рассел Тейлор Сандер Дэвид Смит Мёрфи Трой Максвелл Холт Кавика Сёдзи Эрик Сёдзи Томас Яшке                                    | Волейбол (мужчины)                                            | 21 августа |
| 38      | Гален Рапп | Лёгкая атлетика (марафон, мужчины)                            | 21 августа |

## Состав сборной
В итоговый состав сборной США для участия в летних Олимпийских играх вошли 555 спортсменов (263 мужчины и 292 женщины), которые примут участие в 27-ми видах спорта. Сразу 364 человека впервые выступят на Олимпийских играх. Самым возрастным участником Игр в составе американской сборной стал конник Филлип Даттон, которому на момент начала соревнований будет 52 года, а самым молодым стал 16-летний Канак Джа, который принял участие в турнире по настольному теннису.
 Академическая гребля
1. Андерс Вайс
2. Нарег Гурегян
3. Майкл Ди Санто
4. Сэмюэль Доммер
5. Александр Карвоски
6. Стивен Каспжик
7. Эдвард Кинг
8. Джошуа Конечный
9. Чарли Коул
10. Эндрю Кэмпбелл
11. Роберт Манн
12. Мэтт Миллер
13. Тайлер Нейз
14. Сэмюэль Оджсеркис
15. Гленн Очел
16. Робин Прендз
17. Хенрик Раммел
18. Ханс Стражина
19. Сет Уэйл
20. Энтони Фейден
21. Остин Хак
22. Трэйси Айссер
23. Кейт Бертко
24. Тесса Гоббо
25. Девери Карц
26. Меган Кэлмоу
27. Грейс Лац
28. Элеанор Логан
29. Грейс Лучак
30. Эдриенн Мартелли
31. Меган Мусницки
32. Фелис Мюллер
33. Меган О’Лири
34. Аманда Полк
35. Эмили Реган
36. Керри Симмондс
37. Кейтлин Снайдер
38. Дженевра Стоун
39. Эллен Томек
40. Лорен Шметтерлинг
41. Аманда Элмор

 Бадминтон
1. Саттават Понгнаират
2. Филлип Чу
3. Говард Шу
4. Айрис Ван
5. Эва Ли
6. Пола Линн Обанана
7. Джейми Субанди

 Баскетбол
1. Харрисон Барнс
2. Джимми Батлер
3. Дрэймонд Грин
4. Демар Дерозан
5. Деандре Джордан
6. Пол Джордж
7. Кевин Дюрант
8. Кайри Ирвинг
9. Демаркус Казинс
10. Кайл Лоури
11. Клей Томпсон
12. Кармело Энтони
13. Сью Бёрд
14. Бриттни Гринер
15. Елена Делле Донн
16. Тамика Кэтчингс
17. Энджел Маккатри
18. Майя Мур
19. Сеймон Огастус
20. Брианна Стюарт
21. Дайана Таурази
22. Линдсей Уэйлен
23. Сильвия Фаулз
24. Тина Чарльз

 Бокс
1. Карлос Бальдерас
2. Антонио Варгас
3. Чарльз Конуэлл
4. Гэри Антуан Расселл
5. Шакур Стивенсон
6. Нико Эрнандес
7. Микаэла Майер
8. Кларесса Шилдс

 Борьба
Вольная борьба
1. Джордан Барроуз
2. Дэниел Деннис
3. Тервел Длагнев
4. Джейден Кокс
5. Фрэнк Молинаро
6. Кайл Снайдер
7. Аделайн Грей
8. Хелен Марулис
9. Хейли Оджелло
10. Елена Пирожкова

Греко-римская борьба
1. Эндрю Байсек
2. Бен Провизор
3. Робби Смит
4. Джесси Тильке

Велоспорт
 Шоссейный велоспорт
1. Брент Букволтер
2. Тейлор Финни
3. Кристин Армстронг
4. Меган Гарнье
5. Эвелин Стивенс
6. Мара Эбботт

 Трековый велоспорт
1. Мэттью Бараноски
2. Бобби Ли
3. Дженнифер Валент
4. Хлоя Дайгерт
5. Келли Кэтлин
6. Сара Хаммер

 Маунтинбайк
1. Говард Гроттс
2. Хлоэ Вудрафф
3. Ли Дэвисон

 BMX
1. Николас Лонг
2. Коннор Филдс
3. Корбен Шарра
4. Брук Крэйн
5. Элис Пост

 Водное поло
1. Тони Азеведо
2. Брет Бонанни
3. Алекс Боуэн
4. Макквин Бэрон
5. Томас Данстан
6. Лука Купидо
7. Меррилл Мозес
8. Джон Мэнн
9. Алекс Оберт
10. Алекс Роулз
11. Джош Самуэльс
12. Джесси Смит
13. Бен Халлок
14. Кейли Гилкирст
15. Эшли Джонсон
16. Мелисса Сайдемен
17. Кэролин Кларк
18. Кэмерин Крэйг
19. Мэдди Масселмен
20. Кортни Мэтьюсон
21. Кайла Ньюшул
22. Мэгги Стеффенс
23. Ария Фишер
24. Макензи Фишер
25. Рейчел Фэттел
26. Саманта Хилл

 Волейбол
1. Мэттью Андерсон
2. Томас Джески
3. Мика Кристенсон
4. Дэвид Ли
5. Уильям Придди
6. Аарон Расселл
7. Тейлор Сандер
8. Кавика Сёдзи
9. Эрик Сёдзи
10. Дэвид Смит
11. Мёрфи Трой
12. Максвелл Холт
13. Рейчел Адамс
14. Фолук Акинрадево
15. Кайла Бэнворт
16. Алиша Гласс
17. Джордан Ларсон
18. Карли Ллойд
19. Карста Лоу
20. Келли Мёрфи
21. Келси Робинсон
22. Кортни Томпсон
23. Криста Хармотто
24. Кимберли Хилл

 Гольф
1. Мэтт Кухар
2. Патрик Рид
3. Бубба Уотсон
4. Рикки Фаулер
5. Стейси Льюис
6. Джерина Пиллер
7. Лекси Томпсон

Гребля на байдарках и каноэ
 Гребля на гладкой воде
1. Мэгги Хоган

 Гребной слалом
1. Кейси Айкфелд
2. Девин Макьюэн
3. Михал Смолен
4. Эшли Ни

 Дзюдо
1. Колтон Браун
2. Николас Дельпополо
3. Трэвис Стивенс
4. Анджелика Дельгадо
5. Марти Мэллой
6. Кайла Харрисон

 Конный спорт
1. Филлип Даттон
2. Бойд Мартин
3. Кларк Монтгомери
4. Стеффен Питерс
5. Маклейн Уорд
6. Кент Фаррингтон
7. Эллисон Брок
8. Лора Грейвз
9. Люси Дэвис
10. Лорен Киффер
11. Элизабет Мадден
12. Кейси Перри-Гласс

 Лёгкая атлетика
1. Девон Аллен
2. Крис Бенард
3. Борис Бериан
4. Бен Бланкеншип
5. Хиллари Бор
6. Трэйвон Бромелл
7. Марвин Брэйси
8. Тевис Бэйли
9. Дэвид Вербург
10. Тайсон Гэй
11. Джастин Гэтлин
12. Эван Джагер
13. Чарльз Джок
14. Кибве Джонсон
15. Закери Зимек
16. Эштон Итон
17. Дональд Кабрал
18. Логан Каннингем
19. Сэм Кендрикс
20. Мебрахтом Кефлезигхи
21. Эрик Кинард
22. Шадрак Кипчирчир
23. Керрон Клемент
24. Кайл Клемонс
25. Уилл Клэй
26. Джо Ковач
27. Леонард Корир
28. Кристиан Коулман
29. Райан Краузер
30. Сэм Краузер
31. Бернард Лагат
32. Джаррион Лоусон
33. Конор Маккаллох
34. Тони Маккей
35. Лашон Мерритт
36. Клейтон Мёрфи
37. Хассан Мид
38. Джон Нанн
39. Джефф Портер
40. Гален Рапп
41. Гил Робертс
42. Рикки Робертсон
43. Байрон Робинсон
44. Майк Роджерс
45. Кейл Симмонс
46. Джереми Тайво
47. Кристиан Тейлор
48. Майкл Тинсли
49. Руди Уинклер
50. Джаред Уорд
51. Амир Уэбб
52. Мейсон Финли
53. Шон Фьюри
54. Майкл Хартфилд
55. Джефф Хендерсон
56. Даррелл Хилл
57. Арман Холл
58. Сайрус Хостетлер
59. Мэттью Центровиц
60. Пол Челимо
61. Брэд Эдкинс
62. Эндрю Эванс
63. Робби Эндрюс
64. Ронни Эш
65. Моролаке Акиносун
66. Ниа Али
67. Тианна Бартолетта
68. Гвен Берри
69. Бриттани Бормэн
70. Тори Боуи
71. Кара Вингер
72. Шелби Вон
73. Инглиш Гарднер
74. Андреа Гобель
75. Кейт Грэйс
76. Эбби Д’Агостино
77. Дженей Делоач
78. Фелиша Джонсон
79. Эмили Инфелд
80. Вашти Каннингем
81. Келси Кард
82. Мишель Картер
83. Эмма Коберн
84. Ким Конли
85. Эми Крэгг
86. Коллин Куигли
87. Кристи Кэстлин
88. Эмбер Кэмпбелл
89. Дезире Линден
90. Шанте Лоу
91. Франсена Маккорори
92. Сидни Маклафлин
93. Иника Макферсон
94. Бренда Мартинес
95. Миранда Мелвиль
96. Хизер Миллер
97. Мария Михта-Коффи
98. Санди Моррис
99. Далайла Мухаммад
100. Мэгги Мэлоун
101. Барбара Нваба
102. Кортни Около
103. Кетура Орджи
104. ДеАнна Прайс
105. Дженна Прандини
106. Бриттни Риз
107. Брианна Роллинс
108. Шеннон Роубери
109. Рейвен Саундерс
110. Дженнифер Симпсон
111. Эшли Спенсер
112. Диджах Стивенс
113. Дженнифер Сур
114. Алексис Уикс
115. Эйджи Уилсон
116. Кенделл Уильямс
117. Кристина Уильямс
118. Эшли Уитни
119. Эллисон Феликс
120. Кортни Фрерикс
121. Шалан Флэнаган
122. Филлис Фрэнсис
123. Молли Хаддл
124. Наташа Хастингс
125. Мариэль Холл
126. Шелби Хулихан
127. Тейлор Эллис-Уотсон
128. Кристина Эппс

 Настольный теннис
1. Тимоти Ван
2. Канак Джха
3. Фэн Ицзюнь
4. Лили Чжан
5. Чжэн Цзяци
6. У Юэ

 Парусный спорт
1. Чарли Бакингем
2. Томас Бэрроуc
3. Бора Гулари
4. Стюарт Макней
5. Джозеф Моррис
6. Педро Паскуаль
7. Калеб Пейн
8. Дейв Хьюз
9. Мэрион Леперт
10. Бриана Прованча
11. Пейдж Райли
12. Хелена Скатт
13. Энни Хегер
14. Пэрис Хенкен
15. Луиза Чейфи

 Плавание
1. Гуннар Бенц
2. Джордан Вилимовски
3. Кэлеб Дрессел
4. Конор Дуайер
5. Коннор Йегер
6. Чейз Калиш
7. Джек Конгер
8. Кевин Кордес
9. Джей Литерленд
10. Райан Лохте
11. Райан Мёрфи
12. Коди Миллер
13. Джейкоб Пебли
14. Блэйк Пирони
15. Дэвид Пламмер
16. Джош Пренот
17. Шон Райан
18. Кларк Смит
19. Джимми Фейген
20. Майкл Фелпс
21. Таунли Хаас
22. Райан Хелд
23. Томас Шилдс
24. Натан Эдриан
25. Энтони Эрвин
26. Кэмил Адамс
27. Хейли Андерсон
28. Кэйтлин Бейкер
29. Элизабет Бейсел
30. Эбби Вейтцейл
31. Дана Воллмер
32. Майя Дирадо
33. Лилли Кинг
34. Кэти Ледеки
35. Симона Мануэль
36. Мелани Маргалис
37. Кейти Мейли
38. Лиа Нил
39. Сиерра Рунге
40. Лиа Смит
41. Оливия Смолига
42. Аманда Уир
43. Келси Уоррелл
44. Хейли Фликинджер
45. Мисси Франклин
46. Молли Ханнис
47. Эллисон Шмитт

 Пляжный волейбол
1. Джейкоб Гибб
2. Фил Дэлхоссер
3. Ник Лусена
4. Кейси Паттерсон
5. Эйприл Росс
6. Брук Свит
7. Керри Уолш Дженнингс
8. Лорен Фендрик

 Прыжки в воду
1. Дэвид Будайя
2. Стил Джонсон
3. Сэм Дорман
4. Кристиан Ипсен
5. Майкл Хиксон
6. Эбигейл Джонстон
7. Эми Козад
8. Кэссиди Кук
9. Джессика Пэррэтто
10. Кэтрин Янг

 Прыжки на батуте
1. Логан Дули
2. Николь Эйсингер

 Регби-7
1. Карлин Айслес
2. Данни Барретт
3. Перри Бейкер
4. Гарретт Бендер
5. Эндрю Дурутало
6. Мартин Иосефо
7. Фолау Ниуа
8. Бен Пинкелман
9. Зак Тест
10. Крис Уайлз
11. Мака Унуфе
12. Мэдисон Хьюз
13. Нейт Эбнер
14. Акалани Баравилала
15. Келли Гриффин
16. Джессика Джавелет
17. Кэтрин Джонсон
18. Лорен Дойл
19. Райан Карлайл
20. Алев Келтер
21. Джиллион Поттер
22. Райчел Стивенс
23. Джоанна Фаавеси
24. Кармен Фармер
25. Виктория Фолайан

 Синхронное плавание
1. Анита Альварес
2. Мария Королёва

 Современное пятиборье
1. Нейтан Шримшер
2. Изабелла Исаксен
3. Марго Исаксен

 Спортивная гимнастика
1. Крис Брукс
2. Джейкоб Далтон
3. Дэнелл Лейва
4. Самуэль Микулак
5. Александер Наддур
6. Симона Байлз
7. Габриэль Дуглас
8. Мэдисон Кошан
9. Александра Райсман
10. Лори Эрнандес

 Стрельба
1. Уилл Браун
2. Лукас Козински
3. Дэниэль Лоу
4. Майкл Макфейл
5. Эмиль Милев
6. Джошуа Ричмонд
7. Кит Сандерсон
8. Фрэнк Томпсон
9. Дэвид Хиггинз
10. Винсент Хэнкок
11. Джей Ши
12. Уолтон Эллер
13. Мэттью Эммонс
14. Кори Кодждел-Анрейн
15. Морган Крафт
16. Лидия Патерсон
17. Кимберли Роуд
18. Виргиния Трейшер
19. Сара Шерер
20. Энкелейда Шехай

 Стрельба из лука
1. Закари Гарретт
2. Джейк Камински
3. Брейди Эллисон
4. Маккензи Браун

 Теннис
1. Брайан Бейкер
2. Боб Брайан
3. Майк Брайан
4. Стив Джонсон
5. Денис Кудла
6. Джек Сок
7. Коко Вандевеге
8. Мэдисон Киз
9. Бетани Маттек-Сандс
10. Слоан Стивенс
11. Винус Уильямс
12. Серена Уильямс

 Триатлон
1. Грег Биллингтон
2. Бен Кэньют
3. Джо Мэлой
4. Кейти Зеферес
5. Гвен Йоргенсен
6. Сара Тру

 Тхэквондо
1. Стивен Ламбдин
2. Стивен Лопес
3. Джеки Гэллоуэй
4. Пейдж Макферсон

 Тяжёлая атлетика
1. Кендрик Фэррис
2. Дженни Артур
3. Морган Кинг
4. Сара Роблс

 Фехтование
1. Дэрил Гомер
2. Эли Дершвиц
3. Александр Массиалас
4. Герек Мейнхардт
5. Джейсон Приор
6. Майлз Чемли-Уотсон
7. Дагмара Возняк
8. Мариэль Загунис
9. Ли Кифер
10. Ибтихадж Мухаммад
11. Нзинга Прескод
12. Келли Хёрли
13. Кортни Хёрли
14. Кэтрин Холмс

 Футбол
1. Квота 1
2. Квота 2
3. Квота 3
4. Квота 4
5. Квота 5
6. Квота 6
7. Квота 7
8. Квота 8
9. Квота 9
10. Квота 10
11. Квота 11
12. Квота 12
13. Квота 13
14. Квота 14
15. Квота 15
16. Квота 16
17. Квота 17
18. Квота 18

 Хоккей на траве
1. Квота 1
2. Квота 2
3. Квота 3
4. Квота 4
5. Квота 5
6. Квота 6
7. Квота 7
8. Квота 8
9. Квота 9
10. Квота 10
11. Квота 11
12. Квота 12
13. Квота 13
14. Квота 14
15. Квота 15
16. Квота 16

 Художественная гимнастика
1. Алиса Кейно
2. Натали Макгифферт
3. Моника Рокмен
4. Лаура Цзэн
5. Кристен Шэлдибин
6. Киана Эйде

Легкоатлетка Ариана Вашингтон попала в заявку сборной США для участия в эстафете 4×100 метров, но ни в полуфинале, ни в финале она не была включена в состав эстафетной четвёрки. Также для участия в командной гонке преследования была заявлена велосипедистка Рут Вайндер, однако она не вышла на старт ни в одной из гонок. Обе спортсменки не получили олимпийские медали.

## Результаты соревнований

### Академическая гребля
В следующий раунд из каждого заезда проходят несколько лучших экипажей (в зависимости от дисциплины). В отборочный заезд попадают спортсмены, выбывшие в предварительном раунде. В финал A выходят 6 сильнейших экипажей, остальные разыгрывают места в утешительных финалах B-F.
Мужчины
| Соревнование              | Спортсмены | Предварительный заезд | Предварительный заезд | Предварительный заезд | Отборочный заезд | Отборочный заезд | Отборочный заезд | Четвертьфинал | Четвертьфинал | Четвертьфинал | Полуфинал     | Полуфинал     | Полуфинал     | Финал   | Финал   | Итоговое место |
| Соревнование              | Спортсмены | Заезд                 | Время                 | Место                 | Заезд            | Время            | Место            | Заезд         | Время         | Место         | Заезд         | Время         | Место         | Время   | Место   | Итоговое место |
| ------------------------- | --- | --------------------- | --------------------- | --------------------- | ---------------- | ---------------- | ---------------- | ------------- | ------------- | ------------- | ------------- | ------------- | ------------- | ------- | ------- | -------------- |
| двойки                    | Андерс Вайс Нарег Гурегян | 1                     | 6:49,97               | 4                     | 1                | 6:36,60          | 3 Q              | не проводится | не проводится | не проводится | 1             | 6:33,95       | 5             | Финал B | Финал B | 11             |
| двойки                    | Андерс Вайс Нарег Гурегян | 1                     | 6:49,97               | 4                     | 1                | 6:36,60          | 3 Q              | не проводится | не проводится | не проводится | 1             | 6:33,95       | 5             | 7:10,60 | 5       | 11             |
| двойки парные, лёгкий вес | Джошуа Конечный Эндрю Кэмпбелл | 2                     | 6:26,56               | 2 Q                   | не участвовали   | не участвовали   | не участвовали   | не проводится | не проводится | не проводится | Полуфинал A/B | Полуфинал A/B | Полуфинал A/B | Финал   | Финал   |                |
| двойки парные, лёгкий вес | Джошуа Конечный Эндрю Кэмпбелл | 2                     | 6:26,56               | 2 Q                   | не участвовали   | не участвовали   | не участвовали   | не проводится | не проводится | не проводится |               |               |               |         |         |                |
| четвёрки                  | Хенрик Руммель Мэтт Миллер Чарли Коул Сет Уэйл                                                                                             | 2                     | 5:58,31               | 3 Q                   | не участвовали   | не участвовали   | не участвовали   | не проводится | не проводится | не проводится |               |               |               | Финал   | Финал   |                |
| четвёрки                  | Хенрик Руммель Мэтт Миллер Чарли Коул Сет Уэйл                                                                                             | 2                     | 5:58,31               | 3 Q                   | не участвовали   | не участвовали   | не участвовали   | не проводится | не проводится | не проводится |               |               |               |         |         |                |
| четвёрки, лёгкий вес      | Робин Прендз Энтони Фейден Эдвард Кинг Тайлер Нейз                                                                                         | 3                     | 6:05,61               | 2 Q                   | не участвовали   | не участвовали   | не участвовали   | не проводится | не проводится | не проводится | 2             | 6:26,82       | 4 QB          | Финал B | Финал B |                |
| четвёрки, лёгкий вес      | Робин Прендз Энтони Фейден Эдвард Кинг Тайлер Нейз                                                                                         | 3                     | 6:05,61               | 2 Q                   | не участвовали   | не участвовали   | не участвовали   | не проводится | не проводится | не проводится | 2             | 6:26,82       | 4 QB          |         |         |                |
| восьмёрки                 | Сэмюэль Доммер Ханс Стражина Александр Карвоски Гленн Очел Стивен Каспжик Майкл Ди Санто Роберт Манн Остин Хак Сэмюэль Оджсеркис (рулевой) | 2                     | 5:40,16               | 2                     |                  |                  |                  | не проводится | не проводится | не проводится | не проводится | не проводится | не проводится | Финал   | Финал   |                |
| восьмёрки                 | Сэмюэль Доммер Ханс Стражина Александр Карвоски Гленн Очел Стивен Каспжик Майкл Ди Санто Роберт Манн Остин Хак Сэмюэль Оджсеркис (рулевой) | 2                     | 5:40,16               | 2                     |                  |                  |                  | не проводится | не проводится | не проводится | не проводится | не проводится | не проводится |         |         |                |

Женщины
Предварительный этап соревнований в женской восьмёрке американский экипаж уверенно выиграл, опередив ближайших преследовательниц из Нидерландов на 8 секунд. После первой половины финального заплыва американки находились на третьей позиции, совсем немного уступая лидировавшим сборным Канады и Нидерландов, но уже с самого начала второй половины дистанции американские спортсменки увеличили темп и пришли к финишу первыми. На финише заезда американские гребчихи опередили ближайших преследовательниц из Великобритании на 2,5 секунды. Последний раз на крупнейших международных соревнованиях американская восьмёрка проигрывала на чемпионате мира 2005 года. Победная серия сборной США в соревнованиях женских восьмёрок включает в себя 8 чемпионатов мира и 3 золота на Олимпийских играх, что является повторением достижения сборной Румынии, побеждавшей на Играх в период с 1996 по 2004 годы.
| Соревнование              | Спортсмены | Предварительный заезд | Предварительный заезд | Предварительный заезд | Отборочный заезд | Отборочный заезд | Отборочный заезд | Четвертьфинал | Четвертьфинал | Четвертьфинал | Полуфинал     | Полуфинал     | Полуфинал     | Финал   | Финал   | Итоговое место |
| Соревнование              | Спортсмены | Заезд                 | Время                 | Место                 | Заезд            | Время            | Место            | Заезд         | Время         | Место         | Заезд         | Время         | Место         | Время   | Место   | Итоговое место |
| ------------------------- | --- | --------------------- | --------------------- | --------------------- | ---------------- | ---------------- | ---------------- | ------------- | ------------- | ------------- | ------------- | ------------- | ------------- | ------- | ------- | -------------- |
| одиночки                  | Дженевра Стоун | 2                     | 8:29,67               | 1 Q                   | не участвовала   | не участвовала   | не участвовала   | 2             | 7:27,04       | 1 Q           | Полуфинал A/B | Полуфинал A/B | Полуфинал A/B | Финал   | Финал   |                |
| одиночки                  | Дженевра Стоун | 2                     | 8:29,67               | 1 Q                   | не участвовала   | не участвовала   | не участвовала   | 2             | 7:27,04       | 1 Q           |               |               |               |         |         |                |
| двойки                    | Фелис Мюллер Грейс Лучак | 3                     | 7:05,14               | 1 Q                   | не участвовали   | не участвовали   | не участвовали   | не проводится | не проводится | не проводится |               |               |               | Финал   | Финал   |                |
| двойки                    | Фелис Мюллер Грейс Лучак | 3                     | 7:05,14               | 1 Q                   | не участвовали   | не участвовали   | не участвовали   | не проводится | не проводится | не проводится |               |               |               |         |         |                |
| двойки парные             | Меган О’Лири Эллен Томек | 2                     | 7:46,92               | 4                     | 1                | 7:00,60          | 2 Q              | не проводится | не проводится | не проводится | 1             | 6:52,92       | 3 Q           | Финал A | Финал A |                |
| двойки парные             | Меган О’Лири Эллен Томек | 2                     | 7:46,92               | 4                     | 1                | 7:00,60          | 2 Q              | не проводится | не проводится | не проводится | 1             | 6:52,92       | 3 Q           |         |         |                |
| двойки парные, лёгкий вес | Девери Карц Кейт Бертко | 1                     | 7:07,37               | 3                     | 1                | 7:58,90          | 1 Q              | не проводится | не проводится | не проводится | Полуфинал A/B | Полуфинал A/B | Полуфинал A/B | Финал   | Финал   |                |
| двойки парные, лёгкий вес | Девери Карц Кейт Бертко | 1                     | 7:07,37               | 3                     | 1                | 7:58,90          | 1 Q              | не проводится | не проводится | не проводится |               |               |               |         |         |                |
| четвёрки парные           | Грейс Лац Трэйси Айссер Меган Калмо Эдриенн Мартелли                                                                                     | 2                     | 6:40,78               | 3                     | 1                | 6:28,54          | 4 QA             | не проводится | не проводится | не проводится | не проводится | не проводится | не проводится | Финал A | Финал A |                |
| четвёрки парные           | Грейс Лац Трэйси Айссер Меган Калмо Эдриенн Мартелли                                                                                     | 2                     | 6:40,78               | 3                     | 1                | 6:28,54          | 4 QA             | не проводится | не проводится | не проводится | не проводится | не проводится | не проводится |         |         |                |
| восьмёрки                 | Эмили Реган Керри Симмондс Аманда Полк Лорен Шметтерлинг Меган Мусницки Тесса Гоббо Элеанор Логан Аманда Элмор Кейтлин Снайдер (рулевая) | 1                     | 6:06,34               | 1 Q                   | не участвовали   | не участвовали   | не участвовали   | не проводится | не проводится | не проводится | не проводится | не проводится | не проводится | Финал   | Финал   | 1              |
| восьмёрки                 | Эмили Реган Керри Симмондс Аманда Полк Лорен Шметтерлинг Меган Мусницки Тесса Гоббо Элеанор Логан Аманда Элмор Кейтлин Снайдер (рулевая) | 1                     | 6:06,34               | 1 Q                   | не участвовали   | не участвовали   | не участвовали   | не проводится | не проводится | не проводится | не проводится | не проводится | не проводится | 6:01,49 | 1       | 1              |

### Бадминтон
Одиночный разряд
| Соревнование | Спортсмены | Групповой этап | Групповой этап | Групповой этап | 1/8 финала | 1/4 финала | 1/2 финала | Финал | Итоговое место |
| Соревнование | Спортсмены | 1 матч         | 2 матч         | Место          | 1/8 финала | 1/4 финала | 1/2 финала | Финал | Итоговое место |
| ------------ | ---------- | -------------- | -------------- | -------------- | ---------- | ---------- | ---------- | ----- | -------------- |
| мужчины      | Говард Шу  | Группа         | Группа         | Группа         |            |            |            |       |                |
| мужчины      | Говард Шу  |                |                |                |            |            |            |       |                |
| женщины      | Айрис Ван  | Группа         | Группа         | Группа         |            |            |            |       |                |
| женщины      | Айрис Ван  |                |                |                |            |            |            |       |                |

Парный разряд
| Соревнование | Спортсмены                    | Групповой этап | Групповой этап | Групповой этап | Групповой этап | 1/4 финала | 1/2 финала | Финал | Итоговое место |
| Соревнование | Спортсмены                    | 1 матч         | 2 матч         | 3 матч         | Место          | 1/4 финала | 1/2 финала | Финал | Итоговое место |
| ------------ | ----------------------------- | -------------- | -------------- | -------------- | -------------- | ---------- | ---------- | ----- | -------------- |
| мужчины      | Саттават Понгнаират Филлип Чу | Группа         | Группа         | Группа         | Группа         |            |            |       |                |
| мужчины      | Саттават Понгнаират Филлип Чу |                |                |                |                |            |            |       |                |
| женщины      | Эва Ли Пола Линн Обанана      | Группа         | Группа         | Группа         | Группа         |            |            |       |                |
| женщины      | Эва Ли Пола Линн Обанана      |                |                |                |                |            |            |       |                |
| микст        | Филлип Чу Джейми Субанди      | Группа         | Группа         | Группа         | Группа         |            |            |       |                |
| микст        | Филлип Чу Джейми Субанди      |                |                |                |                |            |            |       |                |

### Баскетбол

#### Мужчины
Мужская сборная США квалифицировалась на Игры, завоевав золотые медали на чемпионате мира 2014 года.
Состав
| Номер     | Позиция   | Имя             | Дата рождения    | Рост, см  | Клуб                  | Игры      | Очки      | Подборы   | Передачи  |
| Защитники | Защитники | Защитники       | Защитники        | Защитники | Защитники             | Защитники | Защитники | Защитники | Защитники |
| --------- | --------- | --------------- | ---------------- | --------- | --------------------- | --------- | --------- | --------- | --------- |
| 4         | АЗ/ЛФ     | Джимми Батлер   | 14 сентября 1989 | 201       | Чикаго Буллз          |           |           |           |           |
| 7         | РЗ        | Кайл Лоури      | 25 марта 1986    | 183       | Торонто Рэпторс       |           |           |           |           |
| 9         | АЗ/ЛФ     | Демар Дерозан   | 7 августа 1989   | 201       | Торонто Рэпторс       |           |           |           |           |
| 10        | РЗ        | Кайри Ирвинг    | 23 марта 1992    | 191       | Кливленд Кавальерс    |           |           |           |           |
| 11        | АЗ        | Клей Томпсон    | 8 февраля 1990   | 201       | Голден Стэйт Уорриорз |           |           |           |           |
| Форварды  |           |                 |                  |           |                       |           |           |           |           |
| 5         | ЛФ        | Кевин Дюрант    | 29 сентября 1988 | 208       | Оклахома-Сити Тандер  |           |           |           |           |
| 8         | ЛФ        | Харрисон Барнс  | 30 мая 1992      | 206       | Голден Стэйт Уорриорз |           |           |           |           |
| 13        | ЛФ        | Пол Джордж      | 2 мая 1990       | 203       | Индиана Пэйсерс       |           |           |           |           |
| 14        | ЛФ/ТФ     | Дрэймонд Грин   | 4 марта 1990     | 201       | Голден Стэйт Уорриорз |           |           |           |           |
| 15        | ЛФ        | Кармело Энтони  | 29 мая 1984      | 206       | Нью-Йорк Никс         |           |           |           |           |
| Центровые |           |                 |                  |           |                       |           |           |           |           |
| 6         | Ц         | Деандре Джордан | 21 июля 1988     | 211       | Лос-Анджелес Клипперс |           |           |           |           |
| 12        | Ц         | Демаркус Казинс | 13 августа 1990  | 211       | Сакраменто Кингз      |           |           |           |           |

| Имя            | Гражданство | Дата рождения   |
| -------------- | ----------- | --------------- |
| Майк Кшижевски | США         | 13 февраля 1947 |

Результаты
Групповой этап (Группа A)
| Место | Команда   | И | В | П | ОЗ  | ОП  | +/-  | Очки |
| ----- | --------- | - | - | - | --- | --- | ---- | ---- |
| 1     | США       | 5 | 5 | 0 | 524 | 407 | +117 | 10   |
| 2     | Австралия | 5 | 4 | 1 | 444 | 368 | +76  | 9    |
| 3     | Франция   | 5 | 3 | 2 | 423 | 378 | +45  | 8    |
| 4     | Сербия    | 5 | 2 | 3 | 426 | 387 | +39  | 7    |
| 5     | Венесуэла | 5 | 1 | 4 | 315 | 444 | -129 | 6    |
| 6     | Китай     | 5 | 0 | 5 | 318 | 466 | -148 | 5    |

| 6 августа 2016 19:00 UTC−3 | Протокол | Китай                      | 62:119   | США                  | Арена Кариока, Рио-де-Жанейро Зрителей: 10 622 Судьи: Стефан Себель Олег Латышев Сретен Радович |
| 6 августа 2016 19:00 UTC−3 | Протокол | 10:30, 20:29, 17:32, 15:28 |          |                      | Арена Кариока, Рио-де-Жанейро Зрителей: 10 622 Судьи: Стефан Себель Олег Латышев Сретен Радович |
| 6 августа 2016 19:00 UTC−3 | Протокол | И 25                       | Очки     | Дюрант 25            | Арена Кариока, Рио-де-Жанейро Зрителей: 10 622 Судьи: Стефан Себель Олег Латышев Сретен Радович |
| 6 августа 2016 19:00 UTC−3 | Протокол | И, Чжао по 6               | Подборы  | Джордан, Энтони по 7 | Арена Кариока, Рио-де-Жанейро Зрителей: 10 622 Судьи: Стефан Себель Олег Латышев Сретен Радович |
| 6 августа 2016 19:00 UTC−3 | Протокол | Чжао 5                     | Передачи | Дюрант 6             | Арена Кариока, Рио-де-Жанейро Зрителей: 10 622 Судьи: Стефан Себель Олег Латышев Сретен Радович |

| 8 августа 2016 19:00 UTC−3 | Протокол | США                       | 113:69   | Венесуэла | Кариока Арена, Рио-де-Жанейро Зрителей: 10572 Судьи: Эдди Вьятор Дамир Явор Скот Пол Бекер |
| 8 августа 2016 19:00 UTC−3 | Протокол | 18:18, 30:8, 27:25, 38:18 |          |           | Кариока Арена, Рио-де-Жанейро Зрителей: 10572 Судьи: Эдди Вьятор Дамир Явор Скот Пол Бекер |
| 8 августа 2016 19:00 UTC−3 | Протокол | Джордж 20                 | Очки     | Кокс 19   | Кариока Арена, Рио-де-Жанейро Зрителей: 10572 Судьи: Эдди Вьятор Дамир Явор Скот Пол Бекер |
| 8 августа 2016 19:00 UTC−3 | Протокол | Джордан 9                 | Подборы  | Эченике 7 | Кариока Арена, Рио-де-Жанейро Зрителей: 10572 Судьи: Эдди Вьятор Дамир Явор Скот Пол Бекер |
| 8 августа 2016 19:00 UTC−3 | Протокол | Лоури 9                   | Передачи | Варгас 5  | Кариока Арена, Рио-де-Жанейро Зрителей: 10572 Судьи: Эдди Вьятор Дамир Явор Скот Пол Бекер |

| 10 августа 2016 19:00 UTC−3 | Протокол | Австралия | ' | США | Кариока Арена, Рио-де-Жанейро |

| 12 августа 2016 19:00 UTC−3 | Протокол | США | ' | Сербия | Кариока Арена, Рио-де-Жанейро |

| 14 августа 2016 14:15 UTC−3 | Протокол | США | ' | Франция | Кариока Арена, Рио-де-Жанейро |

#### Женщины
Женская сборная США квалифицировалась на Игры, завоевав золотые медали на чемпионате мира 2014 года.
Состав
| Номер     | Позиция   | Имя              | Дата рождения    | Рост, см  | Клуб             | Игры      | Очки      | Подборы   | Передачи  |
| Защитники | Защитники | Защитники        | Защитники        | Защитники | Защитники        | Защитники | Защитники | Защитники | Защитники |
| --------- | --------- | ---------------- | ---------------- | --------- | ---------------- | --------- | --------- | --------- | --------- |
| 4         | З         | Линдсей Уэйлен   | 9 мая 1982       | 175       | Миннесота Линкс  |           |           |           |           |
| 6         | З         | Сью Бёрд         | 16 октября 1980  | 175       | Сиэтл Шторм      |           |           |           |           |
| 12        | З         | Дайана Таурази   | 11 июня 1982     | 183       | Финикс Меркури   |           |           |           |           |
| Форварды  |           |                  |                  |           |                  |           |           |           |           |
| 5         | Ф         | Сеймон Огастус   | 30 апреля 1984   | 183       | Миннесота Линкс  |           |           |           |           |
| 7         | Ф         | Майя Мур         | 11 июня 1989     | 183       | Миннесота Линкс  |           |           |           |           |
| 8         | ЛФ        | Энджел Маккатри  | 10 сентября 1986 | 185       | Атланта Дрим     |           |           |           |           |
| 9         | ТФ        | Брианна Стюарт   | 27 августа 1994  | 193       | Сиэтл Шторм      |           |           |           |           |
| 10        | Ф         | Тамика Кэтчингс  | 21 июля 1979     | 185       | Индиана Фивер    |           |           |           |           |
| 11        | ЛФ        | Елена Делле Донн | 5 сентября 1989  | 196       | Чикаго Скай      |           |           |           |           |
| Центровые |           |                  |                  |           |                  |           |           |           |           |
| 13        | Ц         | Сильвия Фаулз    | 6 октября 1985   | 198       | Миннесота Линкс  |           |           |           |           |
| 14        | Ц         | Тина Чарльз      | 5 декабря 1988   | 193       | Нью-Йорк Либерти |           |           |           |           |
| 15        | Ц         | Бриттни Грайнер  | 18 октября 1990  | 203       | Финикс Меркури   |           |           |           |           |

| Имя          | Гражданство  | Дата рождения |
| ------------ | ------------ | ------------- |
| Джино Оримма | Италия / США | 23 марта 1954 |

Результаты
Групповой этап (Группа B)
| Место | Команда | И | В | П | ОЗ  | ОП  | +/-  | Очки |
| ----- | ------- | - | - | - | --- | --- | ---- | ---- |
| 1     | США     | 5 | 5 | 0 | 520 | 316 | +204 | 10   |
| 2     | Испания | 5 | 4 | 1 | 387 | 333 | +54  | 9    |
| 3     | Канада  | 5 | 3 | 2 | 340 | 347 | -7   | 8    |
| 4     | Сербия  | 5 | 2 | 3 | 385 | 406 | -21  | 7    |
| 5     | Китай   | 5 | 1 | 4 | 371 | 428 | -57  | 6    |
| 6     | Сенегал | 5 | 0 | 5 | 309 | 482 | -173 | 5    |

| 7 августа 2016 12:00 UTC−3 | Протокол | США                       | 121:56   | Сенегал                | Молодёжная Арена, Рио-де-Жанейро Зрителей: 2219 Судьи: Кристиано Хесус Мараньо Ахмед Аль-Булуши Надеж Зузу |
| 7 августа 2016 12:00 UTC−3 | Протокол | 35:9, 29:12, 30:17, 27:18 |          |                        | Молодёжная Арена, Рио-де-Жанейро Зрителей: 2219 Судьи: Кристиано Хесус Мараньо Ахмед Аль-Булуши Надеж Зузу |
| 7 августа 2016 12:00 UTC−3 | Протокол | Три игрока по 15          | Очки     | Диенг 10               | Молодёжная Арена, Рио-де-Жанейро Зрителей: 2219 Судьи: Кристиано Хесус Мараньо Ахмед Аль-Булуши Надеж Зузу |
| 7 августа 2016 12:00 UTC−3 | Протокол | Грайнер, Фаулз по 7       | Подборы  | Диарра, Ая Траоре по 5 | Молодёжная Арена, Рио-де-Жанейро Зрителей: 2219 Судьи: Кристиано Хесус Мараньо Ахмед Аль-Булуши Надеж Зузу |
| 7 августа 2016 12:00 UTC−3 | Протокол | Бёрд 8                    | Передачи | Диенг 4                | Молодёжная Арена, Рио-де-Жанейро Зрителей: 2219 Судьи: Кристиано Хесус Мараньо Ахмед Аль-Булуши Надеж Зузу |

| 8 августа 2016 12:00 UTC−3 | Протокол | Испания                    | 63:103   | США               | Молодёжная Арена, Рио-де-Жанейро Зрителей: 2073 Судьи: Христос Христодулу Сретен Радович Ахмед Аль-Булуши |
| 8 августа 2016 12:00 UTC−3 | Протокол | 14:29, 23:25, 14:20, 12:29 |          |                   | Молодёжная Арена, Рио-де-Жанейро Зрителей: 2073 Судьи: Христос Христодулу Сретен Радович Ахмед Аль-Булуши |
| 8 августа 2016 12:00 UTC−3 | Протокол | Торренс 20                 | Очки     | Таурази 13        | Молодёжная Арена, Рио-де-Жанейро Зрителей: 2073 Судьи: Христос Христодулу Сретен Радович Ахмед Аль-Булуши |
| 8 августа 2016 12:00 UTC−3 | Протокол | Ндур 8                     | Подборы  | Чарльз 6          | Молодёжная Арена, Рио-де-Жанейро Зрителей: 2073 Судьи: Христос Христодулу Сретен Радович Ахмед Аль-Булуши |
| 8 августа 2016 12:00 UTC−3 | Протокол | Домингес 3                 | Передачи | Бёрд, Чарльз по 5 | Молодёжная Арена, Рио-де-Жанейро Зрителей: 2073 Судьи: Христос Христодулу Сретен Радович Ахмед Аль-Булуши |

| 10 августа 2016 15:30 UTC−3 | Протокол | США                        | 110:84   | Сербия                      | Молодёжная Арена, Рио-де-Жанейро Зрителей: 2490 Судьи: Петр Пастусяк Скот Пол Бекер Надеж Зузу |
| 10 августа 2016 15:30 UTC−3 | Протокол | 31:21, 25:13, 28:27, 26:23 |          |                             | Молодёжная Арена, Рио-де-Жанейро Зрителей: 2490 Судьи: Петр Пастусяк Скот Пол Бекер Надеж Зузу |
| 10 августа 2016 15:30 UTC−3 | Протокол | Таурази 25                 | Очки     | Три игрока по 15            | Молодёжная Арена, Рио-де-Жанейро Зрителей: 2490 Судьи: Петр Пастусяк Скот Пол Бекер Надеж Зузу |
| 10 августа 2016 15:30 UTC−3 | Протокол | Чарльз 8                   | Подборы  | А. Дабович 5                | Молодёжная Арена, Рио-де-Жанейро Зрителей: 2490 Судьи: Петр Пастусяк Скот Пол Бекер Надеж Зузу |
| 10 августа 2016 15:30 UTC−3 | Протокол | Таурази 6                  | Передачи | А. Дабович, М. Дабович по 4 | Молодёжная Арена, Рио-де-Жанейро Зрителей: 2490 Судьи: Петр Пастусяк Скот Пол Бекер Надеж Зузу |

| 12 августа 2016 15:30 UTC−3 | Протокол | Канада | ' | США | Молодёжная Арена, Рио-де-Жанейро |

| 14 августа 2016 12:15 UTC−3 | Протокол | Китай | ' | США | Молодёжная Арена, Рио-де-Жанейро |

### Бокс
Квоты, завоёванные спортсменами являются именными. Если от одной страны путёвки на Игры завоюют два и более спортсмена, то право выбора боксёра предоставляется национальному Олимпийскому комитету. Соревнования по боксу проходят по системе плей-офф. Для победы в олимпийском турнире боксёру необходимо одержать либо четыре, либо пять побед в зависимости от жеребьёвки соревнований. Оба спортсмена, проигравшие в полуфинальных поединках, становятся обладателями бронзовых наград.
Мужчины
| Категория | Спортсмены          | Первый раунд            | Второй раунд         | Четвертьфинал           | Полуфинал            | Финал                | Место                |
| Категория | Спортсмены          | Соперник Результат      | Соперник Результат   | Соперник Результат      | Соперник Результат   | Соперник Результат   | Место                |
| --------- | ------------------- | ----------------------- | -------------------- | ----------------------- | -------------------- | -------------------- | -------------------- |
| до 49 кг  | Нико Эрнандес       | ITAМ. Каппаи В 3:0      | RUSВ. Егоров В 3:0   | ECUК. Кипо В 3:0        | UZBХ. Дусматов П 0:3 | завершил выступление | 3                    |
| до 52 кг  | Антонио Варгас      | BRAЖ. Нету В 2:0        | UZBШ. Зоиров П 0:3   | завершил выступление    | завершил выступление | завершил выступление | завершил выступление |
| до 56 кг  | Шакур Стивенсон     | не участвовал           | BRAР. ди Жезус В 3:0 | MGLЭ. Цэндбаатар В 3:0  | RUSВ. Никитин В WO   | CUBР. Рамирес П 1:2  | 2                    |
| до 60 кг  | Карлос Бальдерас    | KAZБ. Абдрахманов В 3:0 | JPNД. Наримацу В 3:0 | CUBЛ. Альварес П 0:3    | завершил выступление | завершил выступление | завершил выступление |
| до 64 кг  | Гэри Антуан Расселл | HAIР. Хитчинс В 3:0     | THAВ. Масук В 2:1    | UZBФ. Гаибназаров П 1:2 | завершил выступление | завершил выступление | завершил выступление |
| до 75 кг  | Чарльз Конуэлл      | INDВ. Кришан (7) П 0:3  | завершил выступление | завершил выступление    | завершил выступление | завершил выступление | завершил выступление |

Женщины
| Категория | Спортсмены     | Первый раунд            | Четвертьфинал               | Полуфинал                | Финал                   | Место                 |
| Категория | Спортсмены     | Соперник Результат      | Соперник Результат          | Соперник Результат       | Соперник Результат      | Место                 |
| --------- | -------------- | ----------------------- | --------------------------- | ------------------------ | ----------------------- | --------------------- |
| до 60 кг  | Микаэла Майер  | FSMДженнифер Ченг В 3-0 | RUSАнастасия Белякова П 0-2 | завершила выступление    | завершила выступление   | завершила выступление |
| до 75 кг  | Кларесса Шилдс | не участвовал           | RUSЯрослава Якушина В 3-0   | KAZДарига Шакимова В 3-0 | NEDНаухка Фонтейн В 3-0 | 1                     |

### Борьба
В соревнованиях по борьбе, как и на предыдущих трёх Играх, будет разыгрываться 18 комплектов наград. По 6 у мужчин в вольной и греко-римской борьбе и 6 у женщин в вольной борьбе. Турнир пройдёт по олимпийской системе с выбыванием. В утешительный раунд попадают участники, проигравшие в своих поединках будущим финалистам соревнований. Каждый поединок состоит из двух раундов по 3 минуты, победителем становится спортсмен, набравший большее количество технических очков. По окончании схватки, в зависимости от результатов спортсменам начисляются классификационные очки.
Мужчины
Вольная борьба
| Категория | Спортсмены      | Первый раунд       | 1/8 финала         | Четвертьфинал      | Полуфинал          | Финал              | Место |
| Категория | Спортсмены      | Соперник Результат | Соперник Результат | Соперник Результат | Соперник Результат | Соперник Результат | Место |
| --------- | --------------- | ------------------ | ------------------ | ------------------ | ------------------ | ------------------ | ----- |
| до 57 кг  | Дэниел Деннис   |                    |                    |                    |                    |                    |       |
| до 65 кг  | Фрэнк Молинаро  |                    |                    |                    |                    |                    |       |
| до 74 кг  | Джордан Барроуз |                    |                    |                    |                    |                    |       |
| до 86 кг  | Джейден Кокс    |                    |                    |                    |                    |                    |       |
| до 97 кг  | Кайл Снайдер    |                    |                    |                    |                    |                    |       |
| до 125 кг | Тервел Длагнев  |                    |                    |                    |                    |                    |       |

Греко-римская борьба
| Категория | Спортсмены    | Первый раунд       | 1/8 финала         | Четвертьфинал      | Полуфинал          | Финал              | Место |
| Категория | Спортсмены    | Соперник Результат | Соперник Результат | Соперник Результат | Соперник Результат | Соперник Результат | Место |
| --------- | ------------- | ------------------ | ------------------ | ------------------ | ------------------ | ------------------ | ----- |
| до 59 кг  | Джесси Тильке |                    |                    |                    |                    |                    |       |
| до 75 кг  | Эндрю Байсек  |                    |                    |                    |                    |                    |       |
| до 85 кг  | Бен Провизор  |                    |                    |                    |                    |                    |       |
| до 130 кг | Робби Смит    |                    |                    |                    |                    |                    |       |

Женщины
Вольная борьба
| Категория | Спортсмены      | Первый раунд       | 1/8 финала         | Четвертьфинал      | Полуфинал          | Финал              | Место |
| Категория | Спортсмены      | Соперник Результат | Соперник Результат | Соперник Результат | Соперник Результат | Соперник Результат | Место |
| --------- | --------------- | ------------------ | ------------------ | ------------------ | ------------------ | ------------------ | ----- |
| до 48 кг  | Хейли Оджелло   |                    |                    |                    |                    |                    |       |
| до 53 кг  | Хелен Марулис   |                    |                    |                    |                    |                    |       |
| до 63 кг  | Елена Пирожкова |                    |                    |                    |                    |                    |       |
| до 75 кг  | Аделайн Грей    |                    |                    |                    |                    |                    |       |

### Велоспорт

#### Шоссейный велоспорт
Мужчины
| Соревнование     | Спортсмены      | Время      | Место | Отставание |
| ---------------- | --------------- | ---------- | ----- | ---------- |
| групповая гонка  | Брент Букволтер | 6:13:34    | 16    | +3:31      |
| групповая гонка  | Тейлор Финни    | DNF        | DNF   | DNF        |
| раздельная гонка | Тейлор Финни    | 1:17:25,31 | 22    | +5:09,89   |
| раздельная гонка | Брент Букволтер | 1:17:57,61 | 23    | +5:42,19   |

Женщины
| Соревнование     | Спортсмены        | Время    | Место | Отставание |
| ---------------- | ----------------- | -------- | ----- | ---------- |
| групповая гонка  | Мара Эбботт       | 3:51:31  | 4     | +0:04      |
| групповая гонка  | Меган Гарнье      | 3:52:41  | 11    | +1:14      |
| групповая гонка  | Эвелин Стивенс    | 3:52:43  | 12    | +1:16      |
| групповая гонка  | Кристин Армстронг | DNF      | DNF   | DNF        |
| раздельная гонка | Кристин Армстронг | 44:26,42 | 1     | +0,00      |
| раздельная гонка | Эвелин Стивенс    | 46:00,08 | 10    | +1:33,66   |

#### Трековый велоспорт
Командная гонка преследования
| Соревнование | Спортсмены                                                         | Квалификация | Квалификация | Полуфинал      | Полуфинал | Финал          | Место |
| Соревнование | Спортсмены                                                         | Время        | Место        | Соперник Время | Место     | Соперник Время | Место |
| ------------ | ------------------------------------------------------------------ | ------------ | ------------ | -------------- | --------- | -------------- | ----- |
| женщины      | Рут Вайндер Дженнифер Валент Хлоя Дайгерт Келли Кэтлин Сара Хаммер |              |              |                |           |                |       |

Кейрин
| Соревнование | Спортсмены       | Первый раунд | Первый раунд | Утешительный заезд | Утешительный заезд | Второй раунд | Второй раунд | Финал | Итоговое место |
| Соревнование | Спортсмены       | Заезд        | Место        | Заезд              | Место              | Заезд        | Место        | Место | Итоговое место |
| ------------ | ---------------- | ------------ | ------------ | ------------------ | ------------------ | ------------ | ------------ | ----- | -------------- |
| мужчины      | Мэттью Бараноски |              |              |                    |                    |              |              |       |                |

Омниум
| Соревнование | Спортсмены  | Круг с хода | Круг с хода | Гонка по очкам | Гонка по очкам | Гонка с выбыванием | Гонка преследования | Гонка преследования | Скретч | Гит с места | Гит с места | Сумма очков | Итоговое место |
| Соревнование | Спортсмены  | Время       | Место       | Очки           | Место          | Место              | Время               | Место               | Место  | Время       | Место       | Сумма очков | Итоговое место |
| ------------ | ----------- | ----------- | ----------- | -------------- | -------------- | ------------------ | ------------------- | ------------------- | ------ | ----------- | ----------- | ----------- | -------------- |
| мужчины      | Бобби Ли    |             |             |                |                |                    |                     |                     |        |             |             |             |                |
| женщины      | Сара Хаммер |             |             |                |                |                    |                     |                     |        |             |             |             |                |

#### Маунтинбайк
Мужчины
| Соревнование | Спортсмены    | Время | Место | Отставание |
| ------------ | ------------- | ----- | ----- | ---------- |
| кросс-кантри | Говард Гроттс |       |       |            |

Женщины
| Соревнование | Спортсмены   | Время | Место | Отставание |
| ------------ | ------------ | ----- | ----- | ---------- |
| кросс-кантри | Ли Дэвисон   |       |       |            |
| кросс-кантри | Хлоэ Вудрафф |       |       |            |

#### BMX
Мужчины
| Соревнование | Спортсмены   | Квалификация | Квалификация | 1\4 финала | 1\4 финала  | 1\4 финала  | 1\4 финала  | 1\4 финала  | 1\4 финала  | 1\4 финала | 1\4 финала | 1\2 финала | 1\2 финала  | 1\2 финала  | 1\2 финала  | 1\2 финала | 1\2 финала | Финал | Финал | Место |
| Соревнование | Спортсмены   | Время        | Место        | Заезд      | 1 гонка     | 2 гонка     | 3 гонка     | 4 гонка     | 5 гонка     | Всего      | Место      | Заезд      | 1 гонка     | 2 гонка     | 3 гонка     | Всего      | Место      | Финал | Финал | Место |
| Соревнование | Спортсмены   | Время        | Место        | Заезд      | Время Место | Время Место | Время Место | Время Место | Время Место | Всего      | Место      | Заезд      | Время Место | Время Место | Время Место | Всего      | Место      | Время | Место | Место |
| ------------ | ------------ | ------------ | ------------ | ---------- | ----------- | ----------- | ----------- | ----------- | ----------- | ---------- | ---------- | ---------- | ----------- | ----------- | ----------- | ---------- | ---------- | ----- | ----- | ----- |
| BMX          | Николас Лонг |              |              |            |             |             |             |             |             |            |            |            |             |             |             |            |            |       |       |       |
| BMX          | Коннор Филдс |              |              |            |             |             |             |             |             |            |            |            |             |             |             |            |            |       |       |       |
| BMX          | Корбен Шарра |              |              |            |             |             |             |             |             |            |            |            |             |             |             |            |            |       |       |       |

Женщины
| Соревнование | Спортсмены | Квалификация | Квалификация | 1\2 финала | 1\2 финала  | 1\2 финала  | 1\2 финала  | 1\2 финала | 1\2 финала | Финал | Финал | Место |
| Соревнование | Спортсмены | Время        | Место        | Заезд      | 1 гонка     | 2 гонка     | 3 гонка     | Всего      | Место      | Финал | Финал | Место |
| Соревнование | Спортсмены | Время        | Место        | Заезд      | Время Место | Время Место | Время Место | Всего      | Место      | Время | Место | Место |
| ------------ | ---------- | ------------ | ------------ | ---------- | ----------- | ----------- | ----------- | ---------- | ---------- | ----- | ----- | ----- |
| BMX          | Брук Крэйн |              |              |            |             |             |             |            |            |       |       |       |
| BMX          | Элис Пост  |              |              |            |             |             |             |            |            |       |       |       |

### Водные виды спорта

#### Водное поло

##### Мужчины
Мужская сборная США квалифицировалась на Игры, завоевав золотые медали Панамериканских игр 2015 года.
Состав
| Номер                  | Имя           | Дата рождения    | Рост, см | Вес, кг | Клуб                       | Игры    | Голы    |
| Вратари                | Вратари       | Вратари          | Вратари  | Вратари | Вратари                    | Вратари | Вратари |
| ---------------------- | ------------- | ---------------- | -------- | ------- | -------------------------- | ------- | ------- |
| 1                      | Меррилл Мозес | 13 августа 1977  | 191      | 93      | Нью-Йорк Атлетик           |         |         |
| 13                     | Макквин Бэрон | 27 октября 1995  | 203      | 104     | ВК Редженси                |         |         |
| Защитники              |               |                  |          |         |                            |         |         |
| 4                      | Алекс Оберт   | 18 декабря 1991  | 198      | 102     | Нью-Йорк Атлетик           |         |         |
| 5                      | Алекс Роулз   | 10 января 1995   | 200      | 104     | Калифорнийский университет |         |         |
| 11                     | Джесси Смит   | 27 апреля 1983   | 193      | 109     | Нью-Йорк Атлетик           |         |         |
| Подвижные нападающие   |               |                  |          |         |                            |         |         |
| 2                      | Томас Данстан | 29 сентября 1997 | 192      | 91      | ВК Редженси                |         |         |
| 6                      | Лука Купидо   | 9 ноября 1995    | 193      | 95      | ВК Ньюпорт                 |         |         |
| 7                      | Джош Самуэльс | 8 июля 1991      | 193      | 93      | Нью-Йорк Атлетик           |         |         |
| 8                      | Тони Азеведо  | 21 ноября 1981   | 185      | 89      | Нью-Йорк Атлетик           |         |         |
| 9                      | Алекс Боуэн   | 14 сентября 1993 | 196      | 100     | Нью-Йорк Атлетик           |         |         |
| 10                     | Брет Бонанни  | 20 января 1994   | 193      | 93      | Нью-Йорк Атлетик           |         |         |
| Центральные нападающие |               |                  |          |         |                            |         |         |
| 3                      | Бен Халлок    | 22 ноября 1997   | 196      | 95      | ВК Лос-Анджелес            |         |         |
| 12                     | Джон Мэнн     | 27 июня 1985     | 198      | 113     | Нью-Йорк Атлетик           |         |         |

| Имя           | Гражданство | Дата рождения |
| ------------- | ----------- | ------------- |
| Деян Удовичич | Сербия      | 27 июля 1970  |

Результаты
Групповой этап (Группа B)
| Место | Команда    | И | В | Н | П | ГЗ | ГП | +/- | Очки |
| ----- | ---------- | - | - | - | - | -- | -- | --- | ---- |
| 1     | Испания    | 5 | 3 | 1 | 1 | 46 | 35 | +11 | 7    |
| 2     | Хорватия   | 5 | 3 | 0 | 2 | 37 | 37 | 0   | 6    |
| 3     | Италия     | 5 | 3 | 0 | 2 | 40 | 41 | -1  | 6    |
| 4     | Черногория | 5 | 2 | 1 | 2 | 36 | 32 | +4  | 5    |
| 5     | США        | 5 | 1 | 0 | 4 | 35 | 35 | 0   | 4    |
| 6     | Франция    | 5 | 0 | 0 | 5 | 28 | 42 | -14 | 2    |

| 6 августа 2016 10:20 UTC-3 | Протокол | США                                   | 5:7  | Хорватия                        | Водный центр имени Марии Ленк Судьи: Борис Маргета Дэниел Флэив |
| 6 августа 2016 10:20 UTC-3 | Протокол | Счёт по четвертям: 2:2, 1:1, 1:2, 1:2 |      |                                 | Водный центр имени Марии Ленк Судьи: Борис Маргета Дэниел Флэив |
| 6 августа 2016 10:20 UTC-3 | Протокол | Тони Азеведо — 2                      | Голы | 2 — Маро Йокович, Анджело Шетка | Водный центр имени Марии Ленк Судьи: Борис Маргета Дэниел Флэив |

| 8 августа 2016 11:40 UTC-3 | Протокол | США                                   | 9:10 | Испания             | Водный центр имени Марии Ленк Судьи: Адриан Александреску Петер Мольнар |
| 8 августа 2016 11:40 UTC-3 | Протокол | Счёт по четвертям: 2:4, 3:1, 2:3, 2:2 |      |                     | Водный центр имени Марии Ленк Судьи: Адриан Александреску Петер Мольнар |
| 8 августа 2016 11:40 UTC-3 | Протокол | Брет Бонанни — 4                      | Голы | 3 — Гонсало Эченике | Водный центр имени Марии Ленк Судьи: Адриан Александреску Петер Мольнар |

| 10 августа 2016 11:40 UTC-3 | Протокол | Франция                                            | 3:6  | США                | Водный центр имени Марии Ленк Судьи: Херман Моллер Адриан Александреску |
| 10 августа 2016 11:40 UTC-3 | Протокол | Счёт по четвертям: 1:1, 0:4, 0:0, 2:1              |      |                    | Водный центр имени Марии Ленк Судьи: Херман Моллер Адриан Александреску |
| 10 августа 2016 11:40 UTC-3 | Протокол | Юго Круссиля, Матьё Пессон, Александр Камараса — 1 | Голы | 3 — Джошуа Сэмюэлс | Водный центр имени Марии Ленк Судьи: Херман Моллер Адриан Александреску |

| 12 августа 2016 | США | ' | Черногория | Водный центр имени Марии Ленк |

| 14 августа 2016 | США | ' | Италия | Олимпийский водный центр |

##### Женщины
Женская сборная США пробилась на Игры, заняв первое место по итогам мирового квалификационного турнира.
Состав
| Номер                  | Имя              | Дата рождения    | Рост, см | Вес, кг | Клуб                     | Игры    | Голы    |
| Вратари                | Вратари          | Вратари          | Вратари  | Вратари | Вратари                  | Вратари | Вратари |
| ---------------------- | ---------------- | ---------------- | -------- | ------- | ------------------------ | ------- | ------- |
| 1                      | Саманта Хилл     | 8 июня 1992      | 180      | 89      | ВК Санта-Барбара         |         |         |
| 13                     | Эшли Джонсон     | 12 сентября 1994 | 185      | 86      | Нью-Йорк Атлетик         |         |         |
| Защитники              |                  |                  |          |         |                          |         |         |
| 3                      | Мелисса Сайдемен | 26 июня 1990     | 183      | 104     | Нью-Йорк Атлетик         |         |         |
| 6                      | Мэгги Стеффенс   | 4 июня 1993      | 175      | 70      | Нью-Йорк Атлетик         |         |         |
| 9                      | Кэролин Кларк    | 28 июня 1990     | 188      | 73      | Нью-Йорк Атлетик         |         |         |
| 11                     | Макензи Фишер    | 29 марта 1997    | 185      | 75      | ВК СЕТ                   |         |         |
| Подвижные нападающие   |                  |                  |          |         |                          |         |         |
| 2                      | Мэдди Масселмен  | 16 июня 1998     | 180      | 61      | Корона дель Мар акватикс |         |         |
| 4                      | Рейчел Фэттел    | 10 декабря 1993  | 172      | 66      | Южная Калифорния         |         |         |
| 7                      | Кортни Мэтьюсон  | 14 сентября 1986 | 170      | 71      | Нью-Йорк Атлетик         |         |         |
| 8                      | Кайла Ньюшул     | 5 марта 1993     | 172      | 66      | ВК Санта-Барбара         |         |         |
| 10                     | Кейли Гилкирст   | 16 мая 1992      | 175      | 77      | Нью-Йорк Атлетик         |         |         |
| Центральные нападающие |                  |                  |          |         |                          |         |         |
| 5                      | Ария Фишер       | 2 марта 1999     | 183      | 65      | ВК СЕТ                   |         |         |
| 12                     | Кэмерин Крэйг    | 21 июля 1987     | 180      | 88      | Нью-Йорк Атлетик         |         |         |

| Имя           | Гражданство | Дата рождения |
| ------------- | ----------- | ------------- |
| Адам Крикорян | США         | 22 июля 1974  |

Результаты
Групповой этап (Группа B)
| Место | Команда | И | В | Н | П | ГЗ | ГП | +/- | Очки |
| ----- | ------- | - | - | - | - | -- | -- | --- | ---- |
| 1     | США     | 3 | 3 | 0 | 0 | 34 | 14 | +20 | 6    |
| 2     | Испания | 3 | 2 | 0 | 1 | 27 | 29 | -2  | 4    |
| 3     | Венгрия | 3 | 1 | 0 | 2 | 29 | 33 | -4  | 2    |
| 4     | Китай   | 3 | 0 | 0 | 3 | 23 | 37 | -14 | 0    |

| 9 августа 2016 11:40 UTC-3 | Протокол | Испания                               | 4:11 | США                                               | Водный центр имени Марии Ленк Судьи: Даниэль Флехайв Филиппо Гомес |
| 9 августа 2016 11:40 UTC-3 | Протокол | Счёт по четвертям: 1:4, 1:3, 2:2, 0:2 |      |                                                   | Водный центр имени Марии Ленк Судьи: Даниэль Флехайв Филиппо Гомес |
| 9 августа 2016 11:40 UTC-3 | Протокол | Мария Гарсия Годон — 2                | Голы | 2 — Мэгги Стеффенс, Кортни Мэтьюсон, Кайла Нойшул | Водный центр имени Марии Ленк Судьи: Даниэль Флехайв Филиппо Гомес |

| 11 августа 2016 | Китай | ' | США | Водный центр имени Марии Ленк |

| 13 августа 2016 | Венгрия | ' | США | Водный центр имени Марии Ленк |

1/4 финала
| 15 августа 2016 | США | ' | ' | Водный центр имени Марии Ленк |

Итог:

#### Плавание
В следующий раунд на каждой дистанции проходят спортсмены, показавшие лучший результат, независимо от места, занятого в своём заплыве.
Мужчины
| Дистанция                        | Спортсмены                                         | Предварительный раунд | Предварительный раунд | Предварительный раунд | Полуфинал                                         | Полуфинал                                         | Полуфинал                                         | Финал                | Финал                |
| Дистанция                        | Спортсмены                                         | Заплыв                | Результат             | Место                 | Заплыв                                            | Результат                                         | Место                                             | Результат            | Место                |
| -------------------------------- | -------------------------------------------------- | --------------------- | --------------------- | --------------------- | ------------------------------------------------- | ------------------------------------------------- | ------------------------------------------------- | -------------------- | -------------------- |
| 50 метров вольным стилем         | Натан Эдриан                                       |                       |                       |                       |                                                   |                                                   |                                                   |                      |                      |
| 50 метров вольным стилем         | Энтони Эрвин                                       |                       |                       |                       |                                                   |                                                   |                                                   |                      |                      |
| 100 метров вольным стилем        | Натан Эдриан                                       | 7                     | 48,58                 | 16 Q                  | 1                                                 | 47,83                                             | 1 Q                                               |                      |                      |
| 100 метров вольным стилем        | Калеб Дрессел                                      | 7                     | 47,91                 | 2 Q                   | 1                                                 | 47,83                                             | 5 Q                                               |                      |                      |
| 200 метров вольным стилем        | Конор Дуайер                                       | 6                     | 1:45,95               | 4 Q                   | 1                                                 | 1:45,55                                           | 3 Q                                               | 1:45,23              | 3                    |
| 200 метров вольным стилем        | Таунли Хаас                                        | 4                     | 1:46,13               | 5 Q                   | 2                                                 | 1:45,92                                           | 6 Q                                               | 1:45,58              | 5                    |
| 400 метров вольным стилем        | Конор Дуайер                                       | 7                     | 3:43,43               | 1 Q                   | не проводится                                     | не проводится                                     | не проводится                                     | 3:44,01              | 4                    |
| 400 метров вольным стилем        | Коннор Йегер                                       | 6                     | 3:45,37               | 7 Q                   | не проводится                                     | не проводится                                     | не проводится                                     | 3:44,16              | 5                    |
| 1500 метров вольным стилем       | Джордан Вилимовски                                 |                       |                       |                       | не проводится                                     | не проводится                                     | не проводится                                     |                      |                      |
| 1500 метров вольным стилем       | Коннор Йегер                                       |                       |                       |                       | не проводится                                     | не проводится                                     | не проводится                                     |                      |                      |
| 100 метров баттерфляем           | Майкл Фелпс                                        |                       |                       |                       |                                                   |                                                   |                                                   |                      |                      |
| 100 метров баттерфляем           | Томас Шилдс                                        |                       |                       |                       |                                                   |                                                   |                                                   |                      |                      |
| 200 метров баттерфляем           | Майкл Фелпс                                        | 3                     | 1:55,73               | 5 Q                   | 2                                                 | 1:54,12                                           | 2 Q                                               | 1:53,36              | 1                    |
| 200 метров баттерфляем           | Томас Шилдс                                        | 2                     | 1:56,93               | 20                    | завершил выступление                              | завершил выступление                              | завершил выступление                              | завершил выступление | завершил выступление |
| 100 метров на спине              | Райан Мёрфи                                        | 3                     | 53,06                 | 4 Q                   | 1                                                 | 52,49                                             | 1 Q                                               | 51,97                | 1                    |
| 100 метров на спине              | Дэвид Пламмер                                      | 4                     | 53,19                 | 5 Q                   | 2                                                 | 52,50                                             | 2 Q                                               | 52,40                | 3                    |
| 200 метров на спине              | Райан Мёрфи                                        | 3                     | 1:56,29               | 4 Q                   |                                                   |                                                   |                                                   |                      |                      |
| 200 метров на спине              | Джейкоб Пебли                                      | 3                     | 1:56,44               | 5 Q                   |                                                   |                                                   |                                                   |                      |                      |
| 100 метров брассом               | Коди Миллер                                        | 4                     | 59,17                 | 5 Q                   | 2                                                 | 59,05                                             | 2 Q                                               | 58,87                | 3                    |
| 100 метров брассом               | Кевин Кордес                                       | 4                     | 59,13                 | 4 Q                   | 1                                                 | 59,33                                             | 5 Q                                               | 59,22                | 4                    |
| 200 метров брассом               | Кевин Кордес                                       | 5                     | 2:09,30               | 7 Q                   | 2                                                 | 2:07,99                                           | 5 Q                                               |                      |                      |
| 200 метров брассом               | Джош Пренот                                        | 5                     | 2:09,91               | 10 Q                  | 1                                                 | 2:07,78                                           | 3 Q                                               |                      |                      |
| 200 метров комплексным плаванием | Райан Лохте                                        | 2                     | 1:57,38               | 1 Q                   |                                                   |                                                   |                                                   |                      |                      |
| 200 метров комплексным плаванием | Майкл Фелпс                                        | 4                     | 1:58,41               | 3 Q                   |                                                   |                                                   |                                                   |                      |                      |
| 400 метров комплексным плаванием | Чейз Калиш                                         | 4                     | 4:08,12               | 1 Q                   | не проводится                                     | не проводится                                     | не проводится                                     | 4:06,75              | 2                    |
| 400 метров комплексным плаванием | Джей Литерленд                                     | 4                     | 4:11,10               | 4 Q                   | не проводится                                     | не проводится                                     | не проводится                                     | 4:11,68              | 5                    |
| Эстафета                         | Предварительный раунд                              | Предварительный раунд | Предварительный раунд | Предварительный раунд | Финал                                             | Финал                                             | Финал                                             | Финал                | Финал                |
| Эстафета                         | Состав                                             | Заплыв                | Результат             | Место                 | Состав                                            | Состав                                            | Состав                                            | Результат            | Место                |
| 4×100 метров вольным стилем      | Джимми Фейген Райан Хелд Блэйк Пирони Энтони Эрвин | 2                     | 3:12,38               | 2 Q                   | Калеб Дрессел Майкл Фелпс Райан Хелд Натан Эдриан | Калеб Дрессел Майкл Фелпс Райан Хелд Натан Эдриан | Калеб Дрессел Майкл Фелпс Райан Хелд Натан Эдриан | 3:12,38              | 1                    |
| 4×200 метров вольным стилем      | Кларк Смит Джек Конгер Гуннар Бенц Райан Лохте     | 1                     | 7:06,74               | 2 Q                   | Конор Дуайер Таунли Хаас Райан Лохте Майкл Фелпс  | Конор Дуайер Таунли Хаас Райан Лохте Майкл Фелпс  | Конор Дуайер Таунли Хаас Райан Лохте Майкл Фелпс  | 7:00,66              | 1                    |
| 4×100 метров комбинированная     | Натан Эдриан Кевин Кордес Райан Мёрфи Майкл Фелпс  |                       |                       |                       |                                                   |                                                   |                                                   |                      |                      |

Открытая вода
| Дистанция     | Спортсмены         | Результат | Место | Отставание |
| ------------- | ------------------ | --------- | ----- | ---------- |
| 10 километров | Джордан Вилимовски |           |       |            |
| 10 километров | Шон Райан          |           |       |            |

Женщины
| Дистанция                        | Спортсмены                                                                   | Предварительный раунд | Предварительный раунд | Предварительный раунд | Полуфинал                                                                             | Полуфинал                                                                             | Полуфинал                                                                             | Финал                 | Финал                 |
| Дистанция                        | Спортсмены                                                                   | Заплыв                | Результат             | Место                 | Заплыв                                                                                | Результат                                                                             | Место                                                                                 | Результат             | Место                 |
| -------------------------------- | ---------------------------------------------------------------------------- | --------------------- | --------------------- | --------------------- | ------------------------------------------------------------------------------------- | ------------------------------------------------------------------------------------- | ------------------------------------------------------------------------------------- | --------------------- | --------------------- |
| 50 метров вольным стилем         | Симона Мануэль                                                               |                       |                       |                       |                                                                                       |                                                                                       |                                                                                       |                       |                       |
| 50 метров вольным стилем         | Эбби Вейтцейл                                                                |                       |                       |                       |                                                                                       |                                                                                       |                                                                                       |                       |                       |
| 100 метров вольным стилем        | Симона Мануэль                                                               | 4                     | 53,32                 | 2 Q                   |                                                                                       |                                                                                       |                                                                                       |                       |                       |
| 100 метров вольным стилем        | Эбби Вейтцейл                                                                | 6                     | 53,54                 | 7 Q                   |                                                                                       |                                                                                       |                                                                                       |                       |                       |
| 200 метров вольным стилем        | Кэти Ледеки                                                                  | 5                     | 1:55,01               | 1 Q                   | 2                                                                                     | 1:54,81                                                                               | 2 Q                                                                                   | 1:53,73               | 1                     |
| 200 метров вольным стилем        | Мисси Франклин                                                               | 4                     | 1:57,12               | 12 Q                  | 1                                                                                     | 1:57,56                                                                               | 13                                                                                    | завершила выступление | завершила выступление |
| 400 метров вольным стилем        | Кэти Ледеки                                                                  | 4                     | 3:58,71               | 1 Q                   | не проводится                                                                         | не проводится                                                                         | не проводится                                                                         | 3:56,46               | 1                     |
| 400 метров вольным стилем        | Лиа Смит                                                                     | 3                     | 4:03,39               | 3 Q                   | не проводится                                                                         | не проводится                                                                         | не проводится                                                                         | 4:01,92               | 3                     |
| 800 метров вольным стилем        | Кэти Ледеки                                                                  |                       |                       |                       | не проводится                                                                         | не проводится                                                                         | не проводится                                                                         |                       |                       |
| 800 метров вольным стилем        | Лиа Смит                                                                     |                       |                       |                       | не проводится                                                                         | не проводится                                                                         | не проводится                                                                         |                       |                       |
| 100 метров баттерфляем           | Дана Воллмер                                                                 | 4                     | 56,56                 | 2 Q                   | 2                                                                                     | 57,06                                                                                 | 4 Q                                                                                   | 56,63                 | 3                     |
| 100 метров баттерфляем           | Келси Уоррелл                                                                | 5                     | 56,97                 | 4 Q                   | 1                                                                                     | 57,54                                                                                 | 8                                                                                     | завершила выступление | завершила выступление |
| 200 метров баттерфляем           | Кэмил Адамс                                                                  | 3                     | 2:06,67               | 2 Q                   | 1                                                                                     | 2:07,22                                                                               | 8 Q                                                                                   |                       |                       |
| 200 метров баттерфляем           | Хейли Фликинджер                                                             | 4                     | 2:06,67               | 2 Q                   | 2                                                                                     | 2:07,02                                                                               | 6 Q                                                                                   |                       |                       |
| 100 метров на спине              | Кэйтлин Бейкер                                                               | 4                     | 58,84                 | 1 Q                   | 2                                                                                     | 58,84                                                                                 | 1 Q                                                                                   | 58,75                 | 2                     |
| 100 метров на спине              | Оливия Смолига                                                               | 3                     | 59,60                 | 6 Q                   | 1                                                                                     | 59,35                                                                                 | 8 Q                                                                                   | 58,95                 | 6                     |
| 200 метров на спине              | Майя Дирадо                                                                  |                       |                       |                       |                                                                                       |                                                                                       |                                                                                       |                       |                       |
| 200 метров на спине              | Мисси Франклин                                                               |                       |                       |                       |                                                                                       |                                                                                       |                                                                                       |                       |                       |
| 100 метров брассом               | Лилли Кинг                                                                   | 6                     | 1:05,78               | 1 Q                   | 2                                                                                     | 1:05,70                                                                               | 1 Q                                                                                   | 1:04,93               | 1                     |
| 100 метров брассом               | Кейти Мейли                                                                  | 4                     | 1:06,00               | 3 Q                   | 2                                                                                     | 1:06,52                                                                               | 5 Q                                                                                   | 1:05,69               | 3                     |
| 200 метров брассом               | Молли Ханнис                                                                 | 4                     | 2:24,74               | 12 Q                  |                                                                                       |                                                                                       |                                                                                       |                       |                       |
| 200 метров брассом               | Лилли Кинг                                                                   | 2                     | 2:25,89               | 15 Q                  |                                                                                       |                                                                                       |                                                                                       |                       |                       |
| 200 метров комплексным плаванием | Майя Дирадо                                                                  | 3                     | 2:10,24               | 4 Q                   | 1                                                                                     | 2:08,91                                                                               | 3 Q                                                                                   | 2:08,79               | 3                     |
| 200 метров комплексным плаванием | Мелани Маргалис                                                              | 4                     | 2:09,62               | 3 Q                   | 2                                                                                     | 2:10,10                                                                               | 5 Q                                                                                   | 2:09,21               | 4                     |
| 400 метров комплексным плаванием | Майя Дирадо                                                                  | 4                     | 4:33,50               | 3 Q                   | не проводится                                                                         | не проводится                                                                         | не проводится                                                                         | 4:31,15               | 2                     |
| 400 метров комплексным плаванием | Элизабет Бейсел                                                              | 5                     | 4:34,38               | 6 Q                   | не проводится                                                                         | не проводится                                                                         | не проводится                                                                         | 4:34,98               | 6                     |
| Эстафета                         | Предварительный раунд                                                        | Предварительный раунд | Предварительный раунд | Предварительный раунд | Финал                                                                                 | Финал                                                                                 | Финал                                                                                 | Финал                 | Финал                 |
| Эстафета                         | Состав                                                                       | Заплыв                | Результат             | Место                 | Состав                                                                                | Состав                                                                                | Состав                                                                                | Результат             | Место                 |
| 4×100 метров вольным стилем      | Аманда Уир (53,60) Лиа Нил (53,63) Эллисон Шмитт (53,72) Кэти Ледеки (52,64) | 2                     | 3:33,59               | 2 Q                   | Симона Мануэль (53,36) Эбби Вейтцейл (52,56) Дана Воллмер (53,18) Кэти Ледеки (52,79) | Симона Мануэль (53,36) Эбби Вейтцейл (52,56) Дана Воллмер (53,18) Кэти Ледеки (52,79) | Симона Мануэль (53,36) Эбби Вейтцейл (52,56) Дана Воллмер (53,18) Кэти Ледеки (52,79) | 3:31,89 AM            | 2                     |
| 4×200 метров вольным стилем      | Эллисон Шмитт Мисси Франклин Мелани Маргалис Сиерра Рунге                    | 2                     | 7:47,77               | 1 Q                   |                                                                                       |                                                                                       |                                                                                       |                       |                       |
| 4×100 метров комбинированная     | Симона Мануэль Эбби Вейтцейл Лилли Кинг Оливия Смолига                       |                       |                       |                       |                                                                                       |                                                                                       |                                                                                       |                       |                       |

Открытая вода
| Дистанция     | Спортсмены     | Результат | Место | Отставание |
| ------------- | -------------- | --------- | ----- | ---------- |
| 10 километров | Хейли Андерсон |           |       |            |

#### Прыжки в воду
Мужчины
В индивидуальных прыжках с десятиметровой вышки США представлял олимпийский чемпион 2012 года Дэвид Будайя и 20-летний Стил Джонсон. Дэвид уверенно преодолел квалификационный раунд, но лишь с 10-го места смог пробиться в финал. После двух прыжков в решающем раунде Будайя лидировал, однако затем его смог обойти китаец Чэнь Айсэнь. Перед последним прыжком Чэнь опережал Будайю уже на 20,5 баллов. В борьбе за медали американский прыгун на 15,3 балла опережал мексиканца Хермана Санчеса и на 30,45 француза Бенжамен Оффре. Заключительный прыжок у Будайя не удался и в результате за него он получил всего лишь 68,45 балла. Тем не менее запаса баллов хватило, чтобы пропустить вперёд только Санчеса и стать обладателем бронзовой награды.
| Соревнование                 | Спортсмены                | Предварительный раунд | Предварительный раунд | Полуфинал     | Полуфинал     | Финал     | Финал |
| Соревнование                 | Спортсмены                | Результат             | Место                 | Результат     | Место         | Результат | Место |
| ---------------------------- | ------------------------- | --------------------- | --------------------- | ------------- | ------------- | --------- | ----- |
| трамплин, 3 метра            | Кристиан Ипсен            |                       |                       |               |               |           |       |
| трамплин, 3 метра            | Майкл Хиксон              |                       |                       |               |               |           |       |
| вышка, 10 метров             | Дэвид Будайя              | 496,55                | 4 Q                   | 458,35        | 10 Q          | 525,25    | 3     |
| вышка, 10 метров             | Стил Джонсон              |                       |                       |               |               |           |       |
| синхронный трамплин, 3 метра | Сэм Дорман Майкл Хиксон   | не проводится         | не проводится         | не проводится | не проводится | 450,21    | 2     |
| синхронная вышка, 10 метров  | Дэвид Будайя Стил Джонсон | не проводится         | не проводится         | не проводится | не проводится | 457,11    | 2     |

Женщины
| Соревнование                | Спортсмены                  | Предварительный раунд | Предварительный раунд | Полуфинал     | Полуфинал     | Финал     | Финал |
| Соревнование                | Спортсмены                  | Результат             | Место                 | Результат     | Место         | Результат | Место |
| --------------------------- | --------------------------- | --------------------- | --------------------- | ------------- | ------------- | --------- | ----- |
| трамплин, 3 метра           | Эбигейл Джонстон            |                       |                       |               |               |           |       |
| трамплин, 3 метра           | Кэссиди Кук                 |                       |                       |               |               |           |       |
| вышка, 10 метров            | Джессика Пэррэтто           |                       |                       |               |               |           |       |
| вышка, 10 метров            | Кэтрин Янг                  |                       |                       |               |               |           |       |
| синхронная вышка, 10 метров | Эми Козад Джессика Пэррэтто | не проводится         | не проводится         | не проводится | не проводится | 301,02    | 7     |

#### Синхронное плавание
По итогам квалификационного раунда в соревнованиях дуэтов в финал проходят 12 сильнейших сборных. В финале синхронистки исполняют только произвольную программу. Итоговая сумма складывается из результатов финальной произвольной программы и баллов, полученных дуэтами за техническую программу, исполненную в квалификационном раунде.
| Соревнование | Спортсмены                    | Квалификация          | Квалификация          | Квалификация           | Квалификация           | Квалификация | Квалификация | Финал                  | Финал                  | Итоговый результат | Итоговый результат |
| Соревнование | Спортсмены                    | Техническая программа | Техническая программа | Произвольная программа | Произвольная программа | Всего        | Всего        | Произвольная программа | Произвольная программа | Итоговый результат | Итоговый результат |
| Соревнование | Спортсмены                    | Баллы                 | Место                 | Баллы                  | Место                  | Баллы        | Место        | Баллы                  | Место                  | Баллы              | Место              |
| ------------ | ----------------------------- | --------------------- | --------------------- | ---------------------- | ---------------------- | ------------ | ------------ | ---------------------- | ---------------------- | ------------------ | ------------------ |
| дуэты        | Анита Альварес Мария Королёва | 86,4612               | 9                     | 86,4333                | 9                      | 172,8945     | 9            | 86,4612                | 87,5333                | 173,9945           | 9                  |

### Волейбол

#### Волейбол

##### Мужчины
Мужская сборная США квалифицировалась на Игры, завоевав золотые медали Кубка мира 2015 года.
Состав команды
| Номер                   | Имя                     | Дата рождения           | Рост, см                | Клуб                           | Игры                    | Очки                    | Очки                    | Очки                    | Всего очков             |
| Номер                   | Имя                     | Дата рождения           | Рост, см                | Клуб                           | Игры                    | Атака                   | Подача                  | Блок                    | Всего очков             |
| Центральные блокирующие | Центральные блокирующие | Центральные блокирующие | Центральные блокирующие | Центральные блокирующие        | Центральные блокирующие | Центральные блокирующие | Центральные блокирующие | Центральные блокирующие | Центральные блокирующие |
| ----------------------- | ----------------------- | ----------------------- | ----------------------- | ------------------------------ | ----------------------- | ----------------------- | ----------------------- | ----------------------- | ----------------------- |
| 4                       | Дэвид Ли                | 8 марта 1982            | 203                     | ПАОК                           |                         |                         |                         |                         |                         |
| 17                      | Максвелл Холт           | 12 марта 1987           | 205                     | Модена                         |                         |                         |                         |                         |                         |
| 20                      | Дэвид Смит              | 15 мая 1985             | 201                     | Тур                            |                         |                         |                         |                         |                         |
| Диагональные            |                         |                         |                         |                                |                         |                         |                         |                         |                         |
| 1                       | Мэттью Андерсон         | 18 апреля 1987          | 202                     | Зенит                          |                         |                         |                         |                         |                         |
| 9                       | Мёрфи Трой              | 31 мая 1989             | 202                     | Лотос-Трефль                   |                         |                         |                         |                         |                         |
| Связующие               |                         |                         |                         |                                |                         |                         |                         |                         |                         |
| 7                       | Кавика Сёдзи            | 11 ноября 1987          | 190                     | Аркас Спор                     |                         |                         |                         |                         |                         |
| 11                      | Мика Кристенсон         | 8 мая 1993              | 198                     | Мачерата                       |                         |                         |                         |                         |                         |
| Доигровщики             |                         |                         |                         |                                |                         |                         |                         |                         |                         |
| 2                       | Аарон Расселл           | 4 июня 1993             | 205                     | Университет штата Пенсильвания |                         |                         |                         |                         |                         |
| 3                       | Тейлор Сандер           | 17 марта 1992           | 196                     | Верона                         |                         |                         |                         |                         |                         |
| 8                       | Уильям Придди           | 1 октября 1977          | 194                     | Мачерата                       |                         |                         |                         |                         |                         |
| 10                      | Томас Джески            | 4 сентября 1993         | 198                     | Лойола Рамблерс                |                         |                         |                         |                         |                         |
| Либеро                  |                         |                         |                         |                                |                         |                         |                         |                         |                         |
| 22                      | Эрик Сёдзи              | 24 августа 1989         | 184                     | Берлин                         |                         |                         |                         |                         |                         |

| Имя         | Гражданство | Дата рождения |
| ----------- | ----------- | ------------- |
| Джон Спироу | США         |               |

Результаты
Групповой этап (Группа A)
|             | Матчи | Матчи | Очки | Сеты | Сеты | Сеты  | Мячи | Мячи | Мячи  |
| В           | П     | В     | Очки | П    | В:П  | В     | П    | В:П  |       |
| ----------- | ----- | ----- | ---- | ---- | ---- | ----- | ---- | ---- | ----- |
| 1. Италия   | 4     | 1     | 12   | 13   | 5    | 2,600 | 432  | 375  | 1,152 |
| 2. Канада   | 3     | 2     | 9    | 10   | 7    | 1,429 | 378  | 378  | 1,000 |
| 3. США      | 3     | 2     | 9    | 10   | 8    | 1,250 | 419  | 405  | 1,035 |
| 4. Бразилия | 3     | 2     | 9    | 11   | 9    | 1,222 | 467  | 442  | 1,057 |
| 5. Франция  | 2     | 3     | 6    | 8    | 9    | 0,889 | 386  | 367  | 1,052 |
| 6. Мексика  | 0     | 5     | 0    | 1    | 15   | 0,067 | 283  | 398  | 0,711 |

| 7 августа 2016 17:05 UTC-3 |

| США                            | 0:3  | Канада          |
| (23:25, 17:25, 23:25) Протокол |      |                 |
| Мэттью Андерсон 15             | Очки | 14 Николас Хоаг |

| Мараканазинью, Рио-де-Жанейро Зрителей: 6875 Судьи: Андрей Зенович, Мохаммад Шахмири |

| 9 августа 2016 15:00 UTC-3 |

| Италия                                | 3:1  | США              |
| (28:26, 20:25, 25:23, 25:23) Протокол |      |                  |
| Османи Хуанторена 20                  | Очки | 22 Аарон Расселл |

| Мараканазинью, Рио-де-Жанейро Зрителей: 6494 Судьи: Владимир Симонович, Андрей Зенович |

##### Женщины
Женская сборная США квалифицировалась на Игры, заняв первое место по итогам североамериканского квалификационного турнира.
Состав команды
| Номер                   | Имя                     | Дата рождения           | Рост, см                | Клуб                        | Игры                    | Очки                    | Очки                    | Очки                    | Всего очков             |
| Номер                   | Имя                     | Дата рождения           | Рост, см                | Клуб                        | Игры                    | Атака                   | Подача                  | Блок                    | Всего очков             |
| Центральные блокирующие | Центральные блокирующие | Центральные блокирующие | Центральные блокирующие | Центральные блокирующие     | Центральные блокирующие | Центральные блокирующие | Центральные блокирующие | Центральные блокирующие | Центральные блокирующие |
| ----------------------- | ----------------------- | ----------------------- | ----------------------- | --------------------------- | ----------------------- | ----------------------- | ----------------------- | ----------------------- | ----------------------- |
| 4                       | Рейчел Адамс            | 3 июня 1990             | 188                     | Имоко Воллей                |                         |                         |                         |                         |                         |
| 13                      | Криста Хармотто         | 12 октября 1986         | 205                     | Фенербахче                  |                         |                         |                         |                         |                         |
| 16                      | Фолук Акинрадево        | 5 октября 1987          | 191                     | Волеро                      |                         |                         |                         |                         |                         |
| Связующие               |                         |                         |                         |                             |                         |                         |                         |                         |                         |
| 1                       | Алиша Гласс             | 5 апреля 1988           | 184                     | Имоко Воллей                |                         |                         |                         |                         |                         |
| 3                       | Кортни Томпсон          | 4 ноября 1984           | 170                     | Рио-де-Жанейро              |                         |                         |                         |                         |                         |
| 6                       | Карли Ллойд             | 6 августа 1989          | 180                     | Поми Казальмаджоре          |                         |                         |                         |                         |                         |
| Диагональные            |                         |                         |                         |                             |                         |                         |                         |                         |                         |
| 12                      | Келли Мёрфи             | 20 октября 1989         | 188                     | Агэо Медикс                 |                         |                         |                         |                         |                         |
| 25                      | Карста Лоу              | 2 февраля 1993          | 193                     | Унендо-Ямамай Бусто-Арсицио |                         |                         |                         |                         |                         |
| Доигровщицы             |                         |                         |                         |                             |                         |                         |                         |                         |                         |
| 10                      | Джордан Ларсон          | 16 октября 1986         | 188                     | Эджзаджибаши                |                         |                         |                         |                         |                         |
| 15                      | Кимберли Хилл           | 30 ноября 1989          | 193                     | Вакыфбанк                   |                         |                         |                         |                         |                         |
| 23                      | Келси Робинсон          | 25 июня 1992            | 188                     | Имоко Воллей                |                         |                         |                         |                         |                         |
| Либеро                  |                         |                         |                         |                             |                         |                         |                         |                         |                         |
| 2                       | Кайла Бэнворт           | 21 анваря 1989          | 178                     | Свободный агент             |                         |                         |                         |                         |                         |

| Имя        | Гражданство | Дата рождения |
| ---------- | ----------- | ------------- |
| Карч Кирай | США         | 3 ноября 1960 |

Результаты
Групповой этап (Группа B)
|                | Матчи | Матчи | Очки | Сеты | Сеты | Сеты  | Мячи | Мячи | Мячи  |
| В              | П     | В     | Очки | П    | В:П  | В     | П    | В:П  |       |
| -------------- | ----- | ----- | ---- | ---- | ---- | ----- | ---- | ---- | ----- |
| 1. США         | 5     | 0     | 14   | 15   | 5    | 3,000 | 470  | 400  | 1,175 |
| 2. Нидерланды  | 4     | 1     | 11   | 14   | 7    | 2,000 | 455  | 425  | 1,070 |
| 3. Сербия      | 3     | 2     | 10   | 12   | 6    | 2,000 | 410  | 394  | 1,041 |
| 4. Китай       | 2     | 3     | 7    | 9    | 9    | 1,000 | 398  | 389  | 1,023 |
| 5. Италия      | 1     | 4     | 3    | 4    | 12   | 0,333 | 351  | 374  | 0,939 |
| 6. Пуэрто-Рико | 0     | 5     | 0    | 0    | 15   | 0,000 | 277  | 379  | 0,731 |

| 6 августа 2016 17:05 UTC-3 |

| США                            | 3:0  | Пуэрто-Рико       |
| (25:17, 25:22, 25:17) Протокол |      |                   |
| Келли Мёрфи, Кимберли Хилл 14  | Очки | 13 Стефани Энрайт |

| Мараканазинью, Рио-де-Жанейро Зрителей: 6832 Судьи: Тауфик Будая, Ган Джо Хи |

| 8 августа 2016 15:00 UTC-3 |

| США                                        | 3:2  | Нидерланды         |
| (18:25, 25:18, 21:25 25:20, 15:8) Протокол |      |                    |
| Келли Мёрфи 18                             | Очки | 21 Лоннеке Слютьес |

| Мараканазинью, Рио-де-Жанейро Зрителей: 5455 Судьи: Мохаммад Шахмири, Юрай Мокрый |

| 10 августа 2016 15:00 UTC-3 |

| США                                   | 3:1  | Сербия                                 |
| (25:17, 21:25, 25:18, 25:19) Протокол |      |                                        |
| Рэйчел Адамс 18                       | Очки | 18 Бранкица Михайлович, Тияна Бошкович |

| Мараканазинью, Рио-де-Жанейро Зрителей: 7134 Судьи: Эрнан Касамикела, Рожерио Эспикальский |

#### Пляжный волейбол
Мужчины
| Соревнование | Спортсмены                   | Групповой этап                          | Групповой этап                             | Групповой этап                                | Групповой этап | 1/8 финала            | Четвертьфинал         | Полуфинал             | Финал                 | Место |
| Соревнование | Спортсмены                   | Соперники Счёт                          | Соперники Счёт                             | Соперники Счёт                                | Место          | Соперники Счёт        | Соперники Счёт        | Соперники Счёт        | Соперники Счёт        | Место |
| ------------ | ---------------------------- | --------------------------------------- | ------------------------------------------ | --------------------------------------------- | -------------- | --------------------- | --------------------- | --------------------- | --------------------- | ----- |
| мужчины      | Фил Дэлхоссер Ник Лусена     | Группа C                                | Группа C                                   | Группа C                                      | Группа C       |                       |                       |                       |                       |       |
| мужчины      | Фил Дэлхоссер Ник Лусена     | TUNМ. Насёр / Х. Бельхадж В 21:7, 21:13 | MEXЛ. Онтиверос / Х. Вирхен В 21:14, 21:17 | ITAД. Лупо / П. Николаи :                     |                |                       |                       |                       |                       |       |
| мужчины      | Джейкоб Гибб Кейси Паттерсон | Группа F                                | Группа F                                   | Группа F                                      | Группа F       | завершили выступление | завершили выступление | завершили выступление | завершили выступление | 19    |
| мужчины      | Джейкоб Гибб Кейси Паттерсон | QATД. Перейра / Ш. Юнус В 21:16, 21:16  | AUTА. Хубер / Р. Зайдль П 18:21, 18:21     | ESPА. Гавира / П. Эррера П 19:21, 21:16, 7:15 | 4              | завершили выступление | завершили выступление | завершили выступление | завершили выступление | 19    |

Женщины
| Соревнование | Спортсмены                       | Групповой этап                                       | Групповой этап                      | Групповой этап                  | Групповой этап | 1/8 финала     | Четвертьфинал  | Полуфинал      | Финал          | Место |
| Соревнование | Спортсмены                       | Соперники Счёт                                       | Соперники Счёт                      | Соперники Счёт                  | Место          | Соперники Счёт | Соперники Счёт | Соперники Счёт | Соперники Счёт | Место |
| ------------ | -------------------------------- | ---------------------------------------------------- | ----------------------------------- | ------------------------------- | -------------- | -------------- | -------------- | -------------- | -------------- | ----- |
| женщины      | Лорен Фендрик Брук Свит          | Группа A                                             | Группа A                            | Группа A                        | Группа A       |                |                |                |                |       |
| женщины      | Лорен Фендрик Брук Свит          | POLМ. Бжостек / К. Колосиньская П 21:14, 13:21, 7:15 | BRAТалита / Ларисса П 16:21, 13:21  | RUSЕ. Бирлова / Е. Уколова :    |                |                |                |                |                |       |
| женщины      | Эйприл Росс Керри Уолш Дженнингс | Группа C                                             | Группа C                            | Группа C                        | Группа C       |                |                |                |                |       |
| женщины      | Эйприл Росс Керри Уолш Дженнингс | AUSМ. Фе Артачо / Н. Лэрд В 21:14, 21:13             | CHNВан Фань / Юань Юэ В 21:16, 21:9 | SUIИ. Форрер / А. Верже-Депре : |                |                |                |                |                |       |

### Гимнастика

#### Спортивная гимнастика
В квалификационном раунде проходил отбор, как в финал командного многоборья, так и в финалы личных дисциплин. В финал индивидуального многоборья отбиралось 24 спортсмена с наивысшими результатами, а в финалы отдельных упражнений по 8 спортсменов, причём в финале личных дисциплин страна не могла быть представлена более, чем 2 спортсменами. В командном многоборье в квалификации на каждом снаряде выступали по 4 спортсмена, а в зачёт шли три лучших результата. В финале командных соревнований на каждом снаряде выступало по три спортсмена и все три результата шли в зачёт.
Мужчины
Многоборья
| Соревнование         | Спортсмены        | Квалификация        | Квалификация | Квалификация | Квалификация   | Квалификация        | Квалификация | Квалификация | Квалификация | Финал               | Финал  | Финал  | Финал          | Финал               | Финал       | Финал   | Финал |
| Соревнование         | Спортсмены        | Вольные выступления | Конь         | Кольца       | Опорный прыжок | Параллельные брусья | Перекладина  | Всего        | Место        | Вольные выступления | Конь   | Кольца | Опорный прыжок | Параллельные брусья | Перекладина | Всего   | Место |
| -------------------- | ----------------- | ------------------- | ------------ | ------------ | -------------- | ------------------- | ------------ | ------------ | ------------ | ------------------- | ------ | ------ | -------------- | ------------------- | ----------- | ------- | ----- |
| личное многоборье    | Самуэль Микулак   | 15,800              | 13,100       | 14,533       | 15,100         | 15,375              | 15,133       | 89,041       | 7 Q          | 15,200              | 14,600 | 14,366 | 14,566         | 15,766              | 15,133      | 89,631  | 7     |
| личное многоборье    | Крис Брукс        | 14,533              | 12,766       | 14,566       | 14,400         | 15,300              | 14,766       | 86,331       | 19 Q         | 14,600              | 13,200 | 14,633 | 14,933         | 15,066              | 15,200      | 87,632  | 14    |
| командное многоборье | Крис Брукс        | 14,533              | 12,766       | 14,566       | 14,400         | 15,300              | 14,766       |              |              |                     |        | 14,666 |                | 15,100              | 15,108      |         |       |
| командное многоборье | Джейкоб Далтон    | 15,600              |              | 14,900       | 15,133         | 15,166              | 14,333       |              |              | 15,325              |        | 14,833 | 15,466         |                     |             |         |       |
| командное многоборье | Самуэль Микулак   | 15,800              | 13,100       | 14,533       | 15,100         | 15,375              | 15,133       |              |              | 14,866              | 14,733 |        | 15,366         | 15,700              | 15,000      |         |       |
| командное многоборье | Александер Наддур | 14,700              | 15,366       | 15,000       | 15,100         |                     |              |              |              | 13,566              | 14,633 | 14,966 | 15,033         |                     |             |         |       |
| командное многоборье | Дэнелл Лейва      |                     | 14,533       |              |                | 15,600              | 15,333       |              |              |                     | 14,333 |        |                | 15,533              | 14,333      |         |       |
| командное многоборье | всего             | 46,100              | 42,999       | 44,466       | 45,333         | 46,275              | 45,232       | 270,405      | 2 Q          | 43,757              | 43,699 | 44,465 | 45,865         | 46,333              | 44,441      | 268,560 | 5     |

Индивидуальные упражнения
| Соревнование        | Спортсмены        | Квалификация | Квалификация | Финал                | Финал                |
| Соревнование        | Спортсмены        | Очки         | Место        | Очки                 | Место                |
| ------------------- | ----------------- | ------------ | ------------ | -------------------- | -------------------- |
| вольные упражнения  | Самуэль Микулак   | 15,800       | 1 Q          |                      |                      |
| вольные упражнения  | Джейкоб Далтон    | 15,600       | 2 Q          |                      |                      |
| вольные упражнения  | Александер Наддур | 14,700       | 24           | завершил выступление | завершил выступление |
| вольные упражнения  | Крис Брукс        | 14,533       | 28           | завершил выступление | завершил выступление |
| конь                | Александер Наддур | 15,366       | 7 Q          |                      |                      |
| конь                | Дэнелл Лейва      | 14,533       | 22           | завершил выступление | завершил выступление |
| конь                | Самуэль Микулак   | 13,100       | 60           | завершил выступление | завершил выступление |
| конь                | Крис Брукс        | 12,766       | 65           | завершил выступление | завершил выступление |
| кольца              | Александер Наддур | 15,000       | 13           | завершил выступление | завершил выступление |
| кольца              | Джейкоб Далтон    | 14,900       | 15           | завершил выступление | завершил выступление |
| кольца              | Крис Брукс        | 14,566       | 23           | завершил выступление | завершил выступление |
| кольца              | Самуэль Микулак   | 14,533       | 24           | завершил выступление | завершил выступление |
| опорный прыжок      | Джейкоб Далтон    | 14,633       | 10           | завершил выступление | завершил выступление |
| параллельные брусья | Дэнелл Лейва      | 15,600       | 7 Q          |                      |                      |
| параллельные брусья | Самуэль Микулак   | 15,375       | 14           | завершил выступление | завершил выступление |
| параллельные брусья | Крис Брукс        | 15,300       | 16           | завершил выступление | завершил выступление |
| параллельные брусья | Джейкоб Далтон    | 15,166       | 21           | завершил выступление | завершил выступление |
| перекладина         | Дэнелл Лейва      | 15,333       | 4 Q          |                      |                      |
| перекладина         | Самуэль Микулак   | 15,133       | 6 Q          |                      |                      |
| перекладина         | Крис Брукс        | 14,766       | 20           | завершил выступление | завершил выступление |
| перекладина         | Джейкоб Далтон    | 14,333       | 33           | завершил выступление | завершил выступление |

Женщины
Многоборья
| Соревнование         | Спортсмены         | Квалификация   | Квалификация        | Квалификация | Квалификация       | Квалификация | Квалификация | Финал                 | Финал                 | Финал                 | Финал                 | Финал                 | Финал                 |
| Соревнование         | Спортсмены         | Опорный прыжок | Разновысокие брусья | Бревно       | Вольные упражнения | Всего        | Место        | Опорный прыжок        | Разновысокие брусья   | Бревно                | Вольные упражнения    | Всего                 | Место                 |
| -------------------- | ------------------ | -------------- | ------------------- | ------------ | ------------------ | ------------ | ------------ | --------------------- | --------------------- | --------------------- | --------------------- | --------------------- | --------------------- |
| личное многоборье    | Симона Байлз       | 16,000         | 15,000              | 15,633       | 15,733             | 62,366       | 1 Q          |                       |                       |                       |                       |                       |                       |
| личное многоборье    | Александра Райсман | 15,766         | 14,733              | 14,833       | 15,275             | 60,607       | 2 Q          |                       |                       |                       |                       |                       |                       |
| личное многоборье    | Габриэль Дуглас    | 15,166         | 15,766              | 14,833       | 14,366             | 60,131       | 3            | завершила выступление | завершила выступление | завершила выступление | завершила выступление | завершила выступление | завершила выступление |
| командное многоборье | Симона Байлз       | 16,000         | 15,000              | 15,633       | 15,733             |              |              | 15,933                | 14,800                | 15,300                | 15,800                |                       |                       |
| командное многоборье | Габриэль Дуглас    | 15,166         | 15,766              | 14,833       | 14,366             |              |              |                       | 15,766                |                       |                       |                       |                       |
| командное многоборье | Лори Эрнандес      | 15,200         |                     | 15,366       | 14,800             |              |              | 15,100                |                       | 15,233                | 14,833                |                       |                       |
| командное многоборье | Мэдисон Кошан      |                | 15,866              |              |                    |              |              |                       | 15,933                |                       |                       |                       |                       |
| командное многоборье | Александра Райсман | 15,766         | 14,733              | 14,833       | 15,275             | 15,833       |              | 15,000                | 15,366                |                       |                       |                       |                       |
| командное многоборье | всего              | 46,966         | 46,632              | 45,832       | 45,808             | 185,238      | 1 Q          | 46,866                | 46,499                | 45,533                | 45,999                | 184,897               | 1                     |

Индивидуальные упражнения
| Соревнование        | Спортсмены         | Квалификация | Квалификация | Финал                 | Финал                 |
| Соревнование        | Спортсмены         | Очки         | Место        | Очки                  | Место                 |
| ------------------- | ------------------ | ------------ | ------------ | --------------------- | --------------------- |
| опорный прыжок      | Симона Байлз       | 16,050       | 1 Q          |                       |                       |
| разновысокие брусья | Мэдисон Кошан      | 15,866       | 1 Q          |                       |                       |
| разновысокие брусья | Габриэль Дуглас    | 15,766       | 3 Q          |                       |                       |
| разновысокие брусья | Симона Байлз       | 15,000       | 14           | завершила выступление | завершила выступление |
| разновысокие брусья | Александра Райсман | 14,733       | 22           | завершила выступление | завершила выступление |
| бревно              | Симона Байлз       | 15,633       | 1 Q          |                       |                       |
| бревно              | Лори Эрнандес      | 15,366       | 2 Q          |                       |                       |
| бревно              | Александра Райсман | 14,833       | 7            | завершила выступление | завершила выступление |
| бревно              | Габриэль Дуглас    | 14,833       | 7            | завершила выступление | завершила выступление |
| вольные упражнения  | Симона Байлз       | 15,733       | 1 Q          |                       |                       |
| вольные упражнения  | Александра Райсман | 15,275       | 2 Q          |                       |                       |
| вольные упражнения  | Лори Эрнандес      | 14,800       | 4            | завершила выступление | завершила выступление |
| вольные упражнения  | Габриэль Дуглас    | 14,366       | 9            | завершила выступление | завершила выступление |

#### Прыжки на батуте
Мужчины
| Соревнование      | Спортсмены | Квалификация | Квалификация | Финал | Финал |
| Соревнование      | Спортсмены | Очки         | Место        | Очки  | Место |
| ----------------- | ---------- | ------------ | ------------ | ----- | ----- |
| личное первенство | Логан Дули |              |              |       |       |

Женщины
| Соревнование      | Спортсмены      | Квалификация | Квалификация | Финал | Финал |
| Соревнование      | Спортсмены      | Очки         | Место        | Очки  | Место |
| ----------------- | --------------- | ------------ | ------------ | ----- | ----- |
| личное первенство | Николь Эйсингер |              |              |       |       |

#### Художественная гимнастика
Женщины
| Соревнование              | Спортсмены                                                              | Квалификация | Квалификация | Финал                 | Финал                 |
| Соревнование              | Спортсмены                                                              | Очки         | Место        | Очки                  | Место                 |
| ------------------------- | ----------------------------------------------------------------------- | ------------ | ------------ | --------------------- | --------------------- |
| индивидуальное многоборье | Лаура Цзэн                                                              | 69,841       | 11           | Завершила выступление | Завершила выступление |
| групповое многоборье      | Алиса Кейно Натали Макгифферт Моника Рокмен Кристен Шэлдибин Киана Эйде | 30,224       | 14           | Завершили выступление | Завершили выступление |

### Гольф
Последний раз соревнования по гольфу в рамках Олимпийских игр проводились в 1904 году. В Рио-де-Жанейро турнир гольфистов прошёл на 18-луночном поле, со счётом 71 пар. Каждый участник прошёл все 18 лунок по 4 раза.
Мужчины
Благодаря высоким позициям в мировом рейтинге сразу 4 гольфиста из США получили возможность выступить в мужском турнире: Бубба Уотсон (5-й номер рейтинга), Рикки Фаулер (7-й), Патрик Рид (13-й), Мэтт Кучар (15-й). После трёх раундов Уотсон располагался на 4-й позиции, отставая от идущего третьим австралийца Маркуса Фрейзера на 3 удара. Ещё одним претендентом от США на медали оставался Мэтт Кучар, который делил 7-е место. Патрик Рид неудачно провёл первые три раунда, в результате чего занимал после них промежуточную 36-ю позицию. Четвёртый раунд Мэтт провёл очень удачно, пройдя поле за 63 удара (8 ниже пар), что стало повторением лучшего результата турнира. Ранее показать такую же сумму удавалось только Фрейзеру в первом раунде. Удачное прохождение Кучаром 4-го раунда, при не самых высоких результатах у его конкурентов, позволило американцу резко подняться в итоговом протоколе и стать бронзовым призёром Игр. Рид также смог показать в заключительной попытке высокий результат, завершив её за 64 удара и поднявшись на 11-е место. В отличие от Кучара и Рида, последний раунд не задался у Уотсона, который уступил партнёрам 7 и 6 очков за один раунд, в результате чего Бубба откатился на 8-е итоговое место.
| Соревнование | Спортсмены   | Первый раунд | Первый раунд | Второй раунд | Второй раунд | Третий раунд | Третий раунд | Четвёртый раунд | Четвёртый раунд | Итоговый результат | Итоговое место |
| Соревнование | Спортсмены   | Очки         | Место        | Очки         | Место        | Очки         | Место        | Очки            | Место           | Итоговый результат | Итоговое место |
| ------------ | ------------ | ------------ | ------------ | ------------ | ------------ | ------------ | ------------ | --------------- | --------------- | ------------------ | -------------- |
| мужчины      | Мэтт Кучар   | 69 (-2)      | 11           | 70 (-1)      | 22           | 69 (-2)      | 13           | 63 (-8)         | 1               | 271 (-13)          | 3              |
| мужчины      | Бубба Уотсон | 73 (+2)      | 42           | 67 (-4)      | 4            | 67 (-4)      | 4            | 70 (-1)         | 32              | 277 (-7)           | 8              |
| мужчины      | Патрик Рид   | 72 (+1)      | 34           | 69 (-2)      | 12           | 73 (+2)      | 40           | 64 (-7)         | 2               | 278 (-6)           | 11             |
| мужчины      | Рикки Фаулер |              |              |              |              |              |              |                 |                 |                    |                |

Женщины
| Соревнование | Спортсмены     | Первый раунд | Первый раунд | Второй раунд | Второй раунд | Третий раунд | Третий раунд | Четвёртый раунд | Четвёртый раунд | Итоговый результат | Итоговое место |
| Соревнование | Спортсмены     | Очки         | Место        | Очки         | Место        | Очки         | Место        | Очки            | Место           | Итоговый результат | Итоговое место |
| ------------ | -------------- | ------------ | ------------ | ------------ | ------------ | ------------ | ------------ | --------------- | --------------- | ------------------ | -------------- |
| женщины      | Лекси Томпсон  |              |              |              |              |              |              |                 |                 |                    |                |
| женщины      | Стейси Льюис   |              |              |              |              |              |              |                 |                 |                    |                |
| женщины      | Джерина Пиллер |              |              |              |              |              |              |                 |                 |                    |                |

### Гребля на байдарках и каноэ

#### Гребля на гладкой воде
Соревнования по гребле на байдарках и каноэ на гладкой воде проходят в лагуне Родригу-ди-Фрейташ, которая находится на территории города Рио-де-Жанейро. В каждой дисциплине соревнования проходят в три этапа: предварительный раунд, полуфинал и финал.
Женщины
| Соревнование                  | Спортсмены  | Предварительный раунд | Предварительный раунд | Предварительный раунд | Полуфинал | Полуфинал | Полуфинал | Финал | Финал | Итоговое место |
| Соревнование                  | Спортсмены  | Заплыв                | Время                 | Место                 | Заплыв    | Время     | Место     | Время | Место | Итоговое место |
| ----------------------------- | ----------- | --------------------- | --------------------- | --------------------- | --------- | --------- | --------- | ----- | ----- | -------------- |
| байдарки-одиночки, 200 метров | Мэгги Хоган |                       |                       |                       |           |           |           |       |       |                |
| байдарки-одиночки, 500 метров | Мэгги Хоган |                       |                       |                       |           |           |           |       |       |                |

#### Гребной слалом
Квалификационный раунд проходил в две попытки. Результат в каждой попытке складывался из времени, затраченного на прохождение трассы и суммы штрафных очков, которые спортсмен получал за неправильное прохождение ворот. Одно штрафное очко равнялось одной секунде. Из 2 попыток выбирался лучший результат, по результатам которого, выявлялись спортсмены с наименьшим количеством очков, которые проходили в следующий раунд. В полуфинале гребцы выполняли по одной попытки. В финал проходили спортсмены с наименьшим результатом.

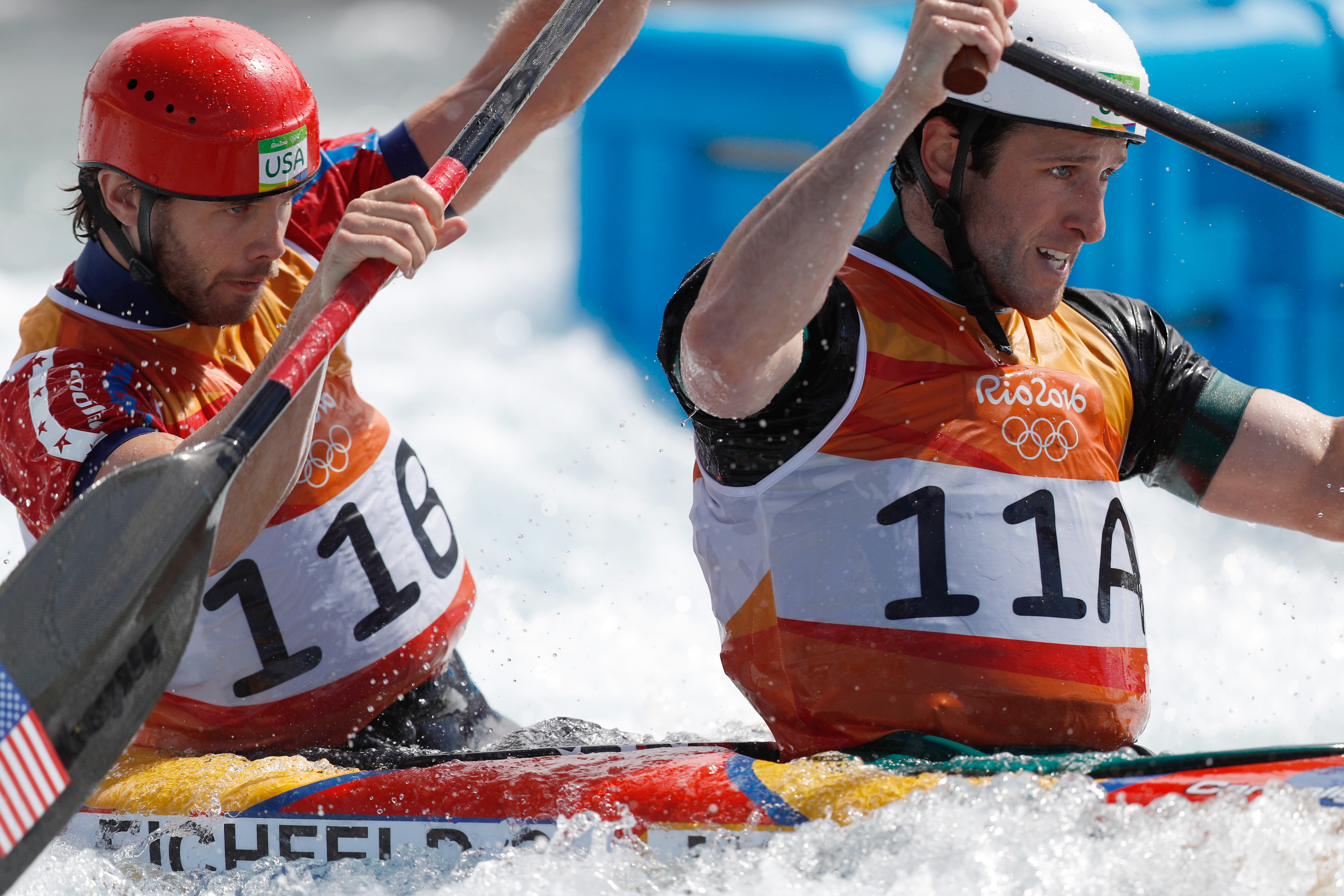
Кейси Айкфелд (слева) и Девин Макьюэн (справа) во время прохождения дистанции

Мужчины
| Соревнование      | Спортсмены                  | Предварительный этап | Предварительный этап | Предварительный этап | Предварительный этап | Предварительный этап | Предварительный этап | Предварительный этап | Полуфинал | Полуфинал | Полуфинал | Полуфинал | Финал                | Финал                | Финал                | Финал                |
| Соревнование      | Спортсмены                  | 1 попытка            | 1 попытка            | 1 попытка            | 2 попытка            | 2 попытка            | 2 попытка            | Место                | Полуфинал | Полуфинал | Полуфинал | Полуфинал | Финал                | Финал                | Финал                | Финал                |
| Соревнование      | Спортсмены                  | Время                | Штраф                | Итог                 | Время                | Штраф                | Итог                 | Место                | Время     | Штраф     | Итог      | Место     | Время                | Штраф                | Итог                 | Место                |
| ----------------- | --------------------------- | -------------------- | -------------------- | -------------------- | -------------------- | -------------------- | -------------------- | -------------------- | --------- | --------- | --------- | --------- | -------------------- | -------------------- | -------------------- | -------------------- |
| байдарки-одиночки | Михал Смолен                | 92,96                | 0                    | 92,96                | 90,13                | 0                    | 90,13                | 10 Q                 | 93,87     | 4         | 97,87     | 12        | завершил выступление | завершил выступление | завершил выступление | завершил выступление |
| каноэ-одиночки    | Кейси Айкфелд               | 98,02                | 2                    | 100,02               | 101,23               | 0                    | 101,23               | 12 Q                 | 99,23     | 2         | 101,23    | 10 Q      | 95,69                | 4                    | 99,69                | 7                    |
| каноэ-двойки      | Девин Макьюэн Кейси Айкфелд | 108,33               | 4                    | 112,33               | 111,19               | 6                    | 117,19               | 10 Q                 |           |           |           |           |                      |                      |                      |                      |

Женщины
| Соревнование      | Спортсмены | Предварительный этап | Предварительный этап | Предварительный этап | Предварительный этап | Предварительный этап | Предварительный этап | Предварительный этап | Полуфинал | Полуфинал | Полуфинал | Полуфинал | Финал | Финал | Финал | Финал |
| Соревнование      | Спортсмены | 1 попытка            | 1 попытка            | 1 попытка            | 2 попытка            | 2 попытка            | 2 попытка            | Место                | Полуфинал | Полуфинал | Полуфинал | Полуфинал | Финал | Финал | Финал | Финал |
| Соревнование      | Спортсмены | Время                | Штраф                | Итог                 | Время                | Штраф                | Итог                 | Место                | Время     | Штраф     | Итог      | Место     | Время | Штраф | Итог  | Место |
| ----------------- | ---------- | -------------------- | -------------------- | -------------------- | -------------------- | -------------------- | -------------------- | -------------------- | --------- | --------- | --------- | --------- | ----- | ----- | ----- | ----- |
| байдарки-одиночки | Эшли Ни    | 109,15               | 4                    | 113,15               | 105,60               | 0                    | 105,60               | 9 Q                  |           |           |           |           |       |       |       |       |

### Дзюдо
Соревнования по дзюдо проводились по системе с выбыванием. В утешительные раунды попадали спортсмены, проигравшие полуфиналистам турнира. Два спортсмена, одержавших победу в утешительном раунде, в поединке за бронзу сражались с дзюдоистами, проигравшими в полуфинале.
Мужчины
| Категория | Спортсмены         | 1/32 финала        | 1/16 финала             | 1/8 финала              | Четвертьфинал          | Полуфинал                   | Финал                      | Место |
| Категория | Спортсмены         | Соперник Результат | Соперник Результат      | Соперник Результат      | Соперник Результат     | Соперник Результат          | Соперник Результат         | Место |
| --------- | ------------------ | ------------------ | ----------------------- | ----------------------- | ---------------------- | --------------------------- | -------------------------- | ----- |
| до 73 кг  | Николас Дельпополо | не участвовал      | NIGА. Гумар В 100:000   | MGLГ. Одбаяр В 010:000  | ISRС. Муки П 000:100   | Утешительный турнир         | Утешительный турнир        | 7     |
| до 73 кг  | Николас Дельпополо | не участвовал      | NIGА. Гумар В 100:000   | MGLГ. Одбаяр В 010:000  | ISRС. Муки П 000:100   | HUNМ. Унгвари П 000s2:000s1 | завершил выступление       | 7     |
| до 81 кг  | Трэвис Стивенс     | не участвовал      | SWEР. Пацек В 001:000   | UZBШ. Сабиров В 101:000 | BULИ. Иванов В 100:000 | GEOА. Чрикишвили В 100:000  | RUSХ. Халмурзаев П 000:100 | 2     |
| до 90 кг  | Колтон Браун       | не участвовал      | SUDИ. Сулиман В 100:000 | FRAА. Иддир П 000:010   | завершил выступление   | завершил выступление        | завершил выступление       | 9     |

Женщины
| Категория | Спортсмены         | 1/16 финала            | 1/8 финала                   | Четвертьфинал         | Полуфинал             | Финал                 | Место |
| Категория | Спортсмены         | Соперник Результат     | Соперник Результат           | Соперник Результат    | Соперник Результат    | Соперник Результат    | Место |
| --------- | ------------------ | ---------------------- | ---------------------------- | --------------------- | --------------------- | --------------------- | ----- |
| до 52 кг  | Анджелика Дельгадо | MGLА. Цолмон П 003:010 | завершила выступление        | завершила выступление | завершила выступление | завершила выступление | 17    |
| до 57 кг  | Марти Мэллой       | не участвовала         | TPEЛянь Чжэньлин П 000s2:000 | завершила выступление | завершила выступление | завершила выступление | 9     |
| до 78 кг  | Кайла Харрисон     |                        |                              |                       |                       |                       |       |

### Конный спорт
Выездка
Соревнования по выездке включали в себе три теста высшего уровня сложности по системе Международной федерации конного спорта (FEI): Большой Приз (англ. Grand Prix), Переездка Большого Приза (англ. Grand Prix Special) и КЮР Большого приза (англ. Grand Prix Freestyle). Итоговая оценка в каждом из тестов рассчитывалась, как среднее арифметическое значение оценок семи судей. В командный зачёт шли результаты Большого Приза и Переездки Большого Приза, а итоговая оценка рассчитывалась, как среднее значение оценок за два теста.
| Соревнование      | Спортсмены                                                | Большой Приз                       | Большой Приз | Переездка Большого Приза | Переездка Большого Приза | КЮР Большого Приза | КЮР Большого Приза | Всего     | Всего |
| Соревнование      | Спортсмены                                                | Результат                          | Место        | Результат                | Место                    | Результат          | Место              | Результат | Место |
| ----------------- | --------------------------------------------------------- | ---------------------------------- | ------------ | ------------------------ | ------------------------ | ------------------ | ------------------ | --------- | ----- |
| личная выездка    | Эллисон Брок лошадь — Rosevelt                            | 72,686                             | 25 Q         |                          |                          |                    |                    |           |       |
| личная выездка    | Лора Грейвз лошадь — Verdades                             | 78,071                             | 5 Q          |                          |                          |                    |                    |           |       |
| личная выездка    | Кейси Перри-Гласс лошадь — Dublet                         | 75,229                             | 17 Q         |                          |                          |                    |                    |           |       |
| личная выездка    | Стеффен Питерс лошадь — Legolas                           | 77,614                             | 6 Q          |                          |                          |                    |                    |           |       |
| командная выездка | Лора Грейвз Кейси Перри-Гласс Стеффен Питерс Эллисон Брок | 76,971 78,071 75,229 77,614 72,686 | 3 Q          |                          |                          | не проводится      | не проводится      |           |       |

Троеборье
Троеборье состоит из манежной езды, полевых испытаний и конкура. В выездке оценивается степень контроля всадника над лошадью и способность выполнить обязательные элементы выступления. Также при выступлении оценивается внешний вид лошади и всадника. Жюри выставляет, как положительные оценки за удачно выполненные упражнения, так и штрафные баллы за различного рода ошибки. После окончания выступления по специальной формуле вычисляется количество штрафных очков. Соревнования по кроссу требуют от лошади и её наездника высокой степени физической подготовленности и выносливости. Дистанция для кросса достаточно протяжённая и имеет множество препятствий различного типа. Штрафные очки во время кросса начисляются за сбитые препятствия, за превышение лимита времени и за опасную езду. В конкуре за каждое сбитое препятствие спортсмену начисляются 4 штрафных балла, а за превышение лимита времени 1 штрафное очко (за каждую каждую, сверх нормы времени, начатую секунду).
| Соревнование        | Спортсмены                                              | Выездка | Кросс   | Кросс   | Конкур                | Конкур                | Финальный конкур      | Финальный конкур      | Всего                 | Всего                 |                       |                       |
| Соревнование        | Спортсмены                                              | Штраф   | Штраф   | Штраф   | Штраф                 | Штраф                 | Штраф                 | Штраф                 | Всего                 | Всего                 |                       |                       |
| Соревнование        | Спортсмены                                              | Баллы   | Прыжки  | Время   | Прыжки                | Время                 | Прыжки                | Время                 | Результат             | Место                 |                       |                       |
| ------------------- | ------------------------------------------------------- | ------- | ------- | ------- | --------------------- | --------------------- | --------------------- | --------------------- | --------------------- | --------------------- | --------------------- | --------------------- |
| личное троеборье    | Филлип Даттон лошадь — Mighty Nice                      | 43,60   | 0,00    | 3,20    | 0                     | 1,00                  | 4                     | 0,00                  | 51,80                 | 3                     |                       |                       |
| личное троеборье    | Бойд Мартин лошадь — Blackfoot Mystery                  | 47,70   | 0,00    | 3,20    | 8                     | 0,00                  | 12                    | 0,00                  | 70,90                 | 16                    |                       |                       |
| личное троеборье    | Кларк Монтгомери лошадь — Loughan Glen                  | 46,60   | DNF     | DNF     | завершил выступление  | завершил выступление  | завершил выступление  | завершил выступление  | завершил выступление  | завершил выступление  | завершил выступление  | завершил выступление  |
| личное троеборье    | Лорен Киффер лошадь — Veronica                          | 47,30   | DSQ     | DSQ     | завершила выступление | завершила выступление | завершила выступление | завершила выступление | завершила выступление | завершила выступление | завершила выступление | завершила выступление |
| командное троеборье | Филлип Даттон Лорен Киффер Бойд Мартин Кларк Монтгомери | 137,50  | 1006,40 | 1006,40 | DNF                   | DNF                   | не проводится         | не проводится         | 1106,70               | 12                    |                       |                       |

Конкур
В каждом из раундов спортсменам необходимо было пройти дистанцию с разным количеством препятствий и разным лимитом времени. За каждое сбитое препятствие спортсмену начислялось 4 штрафных балла, за превышение лимита времени 1 штрафное очко (за каждые 5 секунд). В финал личного первенства могло пройти только три спортсмена от одной страны. Командный конкур проводился в рамках второго и третьего раунда индивидуальной квалификации. В зачёт командных соревнований шли три лучших результата, показанные спортсменами во время личного первенства. Если спортсмен выбывал из индивидуальных соревнований после первого или второго раундов, то он всё равно продолжал свои выступления, но результаты при этом шли только в командный зачёт.
| Соревнование     | Спортсмены                                              | Квалификация  | Квалификация  | Квалификация | Квалификация | Квалификация | Квалификация | Квалификация | Квалификация | Финал         | Финал         | Финал         | Финал         | Финал         | Итоговое место |
| Соревнование     | Спортсмены                                              | 1 раунд       | 1 раунд       | 2 раунд      | Всего        | Всего        | 3 раунд      | Всего        | Всего        | Финал A       | Финал A       | Финал B       | Всего         | Всего         | Итоговое место |
| Соревнование     | Спортсмены                                              | Штраф         | Место         | Штраф        | Штраф        | Место        | Штраф        | Штраф        | Место        | Штраф         | Место         | Штраф         | Штраф         | Место         | Итоговое место |
| ---------------- | ------------------------------------------------------- | ------------- | ------------- | ------------ | ------------ | ------------ | ------------ | ------------ | ------------ | ------------- | ------------- | ------------- | ------------- | ------------- | -------------- |
| личный конкур    | Люси Дэвис лошадь — Barron                              |               |               |              |              |              |              |              |              |               |               |               |               |               |                |
| личный конкур    | Кент Фаррингтон лошадь — Voyeur                         |               |               |              |              |              |              |              |              |               |               |               |               |               |                |
| личный конкур    | Элизабет Мадден лошадь — Cortes 'C'                     |               |               |              |              |              |              |              |              |               |               |               |               |               |                |
| личный конкур    | Маклейн Уорд лошадь — Azur                              |               |               |              |              |              |              |              |              |               |               |               |               |               |                |
| командный конкур | Люси Дэвис Кент Фаррингтон Элизабет Мадден Маклейн Уорд | не проводится | не проводится |              |              |              |              |              |              | не проводится | не проводится | не проводится | не проводится | не проводится |                |

### Лёгкая атлетика
Состав олимпийской сборной США в беговых и технических дисциплинах был сформирован по итогам национального отборочного чемпионата, который прошёл с 1 по 10 июля 2016 года в городе Юджин. По его результатам в состав сборной вошли 127 спортсменов, из которых сразу 84 легкоатлета дебютируют на Олимпийских играх.
Мужчины
Беговые дисциплины
| Дисциплина                         | Спортсмен                                                                               | Предварительный раунд | Предварительный раунд | Предварительный раунд | Четвертьфиналы | Четвертьфиналы | Четвертьфиналы | Полуфиналы           | Полуфиналы           | Полуфиналы           | Финал                | Финал                |
| Дисциплина                         | Спортсмен                                                                               | Забег                 | Время                 | Место                 | Забег          | Время          | Место          | Забег                | Время                | Место                | Время                | Место                |
| ---------------------------------- | --------------------------------------------------------------------------------------- | --------------------- | --------------------- | --------------------- | -------------- | -------------- | -------------- | -------------------- | -------------------- | -------------------- | -------------------- | -------------------- |
| бег на 100 метров                  | Джастин Гэтлин                                                                          | не участвовал         | не участвовал         | не участвовал         | 2              | 10,01          | 1 Q            | 3                    | 9,94                 | 1 Q                  | 9,89                 | 2                    |
| бег на 100 метров                  | Трэйвон Бромелл                                                                         | не участвовал         | не участвовал         | не участвовал         | 5              | 10,13          | 2 Q            | 2                    | 10,01 q              | 3                    | 10,06                | 8                    |
| бег на 100 метров                  | Марвин Брэйси                                                                           | не участвовал         | не участвовал         | не участвовал         | 1              | 10,16 q        | 3              | 1                    | 10,08                | 6                    | завершил выступление | завершил выступление |
| бег на 200 метров                  | Джастин Гэтлин                                                                          |                       |                       |                       |                |                |                |                      |                      |                      |                      |                      |
| бег на 200 метров                  | Лашон Мерритт                                                                           |                       |                       |                       |                |                |                |                      |                      |                      |                      |                      |
| бег на 200 метров                  | Амир Уэбб                                                                               |                       |                       |                       |                |                |                |                      |                      |                      |                      |                      |
| бег на 400 метров                  | Лашон Мерритт                                                                           |                       |                       |                       | не проводится  | не проводится  | не проводится  |                      |                      |                      |                      |                      |
| бег на 400 метров                  | Гил Робертс                                                                             |                       |                       |                       | не проводится  | не проводится  | не проводится  |                      |                      |                      |                      |                      |
| бег на 400 метров                  | Дэвид Вербург                                                                           |                       |                       |                       | не проводится  | не проводится  | не проводится  |                      |                      |                      |                      |                      |
| бег на 800 метров                  | Борис Бериан                                                                            |                       |                       |                       | не проводится  | не проводится  | не проводится  |                      |                      |                      |                      |                      |
| бег на 800 метров                  | Чарльз Джок                                                                             |                       |                       |                       | не проводится  | не проводится  | не проводится  |                      |                      |                      |                      |                      |
| бег на 800 метров                  | Клейтон Мёрфи                                                                           |                       |                       |                       | не проводится  | не проводится  | не проводится  |                      |                      |                      |                      |                      |
| бег на 1500 метров                 | Робби Эндрюс                                                                            |                       |                       |                       | не проводится  | не проводится  | не проводится  |                      |                      |                      |                      |                      |
| бег на 1500 метров                 | Бен Бланкеншип                                                                          |                       |                       |                       | не проводится  | не проводится  | не проводится  |                      |                      |                      |                      |                      |
| бег на 1500 метров                 | Мэттью Центровиц                                                                        |                       |                       |                       | не проводится  | не проводится  | не проводится  |                      |                      |                      |                      |                      |
| бег на 5000 метров                 | Пол Челимо                                                                              |                       |                       |                       | не проводится  | не проводится  | не проводится  | не проводится        | не проводится        | не проводится        |                      |                      |
| бег на 5000 метров                 | Бернард Лагат                                                                           |                       |                       |                       | не проводится  | не проводится  | не проводится  | не проводится        | не проводится        | не проводится        |                      |                      |
| бег на 5000 метров                 | Хассан Мид                                                                              |                       |                       |                       | не проводится  | не проводится  | не проводится  | не проводится        | не проводится        | не проводится        |                      |                      |
| бег на 10 000 метров               | Шадрак Кипчирчир                                                                        | не проводится         | не проводится         | не проводится         | не проводится  | не проводится  | не проводится  | не проводится        | не проводится        | не проводится        |                      |                      |
| бег на 10 000 метров               | Леонард Корир                                                                           | не проводится         | не проводится         | не проводится         | не проводится  | не проводится  | не проводится  | не проводится        | не проводится        | не проводится        |                      |                      |
| бег на 10 000 метров               | Гален Рапп                                                                              | не проводится         | не проводится         | не проводится         | не проводится  | не проводится  | не проводится  | не проводится        | не проводится        | не проводится        |                      |                      |
| бег на 3000 метров с препятствиями | Хиллари Бор                                                                             |                       |                       |                       | не проводится  | не проводится  | не проводится  | не проводится        | не проводится        | не проводится        |                      |                      |
| бег на 3000 метров с препятствиями | Дональд Кабрал                                                                          |                       |                       |                       | не проводится  | не проводится  | не проводится  | не проводится        | не проводится        | не проводится        |                      |                      |
| бег на 3000 метров с препятствиями | Эван Джагер                                                                             |                       |                       |                       | не проводится  | не проводится  | не проводится  | не проводится        | не проводится        | не проводится        |                      |                      |
| бег на 110 метров с барьерами      | Девон Аллен                                                                             |                       |                       |                       | не проводится  | не проводится  | не проводится  |                      |                      |                      |                      |                      |
| бег на 110 метров с барьерами      | Ронни Эш                                                                                |                       |                       |                       | не проводится  | не проводится  | не проводится  |                      |                      |                      |                      |                      |
| бег на 110 метров с барьерами      | Джефф Портер                                                                            |                       |                       |                       | не проводится  | не проводится  | не проводится  |                      |                      |                      |                      |                      |
| бег на 400 метров с барьерами      | Керрон Клемент                                                                          | 1                     | 49,17                 | 3 K                   | не проводится  | не проводится  | не проводится  |                      |                      |                      |                      |                      |
| бег на 400 метров с барьерами      | Байрон Робинсон                                                                         | 5                     | 48,98                 | 3 K                   | не проводится  | не проводится  | не проводится  |                      |                      |                      |                      |                      |
| бег на 400 метров с барьерами      | Майкл Тинсли                                                                            | 6                     | 50,18                 | 5                     | не проводится  | не проводится  | не проводится  | Завершил выступление | Завершил выступление | Завершил выступление | Завершил выступление | Завершил выступление |
| Эстафета                           | Предварительный раунд                                                                   | Предварительный раунд | Предварительный раунд | Предварительный раунд | Полуфинал      | Полуфинал      | Полуфинал      | Финал                | Финал                | Финал                | Финал                | Финал                |
| Эстафета                           | Состав                                                                                  | Забег                 | Время                 | Место                 | Забег          | Время          | Место          | Состав               | Состав               | Состав               | Время                | Место                |
| эстафета 4×100 метров              | Джаррион Лоусон Трэйвон Бромелл Кристиан Коулман Джастин Гэтлин Тайсон Гэй Майк Роджерс |                       |                       |                       | не проводится  | не проводится  | не проводится  |                      |                      |                      |                      |                      |
| эстафета 4×400 метров              | Кайл Клемонс Арман Холл Тони Маккей Лашон Мерритт Гил Робертс Дэвид Вербург             |                       |                       |                       | не проводится  | не проводится  | не проводится  |                      |                      |                      |                      |                      |

Шоссейные дисциплины
| Дисциплина              | Спортсмен            | Время | Место | Отставание |
| ----------------------- | -------------------- | ----- | ----- | ---------- |
| марафон                 | Мебрахтом Кефлезигхи |       |       |            |
| марафон                 | Гален Рапп           |       |       |            |
| марафон                 | Джаред Уорд          |       |       |            |
| ходьба на 50 километров | Джон Нанн            |       |       |            |

Технические дисциплины
| Дисциплина      | Спортсмен        | Квалификация | Квалификация | Финал                | Финал                |
| Дисциплина      | Спортсмен        | Результат    | Место        | Результат            | Место                |
| --------------- | ---------------- | ------------ | ------------ | -------------------- | -------------------- |
| прыжок в длину  | Майкл Хартфилд   | 7,66         | 25           | Завершил выступление | Завершил выступление |
| прыжок в длину  | Джефф Хендерсон  | 8,20         | 2            | 8,38                 | 1                    |
| прыжок в длину  | Джаррион Лоусон  | 7,99         | 7            | 7,78                 | 4                    |
| тройной прыжок  | Крис Бенард      |              |              |                      |                      |
| тройной прыжок  | Уилл Клэй        |              |              |                      |                      |
| тройной прыжок  | Кристиан Тейлор  |              |              |                      |                      |
| прыжок в высоту | Эрик Кинард      |              |              |                      |                      |
| прыжок в высоту | Брэд Эдкинс      |              |              |                      |                      |
| прыжок в высоту | Рикки Робертсон  |              |              |                      |                      |
| прыжок с шестом | Логан Каннингем  |              |              |                      |                      |
| прыжок с шестом | Сэм Кендрикс     |              |              |                      |                      |
| прыжок с шестом | Кейл Симмонс     |              |              |                      |                      |
| толкание ядра   | Райан Краузер    |              |              |                      |                      |
| толкание ядра   | Даррелл Хилл     |              |              |                      |                      |
| толкание ядра   | Джо Ковач        |              |              |                      |                      |
| метание диска   | Тевис Бэйли      |              |              |                      |                      |
| метание диска   | Эндрю Эванс      |              |              |                      |                      |
| метание диска   | Мейсон Финли     |              |              |                      |                      |
| метание копья   | Сэм Краузер      |              |              |                      |                      |
| метание копья   | Шон Фьюри        |              |              |                      |                      |
| метание копья   | Сайрус Хостетлер |              |              |                      |                      |
| метание молота  | Кибве Джонсон    |              |              |                      |                      |
| метание молота  | Конор Маккаллох  |              |              |                      |                      |
| метание молота  | Руди Уинклер     |              |              |                      |                      |

 Многоборье
| Дисциплина  | Спортсмен     | Параметр  | 100 м | длина | ядро | высота | 400 м | 110 м с/б | диск | шест | копьё | 1500 м | Всего очков | Итоговое место |
| ----------- | ------------- | --------- | ----- | ----- | ---- | ------ | ----- | --------- | ---- | ---- | ----- | ------ | ----------- | -------------- |
| десятиборье | Эштон Итон    | Результат |       |       |      |        |       |           |      |      |       |        |             |                |
| десятиборье | Эштон Итон    | Очки      |       |       |      |        |       |           |      |      |       |        |             |                |
| десятиборье | Эштон Итон    | Место     |       |       |      |        |       |           |      |      |       |        |             |                |
| десятиборье | Джереми Тайво | Результат |       |       |      |        |       |           |      |      |       |        |             |                |
| десятиборье | Джереми Тайво | Очки      |       |       |      |        |       |           |      |      |       |        |             |                |
| десятиборье | Джереми Тайво | Место     |       |       |      |        |       |           |      |      |       |        |             |                |
| десятиборье | Закери Зимек  | Результат |       |       |      |        |       |           |      |      |       |        |             |                |
| десятиборье | Закери Зимек  | Очки      |       |       |      |        |       |           |      |      |       |        |             |                |
| десятиборье | Закери Зимек  | Место     |       |       |      |        |       |           |      |      |       |        |             |                |

Женщины
 Беговые дисциплины
| Дисциплина                         | Спортсмен                                                                                         | Предварительный раунд | Предварительный раунд | Предварительный раунд | Четвертьфиналы | Четвертьфиналы | Четвертьфиналы | Полуфиналы    | Полуфиналы    | Полуфиналы    | Финал    | Финал |
| Дисциплина                         | Спортсмен                                                                                         | Забег                 | Время                 | Место                 | Забег          | Время          | Место          | Забег         | Время         | Место         | Время    | Место |
| ---------------------------------- | ------------------------------------------------------------------------------------------------- | --------------------- | --------------------- | --------------------- | -------------- | -------------- | -------------- | ------------- | ------------- | ------------- | -------- | ----- |
| бег на 100 метров                  | Тианна Бартолетта                                                                                 |                       |                       |                       |                |                |                |               |               |               |          |       |
| бег на 100 метров                  | Тори Боуи                                                                                         |                       |                       |                       |                |                |                |               |               |               |          |       |
| бег на 100 метров                  | Инглиш Гарднер                                                                                    |                       |                       |                       |                |                |                |               |               |               |          |       |
| бег на 200 метров                  | Тори Боуи                                                                                         |                       |                       |                       | не проводится  | не проводится  | не проводится  |               |               |               |          |       |
| бег на 200 метров                  | Дженна Прандини                                                                                   |                       |                       |                       | не проводится  | не проводится  | не проводится  |               |               |               |          |       |
| бег на 200 метров                  | Диджах Стивенс                                                                                    |                       |                       |                       | не проводится  | не проводится  | не проводится  |               |               |               |          |       |
| бег на 400 метров                  | Эллисон Феликс                                                                                    |                       |                       |                       | не проводится  | не проводится  | не проводится  |               |               |               |          |       |
| бег на 400 метров                  | Филлис Фрэнсис                                                                                    |                       |                       |                       | не проводится  | не проводится  | не проводится  |               |               |               |          |       |
| бег на 400 метров                  | Наташа Хастингс                                                                                   |                       |                       |                       | не проводится  | не проводится  | не проводится  |               |               |               |          |       |
| бег на 800 метров                  | Кейт Грэйс                                                                                        |                       |                       |                       | не проводится  | не проводится  | не проводится  |               |               |               |          |       |
| бег на 800 метров                  | Кристина Уильямс                                                                                  |                       |                       |                       | не проводится  | не проводится  | не проводится  |               |               |               |          |       |
| бег на 800 метров                  | Эйджи Уилсон                                                                                      |                       |                       |                       | не проводится  | не проводится  | не проводится  |               |               |               |          |       |
| бег на 1500 метров                 | Бренда Мартинес                                                                                   |                       |                       |                       | не проводится  | не проводится  | не проводится  |               |               |               |          |       |
| бег на 1500 метров                 | Шеннон Роубери                                                                                    |                       |                       |                       | не проводится  | не проводится  | не проводится  |               |               |               |          |       |
| бег на 1500 метров                 | Дженнифер Симпсон                                                                                 |                       |                       |                       | не проводится  | не проводится  | не проводится  |               |               |               |          |       |
| бег на 5000 метров                 | Ким Конли                                                                                         |                       |                       |                       | не проводится  | не проводится  | не проводится  | не проводится | не проводится | не проводится |          |       |
| бег на 5000 метров                 | Эбби Д’Агостино                                                                                   |                       |                       |                       | не проводится  | не проводится  | не проводится  | не проводится | не проводится | не проводится |          |       |
| бег на 5000 метров                 | Шелби Хулихан                                                                                     |                       |                       |                       | не проводится  | не проводится  | не проводится  | не проводится | не проводится | не проводится |          |       |
| бег на 10 000 метров               | Мариэль Холл                                                                                      | не проводится         | не проводится         | не проводится         | не проводится  | не проводится  | не проводится  | не проводится | не проводится | не проводится | 32:39,32 | 33    |
| бег на 10 000 метров               | Молли Хаддл                                                                                       | не проводится         | не проводится         | не проводится         | не проводится  | не проводится  | не проводится  | не проводится | не проводится | не проводится | 30:13.17 | 6     |
| бег на 10 000 метров               | Эмили Инфелд                                                                                      | не проводится         | не проводится         | не проводится         | не проводится  | не проводится  | не проводится  | не проводится | не проводится | не проводится | 31:26,94 | 11    |
| бег на 3000 метров с препятствиями | Эмма Коберн                                                                                       |                       |                       |                       | не проводится  | не проводится  | не проводится  | не проводится | не проводится | не проводится |          |       |
| бег на 3000 метров с препятствиями | Кортни Фрерикс                                                                                    |                       |                       |                       | не проводится  | не проводится  | не проводится  | не проводится | не проводится | не проводится |          |       |
| бег на 3000 метров с препятствиями | Коллин Куигли                                                                                     |                       |                       |                       | не проводится  | не проводится  | не проводится  | не проводится | не проводится | не проводится |          |       |
| бег на 100 метров с барьерами      | Ниа Али                                                                                           |                       |                       |                       | не проводится  | не проводится  | не проводится  |               |               |               |          |       |
| бег на 100 метров с барьерами      | Кристи Кэстлин                                                                                    |                       |                       |                       | не проводится  | не проводится  | не проводится  |               |               |               |          |       |
| бег на 100 метров с барьерами      | Брианна Роллинс                                                                                   |                       |                       |                       | не проводится  | не проводится  | не проводится  |               |               |               |          |       |
| бег на 400 метров с барьерами      | Сидни Маклафлин                                                                                   |                       |                       |                       | не проводится  | не проводится  | не проводится  |               |               |               |          |       |
| бег на 400 метров с барьерами      | Далайла Мухаммад                                                                                  |                       |                       |                       | не проводится  | не проводится  | не проводится  |               |               |               |          |       |
| бег на 400 метров с барьерами      | Эшли Спенсер                                                                                      |                       |                       |                       | не проводится  | не проводится  | не проводится  |               |               |               |          |       |
| Эстафета                           | Предварительный раунд                                                                             | Предварительный раунд | Предварительный раунд | Предварительный раунд | Полуфинал      | Полуфинал      | Полуфинал      | Финал         | Финал         | Финал         | Финал    | Финал |
| Эстафета                           | Состав                                                                                            | Забег                 | Время                 | Место                 | Забег          | Время          | Место          | Состав        | Состав        | Состав        | Время    | Место |
| эстафета 4×100 метров              | Тианна Бартолетта Тори Боуи Инглиш Гарднер Эллисон Феликс Моролаке Акиносун                       |                       |                       |                       | не проводится  | не проводится  | не проводится  |               |               |               |          |       |
| эстафета 4×400 метров              | Тейлор Эллис-Уотсон Филлис Фрэнсис Наташа Хастингс Эллисон Феликс Франсина Маккорори Кортни Около |                       |                       |                       | не проводится  | не проводится  | не проводится  |               |               |               |          |       |

 Шоссейные дисциплины
| Дисциплина              | Спортсмен         | Время | Место | Отставание |
| ----------------------- | ----------------- | ----- | ----- | ---------- |
| марафон                 | Эми Крэгг         |       |       |            |
| марафон                 | Дезире Линден     |       |       |            |
| марафон                 | Шалан Флэнаган    |       |       |            |
| ходьба на 20 километров | Миранда Мелвиль   |       |       |            |
| ходьба на 20 километров | Мария Мифта-Коффи |       |       |            |

 Технические дисциплины
| Дисциплина      | Спортсмен         | Квалификация | Квалификация | Финал     | Финал |
| Дисциплина      | Спортсмен         | Результат    | Место        | Результат | Место |
| --------------- | ----------------- | ------------ | ------------ | --------- | ----- |
| прыжок в длину  | Тианна Бартолетта |              |              |           |       |
| прыжок в длину  | Дженей Делоач     |              |              |           |       |
| прыжок в длину  | Бриттни Риз       |              |              |           |       |
| тройной прыжок  | Кристина Эппс     |              |              |           |       |
| тройной прыжок  | Андреа Гобель     |              |              |           |       |
| тройной прыжок  | Кетура Орджи      |              |              |           |       |
| прыжок в высоту | Вашти Каннингем   |              |              |           |       |
| прыжок в высоту | Шанте Лоу         |              |              |           |       |
| прыжок в высоту | Иника Макферсон   |              |              |           |       |
| прыжок с шестом | Сэнди Моррис      |              |              |           |       |
| прыжок с шестом | Дженнифер Сур     |              |              |           |       |
| прыжок с шестом | Алексис Уикс      |              |              |           |       |
| толкание ядра   | Мишель Картер     |              |              |           |       |
| толкание ядра   | Фелиша Джонсон    |              |              |           |       |
| толкание ядра   | Рейвен Саундерс   |              |              |           |       |
| метание диска   | Эшли Уитни        |              |              |           |       |
| метание диска   | Келси Кард        |              |              |           |       |
| метание диска   | Шелби Вон         |              |              |           |       |
| метание копья   | Бриттани Бормэн   |              |              |           |       |
| метание копья   | Мэгги Мэлоун      |              |              |           |       |
| метание копья   | Кара Вингер       |              |              |           |       |
| метание молота  | Гвен Берри        |              |              |           |       |
| метание молота  | Эмбер Кэмпбелл    |              |              |           |       |
| метание молота  | ДеАнна Прайс      |              |              |           |       |

 Многоборье
| Дисциплина | Спортсмен       | Параметр  | 100 м с/б | высота | ядро | 200 м | длина | копьё | 800 м | Всего очков | Итоговое место |
| ---------- | --------------- | --------- | --------- | ------ | ---- | ----- | ----- | ----- | ----- | ----------- | -------------- |
| семиборье  | Хизер Миллер    | Результат |           |        |      |       |       |       |       |             |                |
| семиборье  | Хизер Миллер    | Очки      |           |        |      |       |       |       |       |             |                |
| семиборье  | Хизер Миллер    | Место     |           |        |      |       |       |       |       |             |                |
| семиборье  | Барбара Нваба   | Результат |           |        |      |       |       |       |       |             |                |
| семиборье  | Барбара Нваба   | Очки      |           |        |      |       |       |       |       |             |                |
| семиборье  | Барбара Нваба   | Место     |           |        |      |       |       |       |       |             |                |
| семиборье  | Кенделл Уильямс | Результат |           |        |      |       |       |       |       |             |                |
| семиборье  | Кенделл Уильямс | Очки      |           |        |      |       |       |       |       |             |                |
| семиборье  | Кенделл Уильямс | Место     |           |        |      |       |       |       |       |             |                |

### Настольный теннис
Соревнования по настольному теннису проходили по системе плей-офф. Каждый матч продолжался до тех пор, пока один из теннисистов не выигрывал 4 партии. Сильнейшие 16 спортсменов начинали соревнования с третьего раунда, следующие 16 по рейтингу стартовали со второго раунда.
Мужчины
| Соревнование     | Спортсмены                       | Квалификация        | Первый раунд         | Второй раунд         | Третий раунд         | 1/8 финала           | 1/4 финала           | Полуфинал            | Финал                |
| Соревнование     | Спортсмены                       | Соперник Результат  | Соперник Результат   | Соперник Результат   | Соперник Результат   | Соперник Результат   | Соперник Результат   | Соперник Результат   | Соперник Результат   |
| ---------------- | -------------------------------- | ------------------- | -------------------- | -------------------- | -------------------- | -------------------- | -------------------- | -------------------- | -------------------- |
| одиночный разряд | Фэн Ицзюнь                       | не участвовал       | ESPХэ Чживэнь П 2:4  | завершил выступление | завершил выступление | завершил выступление | завершил выступление | завершил выступление | завершил выступление |
| одиночный разряд | Канак Джха                       | IRIН. Аламиан П 1:4 | завершил выступление | завершил выступление | завершил выступление | завершил выступление | завершил выступление | завершил выступление | завершил выступление |
| командный разряд | Тимоти Ван Канак Джха Фэн Ицзюнь | не проводится       | не проводится        | не проводится        | не проводится        | Швеция · :           |                      |                      |                      |

Женщины
| Соревнование     | Спортсмены                | Квалификация       | Первый раунд        | Второй раунд             | Третий раунд            | 1/8 финала            | 1/4 финала            | Полуфинал             | Финал                 |                       |
| Соревнование     | Спортсмены                | Соперник Результат | Соперник Результат  | Соперник Результат       | Соперник Результат      | Соперник Результат    | Соперник Результат    | Соперник Результат    | Соперник Результат    |                       |
| ---------------- | ------------------------- | ------------------ | ------------------- | ------------------------ | ----------------------- | --------------------- | --------------------- | --------------------- | --------------------- | --------------------- |
| одиночный разряд | У Юэ                      | не участвовала     | SVKЭ. Одорова В 4:1 | SWEМ. Экхольм (29) П 2:4 | завершила выступление   | завершила выступление | завершила выступление | завершила выступление | завершила выступление |                       |
| одиночный разряд | Лили Чжан                 | не участвовала     | VENГ. Арвело В 4:0  | PORШао Цзени (31) В 4:0  | KORСо Хё Вон (12) П 1:4 | завершила выступление | завершила выступление | завершила выступление | завершила выступление | завершила выступление |
| командный разряд | Лили Чжан Чжэн Цзяци У Юэ | не проводится      | не проводится       | не проводится            | не проводится           | Германия · :          |                       |                       |                       |                       |

### Парусный спорт
Соревнования по парусному спорту в каждом из классов состояли из 10 или 12 гонок. Каждую гонку спортсмены начинали с общего старта. Победителем становился экипаж, первым пересекший финишную черту. Количество очков, идущих в общий зачёт, соответствовало занятому командой месту. 10 лучших экипажей по результатам предварительных заплывов попадали в медальную гонку, результаты которой также шли в общий зачёт. В медальной гонке, очки, полученные экипажем удваивались. В случае если участник соревнований не смог завершить гонку ему начислялось количество очков, равное количеству участников плюс один. При итоговом подсчёте очков не учитывался худший результат, показанный экипажем в одной из гонок. Сборная, набравшая наименьшее количество очков, становится олимпийским чемпионом.
Мужчины
| Класс | Спортсмены                  | Гонка | Гонка | Гонка | Гонка | Гонка  | Гонка | Гонка | Гонка | Гонка | Гонка | Гонка         | Гонка         | Гонка         | Очки | Место |
| Класс | Спортсмены                  | 1     | 2     | 3     | 4     | 5      | 6     | 7     | 8     | 9     | 10    | 11            | 12            | M             | Очки | Место |
| ----- | --------------------------- | ----- | ----- | ----- | ----- | ------ | ----- | ----- | ----- | ----- | ----- | ------------- | ------------- | ------------- | ---- | ----- |
| RS:X  | Педро Паскуаль              | 25    | 26    | 28    | 28    | 37 DNF | 28    | 22    | 26    | 28    | 23    | 20            | 32            | не участвовал | 286  | 28    |
| 470   | Дейв Хьюз Стюарт Макней     |       |       |       |       |        |       |       |       |       |       | не проводится | не проводится |               |      |       |
| Лазер | Чарли Бакингем              |       |       |       |       |        |       |       |       |       |       | не проводится | не проводится |               |      |       |
| Финн  | Калеб Пейн                  |       |       |       |       |        |       |       |       |       |       | не проводится | не проводится |               |      |       |
| 49-й  | Томас Бэрроуc Джозеф Моррис |       |       |       |       |        |       |       |       |       |       |               |               |               |      |       |

Женщины
| Класс        | Спортсмены                 | Гонка | Гонка | Гонка | Гонка | Гонка | Гонка | Гонка | Гонка | Гонка | Гонка | Гонка         | Гонка         | Гонка | Очки | Место |
| Класс        | Спортсмены                 | 1     | 2     | 3     | 4     | 5     | 6     | 7     | 8     | 9     | 10    | 11            | 12            | M     | Очки | Место |
| ------------ | -------------------------- | ----- | ----- | ----- | ----- | ----- | ----- | ----- | ----- | ----- | ----- | ------------- | ------------- | ----- | ---- | ----- |
| RS:X         | Мэрион Леперт              |       |       |       |       |       |       |       |       |       |       | не проводится | не проводится |       |      |       |
| 470          | Энни Хегер Бриана Прованча |       |       |       |       |       |       |       |       |       |       | не проводится | не проводится |       |      |       |
| Лазер Радиал | Пейдж Райли                |       |       |       |       |       |       |       |       |       |       | не проводится | не проводится |       |      |       |
| 49-й         | Пэрис Хенкен Хелена Скатт  |       |       |       |       |       |       |       |       |       |       |               |               |       |      |       |

Открытый класс
Соревнования в олимпийском классе катамаранов Накра 17 дебютируют в программе летних Олимпийских игр. Каждый экипаж представлен смешанным дуэтом яхтсменов.
| Класс    | Спортсмены              | Гонка | Гонка | Гонка | Гонка | Гонка | Гонка | Гонка | Гонка | Гонка | Гонка | Гонка | Очки | Место |
| Класс    | Спортсмены              | 1     | 2     | 3     | 4     | 5     | 6     | 7     | 8     | 9     | 10    | M     | Очки | Место |
| -------- | ----------------------- | ----- | ----- | ----- | ----- | ----- | ----- | ----- | ----- | ----- | ----- | ----- | ---- | ----- |
| Накра 17 | Бора Гулари Луиза Чейфи |       |       |       |       |       |       |       |       |       |       |       |      |       |

### Регби-7

##### Мужчины
Мужская сборная США квалифицировалась на Игры, заняв первое место по итогам чемпионата Северной Америки 2015 года.
Состав
Результаты
Групповой этап (Группа A)
| Место | Команда   | И | В | Н | П | ОЗ | ОП | +/- | Очки |
| ----- | --------- | - | - | - | - | -- | -- | --- | ---- |
| 1     | Фиджи     | 3 | 3 | 0 | 0 | 85 | 45 | +40 | 9    |
| 2     | Аргентина | 3 | 2 | 0 | 1 | 62 | 35 | +27 | 7    |
| 3     | США       | 3 | 1 | 0 | 2 | 59 | 41 | +18 | 5    |
| 4     | Бразилия  | 3 | 0 | 0 | 3 | 12 | 97 | -85 | 3    |

| 9 августа 2016 13:00 UTC-3                                       | \| США \| 14:17 (0:7, 14:10) Протокол \| Аргентина \| \| Штрафная попытка 11' · Данни Барретт 13' · Мэдисон Хьюз 11', 13' \| Голы \| Аксель Мюллер 4' · Фернандо Луна 9' · Матиас Морони 14+' · Гастон Револь 4' · Гастон Револь 9' 14+' \| | Стадион Деодоро, Рио-де-Жанейро Судьи: Крейг Жубер                                                  |
| США                                                              | 14:17 (0:7, 14:10) Протокол | Аргентина                                                                                           |
| Штрафная попытка 11' · Данни Барретт 13' · Мэдисон Хьюз 11', 13' | Голы | Аксель Мюллер 4' · Фернандо Луна 9' · Матиас Морони 14+' · Гастон Револь 4' · Гастон Револь 9' 14+' |

| 9 августа 2016 18:00 UTC-3                                                                                           | \| США \| 26:0 (14:0, 12:0) Протокол \| Бразилия \| \| Фолау Ниуа 4' · Нейт Эбнер 7+' · Карлин Айслес 14' · Мака Унуфе 14+' · Мэдисон Хьюз 4', 7+', 14+' · Мэдисон Хьюз 14' \| Голы \| \| | Стадион Деодоро, Рио-де-Жанейро Судьи: Мэтт О’Брайан |
| США | 26:0 (14:0, 12:0) Протокол | Бразилия                                             |
| Фолау Ниуа 4' · Нейт Эбнер 7+' · Карлин Айслес 14' · Мака Унуфе 14+' · Мэдисон Хьюз 4', 7+', 14+' · Мэдисон Хьюз 14' | Голы |                                                      |

| 10 августа 2016 13:30 UTC-3 | \| Фиджи \| 24:19 (12:7, 12:12) Протокол \| США \| \| Осеа Колинисау 7' · Ватемо Равоувоу 7+' · Вильям Мата 10' · Семи Кунатани 12' · Осеа Колинисау 7', 10' · Ватемо Равоувоу 7+' · Осеа Колинисау 12' \| Голы \| Данни Барретт 5' · Перри Бейкер 5' · Нейт Эбнер 13' · Мэдисон Хьюз 5', 8' · Мэдисон Хьюз 13' \| | Стадион Деодоро, Рио-де-Жанейро Судьи: Ричард Келли                                          |
| Фиджи | 24:19 (12:7, 12:12) Протокол | США                                                                                          |
| Осеа Колинисау 7' · Ватемо Равоувоу 7+' · Вильям Мата 10' · Семи Кунатани 12' · Осеа Колинисау 7', 10' · Ватемо Равоувоу 7+' · Осеа Колинисау 12' | Голы | Данни Барретт 5' · Перри Бейкер 5' · Нейт Эбнер 13' · Мэдисон Хьюз 5', 8' · Мэдисон Хьюз 13' |

Полуфинал за 9-12-е места
| 10 августа 2016 16:00 UTC-3                                                                | \| США \| 24:12 (17:5, 7:7) Протокол \| Бразилия \| \| Карлин Айслес 5', 7+', 11' · Данни Барретт 6' · Мэдисон Хьюз 7', 11' · Мэдисон Хьюз 6' 7+' \| Голы \| Даниэль Сансери 3' · Лоран Бурда-Куэ 12' · Лукас Дуке 12' · Лукас Дуке 4' \| | Стадион Деодоро, Рио-де-Жанейро Судьи: Бен Крауз                          |
| США                                                                                        | 24:12 (17:5, 7:7) Протокол | Бразилия                                                                  |
| Карлин Айслес 5', 7+', 11' · Данни Барретт 6' · Мэдисон Хьюз 7', 11' · Мэдисон Хьюз 6' 7+' | Голы | Даниэль Сансери 3' · Лоран Бурда-Куэ 12' · Лукас Дуке 12' · Лукас Дуке 4' |

##### Женщины
Женская сборная США квалифицировалась на Игры, заняв первое место по итогам чемпионата Северной Америки 2015 года.
Состав
| Номер | Имя                | Дата рождения | Рост, см | Вес, кг | Клуб                 | Игры | Очки    | Очки       | Очки     | Очки  |
| Номер | Имя                | Дата рождения | Рост, см | Вес, кг | Клуб                 | Игры | Попытки | Реализации | Штрафные | Всего |
| ----- | ------------------ | ------------- | -------- | ------- | -------------------- | ---- | ------- | ---------- | -------- | ----- |
| 1     | Джиллион Поттер    | 05.07.1986    | 178      | 79      | Глендейл Рэпторс     | 6    | 0       | 0          | 0        | 0     |
| 2     | Келли Гриффин      | 07.11.1986    | 163      | 68      | Беркли Олл-Блюз      | 6    | 0       | 0          | 0        | 0     |
| 3     | Кэтрин Джонсон     | 25.10.1991    | 178      | 69      | Янгблудз Миннеаполис | 6    | 2       | 0          | 0        | 10    |
| 4     | Алев Келтер        | 21.03.1991    | 168      | 74      | Вуменс Иглз Севенс   | 6    | 5       | 4/6        | 0        | 33    |
| 5     | Акалани Баравилала | 12.07.1991    | 168      | 74      | Алиаману Олл-Блюз    | 6    | 0       | 4/7        | 0        | 8     |
| 6     | Лорен Дойл         | 23.02.1991    | 168      | 68      | Норд-шор Чикаго      | 5    | 1       | 0          | 0        | 5     |
| 7     | Виктория Фолайан   | 27.05.1985    | 166      | 72      | Беркли Олл-Блюз      | 6    | 0       | 0          | 0        | 0     |
| 8     | Кармен Фармер      | 04.12.1980    | 186      | 81      | Северн Ривер         | 3    | 0       | 0          | 0        | 0     |
| 9     | Джоанна Фаавеси    | 05.02.1992    | 168      | 73      | Сакраменто Амазонс   | 4    | 2       | 0          | 0        | 10    |
| 10    | Райчел Стивенс     | 22.07.1996    | 168      | 65      | без клуба            | 6    | 1       | 1/3        | 0        | 7     |
| 11    | Райан Карлайл      | 24.11.1989    | 168      | 65      | Сиэттл Саракенс      | 6    | 1       | 0          | 0        | 5     |
| 12    | Джессика Джавелет  | 25.06.1985    | 168      | 63      | Вуменс Иглз Севенс   | 6    | 4       | 0          | 0        | 20    |

| Должность      | Имя           | Гражданство    | Дата рождения |
| -------------- | ------------- | -------------- | ------------- |
| Главный тренер | Ричи Уокер    | Новая Зеландия |               |
| Менеджер       | Эмили Бидуэлл | Канада         |               |
| Физиотерапевт  | Николь Титмас | США            |               |

Результаты
Групповой этап (Группа A)
| Место | Команда   | И | В | Н | П | ОЗ  | ОП  | +/-  | Очки |
| ----- | --------- | - | - | - | - | --- | --- | ---- | ---- |
| 1     | Австралия | 3 | 2 | 1 | 0 | 101 | 12  | +89  | 8    |
| 2     | Фиджи     | 3 | 2 | 0 | 1 | 48  | 43  | +5   | 7    |
| 3     | США       | 3 | 1 | 1 | 1 | 67  | 24  | +43  | 6    |
| 4     | Колумбия  | 3 | 0 | 0 | 3 | 0   | 137 | -137 | 3    |

| 6 августа 2016 13:00 UTC-3               | \| США \| 7:12 (0:7, 7:5) Протокол \| Фиджи \| \| Алев Келтер 10' · Акалани Баравилала 10' \| Голы \| 4' Луиза Тисоло · 8' Тимаима Рависа · 4' Луиза Тисоло · 8' Луиза Тисоло \| | Стадион Деодоро, Рио-де-Жанейро Судьи: Раста Расивинье                  |
| США                                      | 7:12 (0:7, 7:5) Протокол | Фиджи                                                                   |
| Алев Келтер 10' · Акалани Баравилала 10' | Голы | 4' Луиза Тисоло · 8' Тимаима Рависа · 4' Луиза Тисоло · 8' Луиза Тисоло |

| 6 августа 2016 18:00 UTC-3 | \| США \| 48:0 (24:0, 24:0) Протокол \| Колумбия \| \| Алев Келтер 1', 6' · Лорен Дойл 4' · Кэтрин Джонсон 7+', 13' · Джессика Джавелет 8' · Райан Карлайл 10' · Джоан Фаавеси 14' · Алев Келтер 2', 6' · Акалани Баравилала 8', 11' · Акалани Баравилала 4' · Алев Келтер 7+' · Райчел Стивенс 13' 14+' \| Голы \| \| | Стадион Деодоро, Рио-де-Жанейро Судьи: Беатрис Бенвенути |
| США | 48:0 (24:0, 24:0) Протокол | Колумбия                                                 |
| Алев Келтер 1', 6' · Лорен Дойл 4' · Кэтрин Джонсон 7+', 13' · Джессика Джавелет 8' · Райан Карлайл 10' · Джоан Фаавеси 14' · Алев Келтер 2', 6' · Акалани Баравилала 8', 11' · Акалани Баравилала 4' · Алев Келтер 7+' · Райчел Стивенс 13' 14+' | Голы |                                                          |

| 7 августа 2016 13:30 UTC-3                               | \| Австралия \| 12:12 (5:0, 7:12) Протокол \| США \| \| Эмма Тонегато 4', 14' · Хлои Далтон 14' · Хлои Далтон 4' \| Голы \| Джессика Джавелет 9', 11' · Акалани Баравилала 9' · Акалани Баравилала 11' \| | Стадион Деодоро, Рио-де-Жанейро Судьи: Альхамбра Ньевас                    |
| Австралия                                                | 12:12 (5:0, 7:12) Протокол | США                                                                        |
| Эмма Тонегато 4', 14' · Хлои Далтон 14' · Хлои Далтон 4' | Голы | Джессика Джавелет 9', 11' · Акалани Баравилала 9' · Акалани Баравилала 11' |

Четвертьфинал
| 7 августа 2016 18:30 UTC-3               | \| Новая Зеландия \| 5:0 (5:0, 0:0) Протокол \| США \| \| Портия Вудман 7+' · Тайла Натан-Вонг 7+' \| Голы \| \| | Стадион Деодоро, Рио-де-Жанейро Судьи: Раста Расивинье |
| Новая Зеландия                           | 5:0 (5:0, 0:0) Протокол                                                                                          | США                                                    |
| Портия Вудман 7+' · Тайла Натан-Вонг 7+' | Голы |                                                        |

Полуфинал за 5-8-е места
| 8 августа 2016 14:00 UTC-3         | \| Фиджи \| 7:12 (7:0, 0:12) Протокол \| США \| \| Ребекка Таво 4' · Лавения Тинаи 5' \| Голы \| Алев Келтер 11' · Райчел Стивенс 12' · Алев Келтер 11' · Акалани Баравилала 13' \| | Стадион Деодоро, Рио-де-Жанейро Судьи: Джессика Бирд                            |
| Фиджи                              | 7:12 (7:0, 0:12) Протокол | США                                                                             |
| Ребекка Таво 4' · Лавения Тинаи 5' | Голы | Алев Келтер 11' · Райчел Стивенс 12' · Алев Келтер 11' · Акалани Баравилала 13' |

Матч за 5-е место
| 8 августа 2016 18:00 UTC-3          | \| Франция \| 5:19 (5:0, 0:19) Протокол \| США \| \| Камиль Гроссино 6' · Жад Ле Песк 7' \| Голы \| Алев Келтер 8' · Джессика Джавелет 10' · Джоан Фаавеси 12' · Алев Келтер 8' · Райчел Стивенс 12' · Алев Келтер 10' \| | Стадион Деодоро, Рио-де-Жанейро Судьи: Сара Кокс                                                                   |
| Франция                             | 5:19 (5:0, 0:19) Протокол | США |
| Камиль Гроссино 6' · Жад Ле Песк 7' | Голы | Алев Келтер 8' · Джессика Джавелет 10' · Джоан Фаавеси 12' · Алев Келтер 8' · Райчел Стивенс 12' · Алев Келтер 10' |

Итог: по результатам олимпийского турнира женская сборная США по регби-7 заняла 5-е место.

### Современное пятиборье
Современное пятиборье включает в себя: стрельбу, плавание, фехтование, верховую езду и бег. Как и на предыдущих Играх бег и стрельба были объединены в один вид — комбайн. В комбайне спортсмены стартовали с гандикапом, набранным за предыдущие три дисциплины (4 очка = 1 секунда). Олимпийским чемпионом становится спортсмен, который пересекает финишную линию первым.
Мужчины
| Соревнование      | Спортсмены     | Фехтование | Фехтование | Фехтование | Плавание | Плавание | Плавание | Верховая езда | Верховая езда | Верховая езда | Комбайн | Комбайн | Комбайн | Всего     | Всего |
| Соревнование      | Спортсмены     | Побед      | Очки       | Место      | Время    | Очки     | Место    | Штраф         | Очки          | Место         | Время   | Очки    | Место   | Результат | Место |
| ----------------- | -------------- | ---------- | ---------- | ---------- | -------- | -------- | -------- | ------------- | ------------- | ------------- | ------- | ------- | ------- | --------- | ----- |
| личное первенство | Нейтан Шримшер |            |            |            |          |          |          |               |               |               |         |         |         |           |       |

Женщины
| Соревнование      | Спортсмены       | Фехтование | Фехтование | Фехтование | Плавание | Плавание | Плавание | Верховая езда | Верховая езда | Верховая езда | Комбайн | Комбайн | Комбайн | Всего     | Всего |
| Соревнование      | Спортсмены       | Побед      | Очки       | Место      | Время    | Очки     | Место    | Штраф         | Очки          | Место         | Время   | Очки    | Место   | Результат | Место |
| ----------------- | ---------------- | ---------- | ---------- | ---------- | -------- | -------- | -------- | ------------- | ------------- | ------------- | ------- | ------- | ------- | --------- | ----- |
| личное первенство | Марго Исаксен    |            |            |            |          |          |          |               |               |               |         |         |         |           |       |
| личное первенство | Изабелла Исаксен |            |            |            |          |          |          |               |               |               |         |         |         |           |       |

### Стрельба
В январе 2013 года Международная федерация спортивной стрельбы приняла новые правила проведения соревнований на 2013—2016 года, которые, в частности, изменили порядок проведения финалов. Во многих дисциплинах спортсмены, прошедшие в финал, теперь начинают решающий раунд без очков, набранных в квалификации, а финал проходит по системе с выбыванием. Также в финалах после каждого раунда стрельбы из дальнейшей борьбы выбывает спортсмен с наименьшим количеством баллов. В скоростном пистолете решающие поединки проходят по системе попал-промах. В стендовой стрельбе добавился полуфинальный раунд, где определяются по два участника финального матча и поединка за третье место.
Мужчины
| Соревнование                          | Спортсмены     | Квалификация | Квалификация | Полуфинал            | Полуфинал            | Финал                | Финал                |
| Соревнование                          | Спортсмены     | Результат    | Место        | Результат            | Место                | Соперник/ Результат  | Место                |
| ------------------------------------- | -------------- | ------------ | ------------ | -------------------- | -------------------- | -------------------- | -------------------- |
| пневматическая винтовка, 10 метров    | Лукас Козински | 622,3        | 21           | не проводится        | не проводится        | завершил выступление | завершил выступление |
| пневматическая винтовка, 10 метров    | Дэниэль Лоу    | 620,0        | 34           | не проводится        | не проводится        | завершил выступление | завершил выступление |
| винтовка лёжа, 50 метров              | Майкл Макфейл  |              |              | не проводится        | не проводится        |                      |                      |
| винтовка лёжа, 50 метров              | Дэвид Хиггинз  |              |              | не проводится        | не проводится        |                      |                      |
| винтовка из трёх положений, 50 метров | Дэниэль Лоу    |              |              | не проводится        | не проводится        |                      |                      |
| винтовка из трёх положений, 50 метров | Мэттью Эммонс  |              |              | не проводится        | не проводится        |                      |                      |
| пневматический пистолет, 10 метров    | Уилл Браун     | 577          | 12           | не проводится        | не проводится        | завершил выступление | завершил выступление |
| пневматический пистолет, 10 метров    | Джей Ши        | 577          | 18           | не проводится        | не проводится        | завершил выступление | завершил выступление |
| скорострельный пистолет, 25 метров    | Эмиль Милев    |              |              | не проводится        | не проводится        |                      |                      |
| скорострельный пистолет, 25 метров    | Кит Сандерсон  |              |              | не проводится        | не проводится        |                      |                      |
| пистолет, 50 метров                   | Уилл Браун     | 555          | 10           | не проводится        | не проводится        | завершил выступление | завершил выступление |
| пистолет, 50 метров                   | Джей Ши        | 553          | 14           | не проводится        | не проводится        | завершил выступление | завершил выступление |
| дубль-трап                            | Джошуа Ричмонд | 13511        | 7            | завершил выступление | завершил выступление | завершил выступление | завершил выступление |
| дубль-трап                            | Уолтон Эллер   | 131          | 14           | завершил выступление | завершил выступление | завершил выступление | завершил выступление |
| скит                                  | Винсент Хэнкок |              |              |                      |                      |                      |                      |
| скит                                  | Фрэнк Томпсон  |              |              |                      |                      |                      |                      |

Женщины
| Соревнование                          | Спортсмены          | Квалификация | Квалификация | Полуфинал             | Полуфинал             | Финал                   | Финал                 |
| Соревнование                          | Спортсмены          | Результат    | Место        | Результат             | Место                 | Соперник/ Результат     | Место                 |
| ------------------------------------- | ------------------- | ------------ | ------------ | --------------------- | --------------------- | ----------------------- | --------------------- |
| пневматическая винтовка, 10 метров    | Вирджиния Трэшер    | 416,3        | 6 Q          | не проводится         | не проводится         | 208,0                   | 1                     |
| пневматическая винтовка, 10 метров    | Сара Шерер          | 416,8        | 5 Q          | не проводится         | не проводится         | 78,6                    | 8                     |
| винтовка из трёх положений, 50 метров | Виргиния Трейшер    |              |              | не проводится         | не проводится         |                         |                       |
| винтовка из трёх положений, 50 метров | Сара Шерер          |              |              | не проводится         | не проводится         |                         |                       |
| пневматический пистолет, 10 метров    | Лидия Патерсон      | 378          | 29           | не проводится         | не проводится         | завершила выступление   | завершила выступление |
| пневматический пистолет, 10 метров    | Энкелейда Шехай     | 372          | 40           | не проводится         | не проводится         | завершила выступление   | завершила выступление |
| пистолет, 25 метров                   | Энкелейда Шехай     | 567          | 33           | завершила выступление | завершила выступление | завершила выступление   | завершила выступление |
| трап                                  | Кори Кодждел-Анрейн | 68           | 4 Q          | 130                   | 3 QB                  | За 3-е место            | 3                     |
| трап                                  | Кори Кодждел-Анрейн | 68           | 4 Q          | 130                   | 3 QB                  | ESPФ. Гальвес В 131:130 | 3                     |
| скит                                  | Морган Крафт        |              |              |                       |                       |                         |                       |
| скит                                  | Кимберли Роуд       |              |              |                       |                       |                         |                       |

### Стрельба из лука
В квалификации соревнований лучники выполняют 12 серий выстрелов по 6 стрел с расстояния 70-ти метров. По итогам предварительного раунда составляется сетка плей-офф, где в 1/32 финала 1-й номер посева встречается с 64-м, 2-й с 63-м и.т.д. В поединках на выбывание спортсмены выполняют по три выстрела. Участник, набравший за эту серию больше очков получает 2 очка. Если же оба лучника набрали одинаковое количество баллов, то они получают по одному очку. Победителем пары становится лучник, первым набравший 6 очков.
Мужчины
| Соревнование              | Спортсмены                                   | Квалификация | Квалификация | 1/32 финала                 | 1/16 финала               | 1/8 финала           | Четвертьфинал          | Полуфинал            | Финал                        | Место |
| Соревнование              | Спортсмены                                   | Результат    | Место        | Соперник Результат          | Соперник Результат        | Соперник Результат   | Соперник Результат     | Соперник Результат   | Соперник Результат           | Место |
| ------------------------- | -------------------------------------------- | ------------ | ------------ | --------------------------- | ------------------------- | -------------------- | ---------------------- | -------------------- | ---------------------------- | ----- |
| индивидуальное первенство | Брейди Эллисон                               | 690          | 2            | LBAА. Эль-Грари (63) В 6:0  | USAД. Камински (31) В 6:2 |                      |                        |                      |                              |       |
| индивидуальное первенство | Закари Гарретт                               | 674          | 15           | MASХ. Камаруддин (50) В 6:0 | CANК. Дуэньяс (18) В 7:3  | USAБ. Эллисон (2) :  |                        |                      |                              |       |
| индивидуальное первенство | Джейк Камински                               | 660          | 31           | BRAМ. Д’Алмейда (34) В 6:2  | USAБ. Эллисон (2) П 2:6   | завершил выступление | завершил выступление   | завершил выступление | завершил выступление         | 17    |
| командное первенство      | Закари Гарретт Джейк Камински Брейди Эллисон | 2024         | 2            | Не проводится               | Не проводится             | Не участвовали       | Индонезия (10) · В 6:2 | Китай (6) · В 6:0    | Республика Корея (1) · П 0:6 | 2     |

Женщины
| Соревнование              | Спортсмены     | Квалификация | Квалификация | 1/32 финала             | 1/16 финала               | 1/8 финала            | Четвертьфинал         | Полуфинал             | Финал                 | Место |
| Соревнование              | Спортсмены     | Результат    | Место        | Соперник Результат      | Соперник Результат        | Соперник Результат    | Соперник Результат    | Соперник Результат    | Соперник Результат    | Место |
| ------------------------- | -------------- | ------------ | ------------ | ----------------------- | ------------------------- | --------------------- | --------------------- | --------------------- | --------------------- | ----- |
| индивидуальное первенство | Маккензи Браун | 641          | 19           | ITAК. Мандия (46) В 6:4 | MYAХтве Сань Ю (51) П 3:7 | завершила выступление | завершила выступление | завершила выступление | завершила выступление | 17    |

### Теннис
Соревнования пройдут на кортах олимпийского теннисного центра. Теннисные матчи будут проходить на кортах с твёрдым покрытием DecoTurf, на которых также проходит и Открытый чемпионат США.
Мужчины
| Соревнование     | Спортсмены               | 1/32 финала                  | 1/16 финала                                | 1/8 финала                             | Четвертьфинал                                  | Полуфинал             | Финал                 | Место                 |
| Соревнование     | Спортсмены               | Соперник Результат           | Соперник Результат                         | Соперник Результат                     | Соперник Результат                             | Соперник Результат    | Соперник Результат    | Место                 |
| ---------------- | ------------------------ | ---------------------------- | ------------------------------------------ | -------------------------------------- | ---------------------------------------------- | --------------------- | --------------------- | --------------------- |
| одиночный разряд | Стив Джонсон (12)        | BARД. Кинг В 6:3, 6:2        | PORГ. Элиаш В 6:3, 6:4                     | RUSЕ. Донской : , :                    |                                                |                       |                       |                       |
| одиночный разряд | Джек Сок (14)            | JPNТ. Даниэль П 4:6, 4:6     | завершил выступление                       | завершил выступление                   | завершил выступление                           | завершил выступление  | завершил выступление  | завершил выступление  |
| одиночный разряд | Брайан Бейкер            | JPNЮ. Сугита П 7:5, 5:7, 4:6 | завершил выступление                       | завершил выступление                   | завершил выступление                           | завершил выступление  | завершил выступление  | завершил выступление  |
| одиночный разряд | Денис Кудла              | SVKА. Мартин П 0:6, 3:6      | завершил выступление                       | завершил выступление                   | завершил выступление                           | завершил выступление  | завершил выступление  | завершил выступление  |
| парный разряд    | Джек Сок Стив Джонсон    | не проводится                | CHIХ. Перальта / Х. Подлипник В 6:2, 6:2   | COLХ.С. Кабаль / Р. Фара В 6:4, 7:61   | ESPР. Баутиста Агут / Д. Феррер (8) В 6:4, 6:2 |                       |                       |                       |
| парный разряд    | Брайан Бейкер Раджив Рам | не проводится                | FRAГ. Монфис / Ж.-В. Тсонга (4) В 6:1, 6:4 | AUTО. Марах / А. Пейя П 4:6, 7:62, 3:6 | завершили выступление                          | завершили выступление | завершили выступление | завершили выступление |

Женщины
| Соревнование     | Спортсмены                         | 1/32 финала                     | 1/16 финала                                          | 1/8 финала                                | Четвертьфинал         | Полуфинал             | Финал                 | Место                 |
| Соревнование     | Спортсмены                         | Соперник Результат              | Соперник Результат                                   | Соперник Результат                        | Соперник Результат    | Соперник Результат    | Соперник Результат    | Место                 |
| ---------------- | ---------------------------------- | ------------------------------- | ---------------------------------------------------- | ----------------------------------------- | --------------------- | --------------------- | --------------------- | --------------------- |
| одиночный разряд | Мэдисон Киз (7)                    | MNEД. Ковинич В 6:3, 6:3        | FRAК. Младенович В 7:5, 64:7, 7:65                   | ESPК. Суарес Наварро (9) 6:3, 3:6, 6:3    | RUSД. Касаткина :     |                       |                       |                       |
| одиночный разряд | Серена Уильямс (1)                 | AUSД. Гаврилова В 6:4, 6:2      | FRAА. Корне В 7:65, 6:2                              | UKRЭ. Свитолина (15) П 4:6, 3:6           | завершила выступление | завершила выступление | завершила выступление | завершила выступление |
| одиночный разряд | Винус Уильямс (5)                  | BELК. Флипкенс П 6:4, 3:6, 65:7 | завершила выступление                                | завершила выступление                     | завершила выступление | завершила выступление | завершила выступление | завершила выступление |
| одиночный разряд | Слоан Стивенс                      | CANЭ. Бушар П 3:6, 3:6          | завершила выступление                                | завершила выступление                     | завершила выступление | завершила выступление | завершила выступление | завершила выступление |
| парный разряд    | Бетани Маттек-Сандс Коко Вандевеге | не проводится                   | ESPА. Медина Гарригес / А. Парра Сантонха В 6:1, 6:1 | SUIТ. Бачински / М. Хингис (5) П 4:6, 4:6 | завершили выступление | завершили выступление | завершили выступление | завершили выступление |
| парный разряд    | Серена Уильямс Винус Уильямс (1)   | не проводится                   | CZEЛ. Шафаржова / Б. Стрыцова П 3:6, 4:6             | завершили выступление                     | завершили выступление | завершили выступление | завершили выступление | завершили выступление |

### Триатлон
Соревнования по триатлону пройдут на территории форта Копакабана. Дистанция состоит из 3-х этапов — плавание (1,5 км), велоспорт (43 км), бег (10 км).
Мужчины
| Соревнование              | Спортсмены      | Плавание | Смена | Велоспорт | Смена | Бег | Итоговое время | Место | Отставание |
| ------------------------- | --------------- | -------- | ----- | --------- | ----- | --- | -------------- | ----- | ---------- |
| индивидуальное первенство | Грег Биллингтон |          |       |           |       |     |                |       |            |
| индивидуальное первенство | Бен Кэньют      |          |       |           |       |     |                |       |            |
| индивидуальное первенство | Джо Мэлой       |          |       |           |       |     |                |       |            |

Женщины
| Соревнование              | Спортсмены     | Плавание | Смена | Велоспорт | Смена | Бег | Итоговое время | Место | Отставание |
| ------------------------- | -------------- | -------- | ----- | --------- | ----- | --- | -------------- | ----- | ---------- |
| индивидуальное первенство | Гвен Йоргенсен |          |       |           |       |     |                |       |            |
| индивидуальное первенство | Сара Тру       |          |       |           |       |     |                |       |            |
| индивидуальное первенство | Кейти Зеферес  |          |       |           |       |     |                |       |            |

### Тхэквондо
Соревнования по тхэквондо проходят по системе с выбыванием. Для победы в турнире спортсмену необходимо одержать 4 победы. Тхэквондисты, проигравшие по ходу соревнований будущим финалистам, принимают участие в утешительном турнире за две бронзовые медали.
Мужчины
| Категория   | Спортсмены     | Первый раунд       | Четвертьфинал      | Полуфинал          | Финал              | Место |
| Категория   | Спортсмены     | Соперник Результат | Соперник Результат | Соперник Результат | Соперник Результат | Место |
| ----------- | -------------- | ------------------ | ------------------ | ------------------ | ------------------ | ----- |
| до 80 кг    | Стивен Лопес   |                    |                    |                    |                    |       |
| свыше 80 кг | Стивен Ламбдин |                    |                    |                    |                    |       |

Женщины
| Категория   | Спортсмены      | Первый раунд       | Четвертьфинал      | Полуфинал          | Финал              | Место |
| Категория   | Спортсмены      | Соперник Результат | Соперник Результат | Соперник Результат | Соперник Результат | Место |
| ----------- | --------------- | ------------------ | ------------------ | ------------------ | ------------------ | ----- |
| до 67 кг    | Пейдж Макферсон |                    |                    |                    |                    |       |
| свыше 67 кг | Джеки Гэллоуэй  |                    |                    |                    |                    |       |

### Тяжёлая атлетика
Каждый НОК самостоятельно выбирает категорию в которой выступит её тяжелоатлет. В рамках соревнований проводятся два упражнения — рывок и толчок. В каждом из упражнений спортсмену даётся 3 попытки. Победитель определяется по сумме двух упражнений. При равенстве результатов победа присуждается спортсмену, с меньшим собственным весом.
Мужчины
| Категория | Спортсмены     | Вес | Рывок | Рывок | Рывок | Толчок | Толчок | Толчок | Всего | Место |
| Категория | Спортсмены     | Вес | 1     | 2     | 3     | 1      | 2      | 3      | Всего | Место |
| --------- | -------------- | --- | ----- | ----- | ----- | ------ | ------ | ------ | ----- | ----- |
| до 94 кг  | Кендрик Фэррис |     |       |       |       |        |        |        |       |       |

Женщины
| Категория   | Спортсмены   | Вес   | Рывок | Рывок | Рывок | Толчок | Толчок | Толчок | Всего | Место |
| Категория   | Спортсмены   | Вес   | 1     | 2     | 3     | 1      | 2      | 3      | Всего | Место |
| ----------- | ------------ | ----- | ----- | ----- | ----- | ------ | ------ | ------ | ----- | ----- |
| до 48 кг    | Морган Кинг  | 47,79 | 80    | 82    | 83    | 100    | 103    | 103    | 183   | 6     |
| до 75 кг    | Дженни Артур |       |       |       |       |        |        |        |       |       |
| свыше 75 кг | Сара Роблс   |       |       |       |       |        |        |        |       |       |

### Фехтование
В индивидуальных соревнованиях спортсмены сражаются три раунда по три минуты, либо до того момента, как один из спортсменов нанесёт 15 уколов. В командных соревнованиях поединок идёт 9 раундов по 3 минуты каждый, либо до 45 уколов. Если по окончании времени в поединке зафиксирован ничейный результат, то назначается дополнительная минута до «золотого» укола.
Мужчины
| Соревнование          | Спортсмены                                             | 1/32 финала        | 1/16 финала                      | 1/8 финала                   | Четвертьфинал           | Полуфинал             | Финал                     | Место |
| Соревнование          | Спортсмены                                             | Соперник Результат | Соперник Результат               | Соперник Результат           | Соперник Результат      | Соперник Результат    | Соперник Результат        | Место |
| --------------------- | ------------------------------------------------------ | ------------------ | -------------------------------- | ---------------------------- | ----------------------- | --------------------- | ------------------------- | ----- |
| индивидуальная шпага  | Джейсон Приор (19)                                     | не участвовал      | SUIБ. Штеффен (14) П 14:15       | завершил выступление         | завершил выступление    | завершил выступление  | завершил выступление      | 22    |
| индивидуальная рапира | Александр Массиалас (2)                                | не участвовал      | EGYМ. Эссам (31) В 15:7          | RUSА. Ахматхузин (18) В 15:9 | ITAД. Авола (7) В 15:14 | GBRР. Круз (6) В 15:9 | ITAД. Гароццо (9) П 11:15 | 2     |
| индивидуальная рапира | Герек Мейнхардт (3)                                    | не участвовал      | CANМ. ван Хастер (30) В 15:4     | FRAЭ. Ле Пешу (14) В 15:14   | GBRР. Круз (6) П 13:15  | завершил выступление  | завершил выступление      | 5     |
| индивидуальная рапира | Майлз Чемли-Уотсон (15)                                | не участвовал      | RUSА. Ахматхузин (18) П 13:15    | завершил выступление         | завершил выступление    | завершил выступление  | завершил выступление      | 19    |
| командная рапира      | Александр Массиалас Герек Мейнхардт Майлз Чемли-Уотсон | не проводится      | не проводится                    | не проводится                |                         | Россия · П 41:45      | За 3-е место              |       |
| командная рапира      | Александр Массиалас Герек Мейнхардт Майлз Чемли-Уотсон | не проводится      | не проводится                    | не проводится                | Италия · :              | Россия · П 41:45      |                           |       |
| индивидуальная сабля  | Дэрил Гомер (10)                                       | не проводится      | KAZИ. Мокрецов (23) В 15:11      | GERМ. Хартунг (7) В 15:12    | GERМ. Сабо (18) В 15:12 | IRIМ. Абедини (14) :  |                           |       |
| индивидуальная сабля  | Эли Дершвиц (12)                                       | не проводится      | BELС. ван Хольсбеке (21) П 12:15 | завершил выступление         | завершил выступление    | завершил выступление  | завершил выступление      | 19    |

Женщины
| Соревнование          | Спортсмены                                       | 1/32 финала        | 1/16 финала                   | 1/8 финала                  | Четвертьфинал         | Полуфинал             | Финал                 | Место |
| Соревнование          | Спортсмены                                       | Соперник Результат | Соперник Результат            | Соперник Результат          | Соперник Результат    | Соперник Результат    | Соперник Результат    | Место |
| --------------------- | ------------------------------------------------ | ------------------ | ----------------------------- | --------------------------- | --------------------- | --------------------- | --------------------- | ----- |
| индивидуальная шпага  | Кортни Хёрли (14)                                | не участвовала     | UKRЯ. Шемякина (19) П 13:14   | завершила выступление       | завершила выступление | завершила выступление | завершила выступление | 23    |
| индивидуальная шпага  | Келли Хёрли (15)                                 | не участвовала     | BRAН. Мёльхаузен (18) П 12:15 | завершила выступление       | завершила выступление | завершила выступление | завершила выступление | 24    |
| индивидуальная шпага  | Кэтрин Холмс (17)                                | не участвовала     | ESTЭ. Кирпу (16) П 4:5        | завершила выступление       | завершила выступление | завершила выступление | завершила выступление | 25    |
| командная шпага       | Келли Хёрли Кортни Хёрли Кэтрин Холмс            | не проводится      | не проводится                 |                             |                       |                       |                       |       |
| индивидуальная рапира | Ли Кифер (4)                                     | не участвовала     | LIBМ. Шаито (29) В 15:3       | CHNЛю Юнши (20) П 9:15      | завершила выступление | завершила выступление | завершила выступление | 10    |
| индивидуальная рапира | Нзинга Прескод (7)                               | не участвовала     | MEXН. Мичел (26) В 15:9       | FRAА. Гюйар (10) П 11:14    | завершила выступление | завершила выступление | завершила выступление | 11    |
| индивидуальная сабля  | Мариэль Загунис (3)                              | не участвовала     | PANЭ. Гренч (30) В 15:4       | RUSЕ. Дьяченко (19) П 12:15 | завершила выступление | завершила выступление | завершила выступление | 9     |
| индивидуальная сабля  | Ибтихадж Мухаммад (8)                            | не участвовала     | UKRЕ. Кравацкая (25) В 15:13  | FRAС. Бердер (9) П 12:15    | завершила выступление | завершила выступление | завершила выступление | 12    |
| индивидуальная сабля  | Дагмара Возняк (22)                              | не участвовала     | GREВ. Вуюка (11) П 8:15       | завершила выступление       | завершила выступление | завершила выступление | завершила выступление | 24    |
| командная сабля       | Дагмара Возняк Мариэль Загунис Ибтихадж Мухаммад | не проводится      | не проводится                 | не проводится               |                       |                       |                       |       |

### Футбол

#### Женщины
Женская сборная США квалифицировалась на Игры, заняв первое место по итогам олимпийского квалификационного турнира КОНКАКАФ.
Состав
Результат
Групповой этап (Группа G)
| М | Команда        | И | В | Н | П | Мячи  | ±  | О |
| - | -------------- | - | - | - | - | ----- | -- | - |
| 1 | США            | 3 | 2 | 1 | 0 | 5 − 2 | +3 | 7 |
| 2 | Франция        | 3 | 2 | 0 | 1 | 7 − 1 | +6 | 6 |
| 3 | Новая Зеландия | 3 | 1 | 0 | 2 | 1 − 5 | −4 | 3 |
| 4 | Колумбия       | 3 | 0 | 1 | 2 | 2 − 7 | −5 | 1 |

| 3 августа 2016 19:00 UTC-3 | \| США \| 2:0 (1:0) Отчёт \| Новая Зеландия \| \| Ллойд 9′ · Морган 46′ \| Голы \| \| | Стадион: Минейран, Белу-Оризонти Зрителей: 10 059 Судья: Екатерина Монзуль |
| США                        | 2:0 (1:0) Отчёт                                                                       | Новая Зеландия                                                             |
| Ллойд 9′ · Морган 46′      | Голы                                                                                  |                                                                            |

| 6 августа 2016 17:00 UTC-3 | \| США \| 1:0 (0:0) Отчёт \| Франция \| \| Ллойд 63′ \| Голы \| \| | Стадион: Минейран, Белу-Оризонти Зрителей: 11 782 Судья: Клаудия Умпьеррес |
| США                        | 1:0 (0:0) Отчёт                                                    | Франция                                                                    |
| Ллойд 63′                  | Голы                                                               |                                                                            |

| 9 августа 2016 18:00 UTC-4 | \| Колумбия \| 2:2 (1:1) Отчёт \| США \| \| Каталина Усме 26′, 90′ \| Голы \| Кристал Данн 41′ · Мэллори Пью 60′ \| | Стадион: Амазония, Манаус Зрителей: 30 557 Судья: Албон Теодора |
| Колумбия                   | 2:2 (1:1) Отчёт | США                                                             |
| Каталина Усме 26′, 90′     | Голы | Кристал Данн 41′ · Мэллори Пью 60′                              |

### Хоккей на траве

#### Женщины
Женская сборная США квалифицировалась на Игры, завоевав золотые медали на Панамериканских играх 2015 года.
Состав
| Номер         | Имя     | Дата рождения | Рост, см | Вес, кг | Клуб    | Игры    | Голы    |
| Вратари       | Вратари | Вратари       | Вратари  | Вратари | Вратари | Вратари | Вратари |
| ------------- | ------- | ------------- | -------- | ------- | ------- | ------- | ------- |
|               |         |               |          |         |         |         |         |
| Защитники     |         |               |          |         |         |         |         |
|               |         |               |          |         |         |         |         |
| Полузащитники |         |               |          |         |         |         |         |
|               |         |               |          |         |         |         |         |
| Нападающие    |         |               |          |         |         |         |         |
|               |         |               |          |         |         |         |         |

| Имя          | Гражданство    | Дата рождения |
| ------------ | -------------- | ------------- |
| Крэйг Парнем | Великобритания | 13 июля 1973  |

Результат
Групповой этап (Группа B)
| Место | Команда        | И | В | Н | П | ГЗ | ГП | +/- | Очки |
| ----- | -------------- | - | - | - | - | -- | -- | --- | ---- |
| 1     | Великобритания | 5 | 5 | 0 | 0 | 12 | 4  | +8  | 15   |
| 2     | США            | 5 | 4 | 0 | 1 | 14 | 5  | +9  | 12   |
| 3     | Австралия      | 5 | 3 | 0 | 2 | 11 | 5  | +6  | 9    |
| 4     | Аргентина      | 5 | 2 | 0 | 3 | 12 | 6  | +6  | 6    |
| 5     | Япония         | 5 | 0 | 1 | 4 | 3  | 16 | -13 | 1    |
| 6     | Индия          | 5 | 0 | 1 | 4 | 3  | 19 | -16 | 1    |

| 6 августа 2016 17:00 UTC-3 | \| Аргентина \| 1:2 (0:0, 0:0, 0:1, 1:1) \| США \| \| Дельфино Мерино 57' \| Голы \| Кейти Рейнпрехт 35' · Мишель Касолд 50' \| | Олимпийский хоккейный центр, Рио-де-Жанейро Судьи: Мишель Жубер Михелле Майстер |
| Аргентина                  | 1:2 (0:0, 0:0, 0:1, 1:1) | США                                                                             |
| Дельфино Мерино 57'        | Голы | Кейти Рейнпрехт 35' · Мишель Касолд 50'                                         |

| 8 августа 2016 10:00 UTC-3 | \| Австралия \| 1:2 (0:0, 0:1, 1:1, 0:0) Протокол \| США \| \| Кэтрин Слэттери 43' \| Голы \| Мишель Виттес 25' · Кейтлин ван Сикл 41' \| | Олимпийский хоккейный центр, Рио-де-Жанейро Судьи: Елена Эскина Каролина де ла Фуэнте |
| Австралия                  | 1:2 (0:0, 0:1, 1:1, 0:0) Протокол | США                                                                                   |
| Кэтрин Слэттери 43'        | Голы | Мишель Виттес 25' · Кейтлин ван Сикл 41'                                              |

| 10 августа 2016 17:00 UTC-3                                                         | \| США \| 6:1 (2:0, 1:0, 1:0, 2:1) Протокол \| Япония \| \| Мелисса Гонсалес 1' · Кэти Бам 5', 53', 56' · Кати Райнпрехт 28' · Джилл Уитмер 37' \| Голы \| Миэ Накасима 47' \| | Олимпийский хоккейный центр, Рио-де-Жанейро Судьи: Эмбер Чёрч Фаннеке Алкемаде |
| США                                                                                 | 6:1 (2:0, 1:0, 1:0, 2:1) Протокол | Япония                                                                         |
| Мелисса Гонсалес 1' · Кэти Бам 5', 53', 56' · Кати Райнпрехт 28' · Джилл Уитмер 37' | Голы | Миэ Накасима 47'                                                               |

| 11 августа 2016 19:30 UTC-3 | \| США \| \| Индия \| | Олимпийский хоккейный центр, Рио-де-Жанейро |
| США                         |                       | Индия                                       |

| 13 августа 2016 18:00 UTC-3 | \| Великобритания \| \| США \| | Олимпийский хоккейный центр, Рио-де-Жанейро |
| Великобритания              |                                | США                                         |